# Aruncuta, Cluj

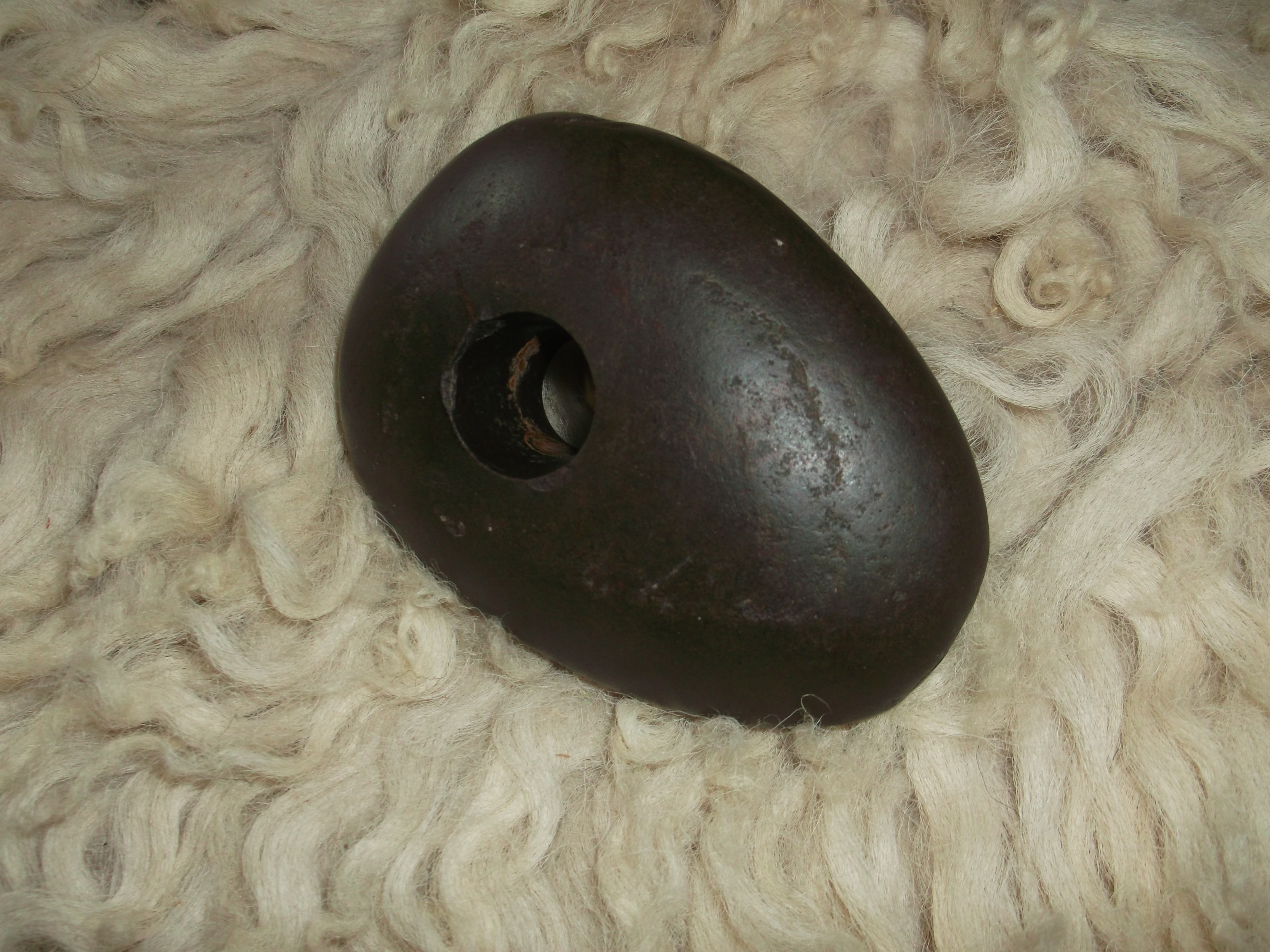
Aruncuta - topor din roca dură de bazalt ,șlefuit și perforat din neolitic

Aruncuta (în maghiară Aranykút, în germană Goldbrunn, în trad. "Fântâna de Aur") este un sat în comuna Suatu din județul Cluj, Transilvania, România.
În perioada 1846-1847 cercetările arheologice au scos la iveală mai multe obiecte din epoca romană, iar săpăturile arheologice de suprafață, din 1977, au scos în evidență că așezarea este locuită din mileniul al II-lea î.e.n. În hotarul satului a fost găsit un topor pană, din piatră, șlefuit și perforat, de tipul celui aflat în așezarea Coțofeni de la Boarta, iar în anul 1967, un sătean, a descoperit un tezaur monetar compus din 251 monede din argint, emise în perioada 1600 - 1707 în mai multe regiuni din Europa. În anul 2016 un sătean a găsit un topor din rocă dură de bazalt, șlefuit și perforat la  dimensiunile: lungime = 105 mm., lățime = 75 mm. și  grosime topor = 35 mm. Orificiul pentru coada toporului are forma unui trunchi de con { pentru o mai bună fixare } , în care baza mare are 2O mm., iar baza mica 18 mm. Jumătate din cercul de la baza mică este zencuit circa  5 mm., probabil un semn distinctiv pentru o mai ușoară identificare a toporului de către proprietarul din neolitic. În Aruncuta au locuit și se află înmormântați mai mulți nobili, inclusiv membri ai familiilor nobiliare Haller de Hallerko, Wesselenyi de Hadad, Korniș de Gonczruszka, Karacsay de Valje-Szaka etc. De asemenea, este locul în care s-a născut Profesor dr. Liviu Victor Pandrea, preot greco-catolic, deținut politic timp de 6 ani, scriitor. O altă personalitate marcantă a satului este Alexandru Cistelecan (n. 1951), critic literar de poezie, traducător, profesor universitar, membru al Uniunii Scriitorilor din România. În perioada 1987-2005 a câștigat 13 premii literare pentru critică și istorie literară, publicistică etc., printre care Premiul George Călinescu în anul 1987 și Premiul pentru critică și istorie literară al Uniunii Scriitorilor din România în anul 2000. Nu lipsit de importanță este și ing.Gheorghe Lăpădeanu { originar din Aruncuta }, primar al Clujului în perioada 1960 - 1968 și viceprimar în perioada 1968 - 1972. Este considerat artizanul modernizării municipiului Cluj-Napoca în perioada socialismului Pictorii Alexandru Cherecheș, Mihai Cherecheș, Mircea Corpodean și Mihu Luca întregesc zestrea culturală a satului.

## Scurtă prezentare

Aruncuta,fragmente de ceramică dacică - situl arheologic "Cremeniş"

Prima atestare documentară a satului Aruncuta datează din 18 noiembrie 1346. Cercetările arheologice făcute de-a lungul timpului și consemnate în literatura de specialitate atestă locuirea teritoriului satului Aruncuta cel puțin din epoca bronzului. În hotarul satului au fost descoperite o serie de vestigii arheologice, precum o seceră de bronz cu buton, un celt de bronz cu plisc și cu corpul de secțiune ovală, un fragment de picior de vas de lut, de la sfârșitul epocii bronzului,

În punctele la Cremeniș, Cânepiști și la „Râtul Jii” (Viei) au fost descoperite, în anii 1846-1847, mai multe obiecte din epoca romană, cuprinzând: un capitel de coloană, cărămizi cu ștampila Leg. V Macedonica, țigle, fragmente ceramice și un inel de aur;,, toate pledând pentru existența pe teritoriului satului Aruncuta a unei așezări din epoca romană. 

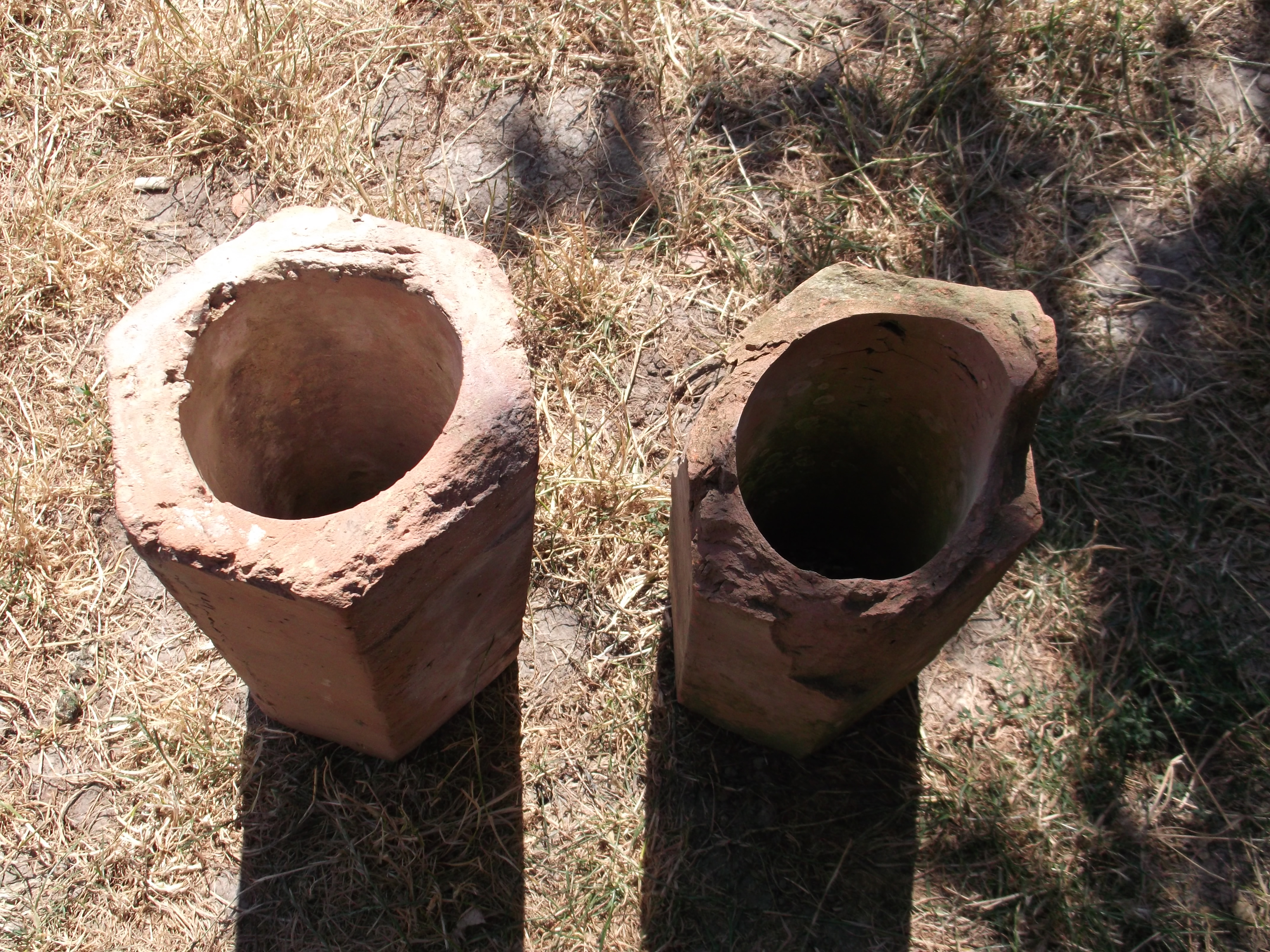
Tuburi apeducte din argilă, zona arheologică "Ciurgău - Cremeniș".

În data de 27 iulie 2012, în urma unor lucrări de excavare în zona izvorului de apă potabilă "Ciurgău - Cremeniș" pentru realizarea unei amenanjări piscicole, pictorul Mircea Corpodean și geologul Mihai Cherecheș din Aruncuta au găsit intacte 5 bucați tuburi de apeducte din argilă arsă cu interiorul rotund și exteriorul de formă hexagonală, avînd următoarele caracteristici: lungime tub = 320 mm., diametrul interior pentru circulația apei{fi}= 100 mm.,latură hexagon = 90 mm.,grosime perete (hexagona)= 25 mm. De altfel, la circa 60 metri nord - est de izvor s-a descoperit în anul 2010, în urma unor lucrări agricole, urmele unei clădiri romane reprezentând blocuri mari de piatră cioplită sub forma unor stâlpi de susținere (coloane). Se presupune că acele tuburi de apeducte ar avea legătură cu așezarea din zona Cremeniș - Ciurgău în care s-au descoperit și alte vestigii arheologice romane.
În Aruncuta au existat mai multe familii nobiliare, între care familia Medjes de Band în prima jumătate a secolului al XIV-lea, familia de nobili catolici Bogáth de Juc în a doua jumătate a secolului al XIV-lea și în prima jumătate a secolului al XV-lea, urmată de familia nobiliară Suky în a doua jumătate a secolului al XV-lea și în secolul al XVI-lea. În secolele al XVII-lea-al XIX-lea, mari suprafețe de teren au deținut familiile nobiliare Haller de Hallerkő, Wesselényi de Hadad, Kornis de Gonczruszka, Karacsay de Válje-Száka etc.
Referitor la structura populației după naționalitate, de-a lungul timpului, statisticile consemnează o pondere majoritară a românilor, de circa 75-85% din totalul populației, diferența fiind reprezentată de maghiari, romi etc. În perioada 1800-1940 statisticile consemnează și câteva familii de evrei.
În anul 1967 s-a descoperit un important tezaur monetar cuprinzând 251 monede din argint, păstrate într-o cană de cositor, emise în mai multe regiuni ale Europei în perioada 1600-1707, iar săpăturile arheologice de suprafață, din 1977, au scos în evidență că așezarea este locuită din mileniul al II-lea î.e.n. În hotarul satului a fost găsit un topor pană, din piatră, șlefuit și perforat, de tipul celui aflat în așezarea Coțofeni de la Boarta. 

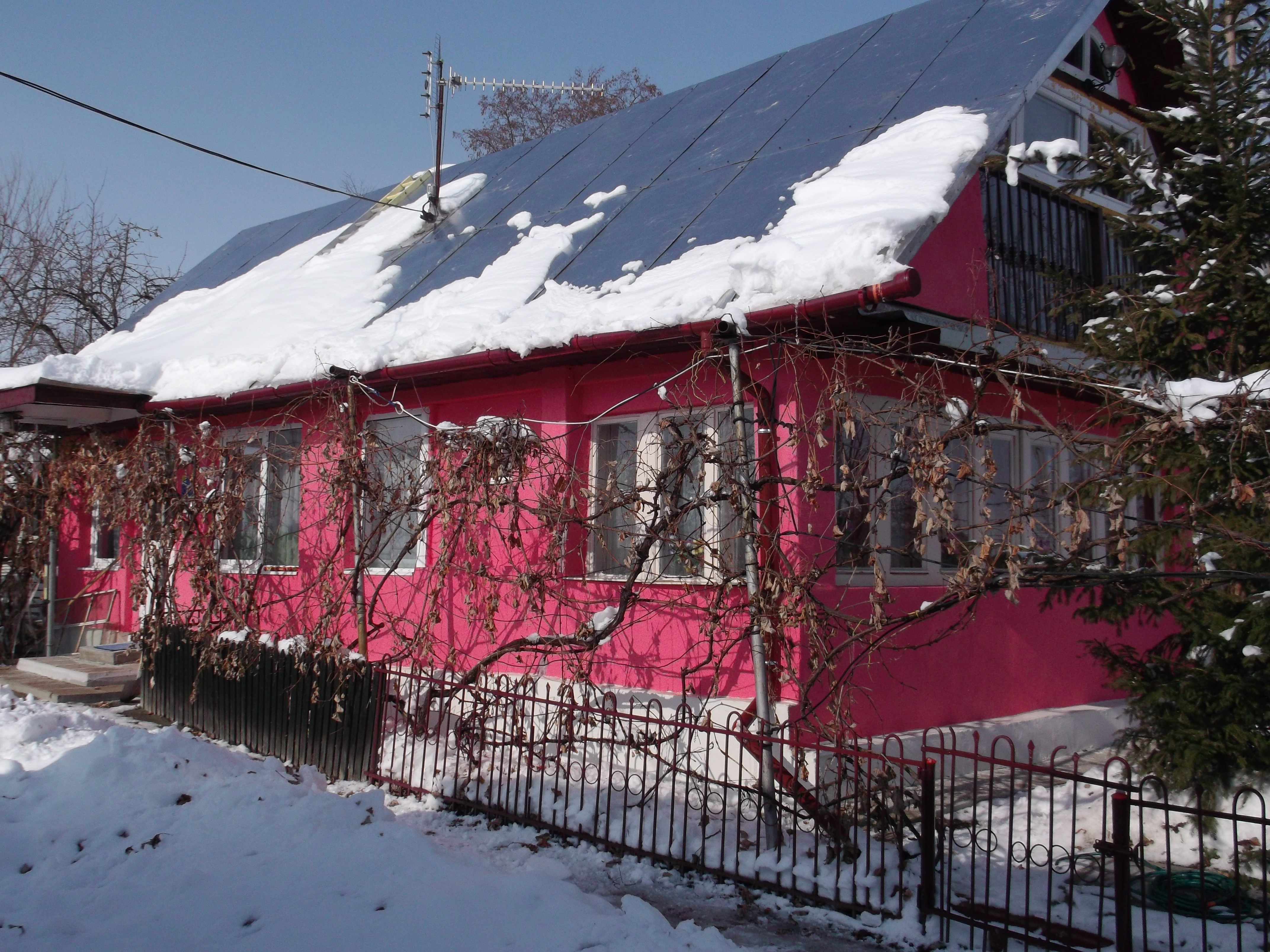
Aruncuta-casă țărănească tradițională (în două ape).

Primele informații privind existența unei biserici în sat datează din 1714, iar a unei școli românești din 1801, când arhivele bisericești prezintă conflictul apărut între învățătorul Ioan Pascu din Aruncuta și preotul Alexandru Iuri. Existența, relativ timpurie, a școlii românești din sat este explicabilă prin înseși situațiile statistice din sec. al XVIII-lea care consemnează în Aruncuta un număr relativ mare de oameni liberi, mici proprietari de pământ, superior numeric iobagilor, la care se adaugă ponderea covârșitoare a populației românești din sat, factori care ajută la înțelegerea motivelor apariției relativ timpurii a școlii românești din sat. Școala română din Aruncuta a format un mare număr de intelectuali, cei mai reprezentativi fiind George Roman, Liviu Victor Pandrea și Alexandru Cistelecan. George Roman din Aruncuta a fost dascăl și revoluționar. La 25 martie 1848 Roman a redactat cea de-a doua proclamație de la Blaj, dictată de Simeon Bărnuțiu, președintele Comitetului Națiunii Române  . Liviu Victor Pandrea este fiul preotului Vincențiu Pandrea, născut în Aruncuta la 2 august 1915, preot greco-catolic, deținut politic timp de șase ani, scriitor. Profesor dr. Liviu Victor Pandrea a fost declarat om internațional al anului 1997-1998 de International Biographical Center of Cambridge (Anglia), fiind distins și cu certificatul de merit acordat de același prestigios institut . A murit la Cluj-Napoca, la 25 martie 1999.
O altă personalitate marcantă a satului este Alexandru Cistelecan (n. 1951), critic literar de poezie, traducător, profesor universitar la Universitatea Petru Maior din Târgu Mureș, membru al Uniunii Scriitorilor din România; activitate publicistică la numeroase ziare și reviste cu studii și cronici literare. A publicat 18 cărți, din care 7 individual și 11 în colaborare. La acestea se adaugă traducerea din italiană a două cărți cu tematică religioasă. În perioada 1987-2005 a câștigat 13 premii literare pentru critică și istorie literară, publicistică etc., printre care Premiul George Călinescu în anul 1987 și Premiul pentru critică și istorie literară al Uniunii Scriitorilor din România în anul 2000.

## Istoric
Prima atestare documentară a satului Aruncuta este data de 18 noiembrie 1346.
„Noi, Ștefan, voievodul Transilvaniei și comite de Solnoc, prin cuprinsul celor de față dăm de știre și facem cunoscut tuturor cărora se cuvine, că înfățișîndu-se însuși înaintea noastră, Mihail, fiul lui Petru, fiul lui Medjes de Band, pe de-o parte, iar pe de altă parte magistrul Toma, fiul lui Dionisie de Reghin, acel Mihail, fiul lui Petru ne-a făcut cunoscut și ne-a spus prin viu grai că magistrul Toma, fiul lui Dionisie l-a despăgubit pe deplin pentru pustiirea moșiilor sale Chimitelnic și Budiul aflatoare în comitatul Turda și Aruncuta /Arankuth/ din comitatul Cojocna, pe cînd trăia încă sus-zisul Petru, fiul lui Medjes, tatăl său. Drept aceea el îl declarase și l-a declarat în fața noastră pe sus zisul magistrul Ștefan, fiul lui Dionisie, dezlegat de orice răspundere cu privire la pustiirea moșiilor de mai sus. Dat în Turda,la octavele sărbătorii fericitului Martin mărturisitorul, în anul Domnului o mie trei sute patruzeci și șase.”—1346, noiembrie 18, Turda

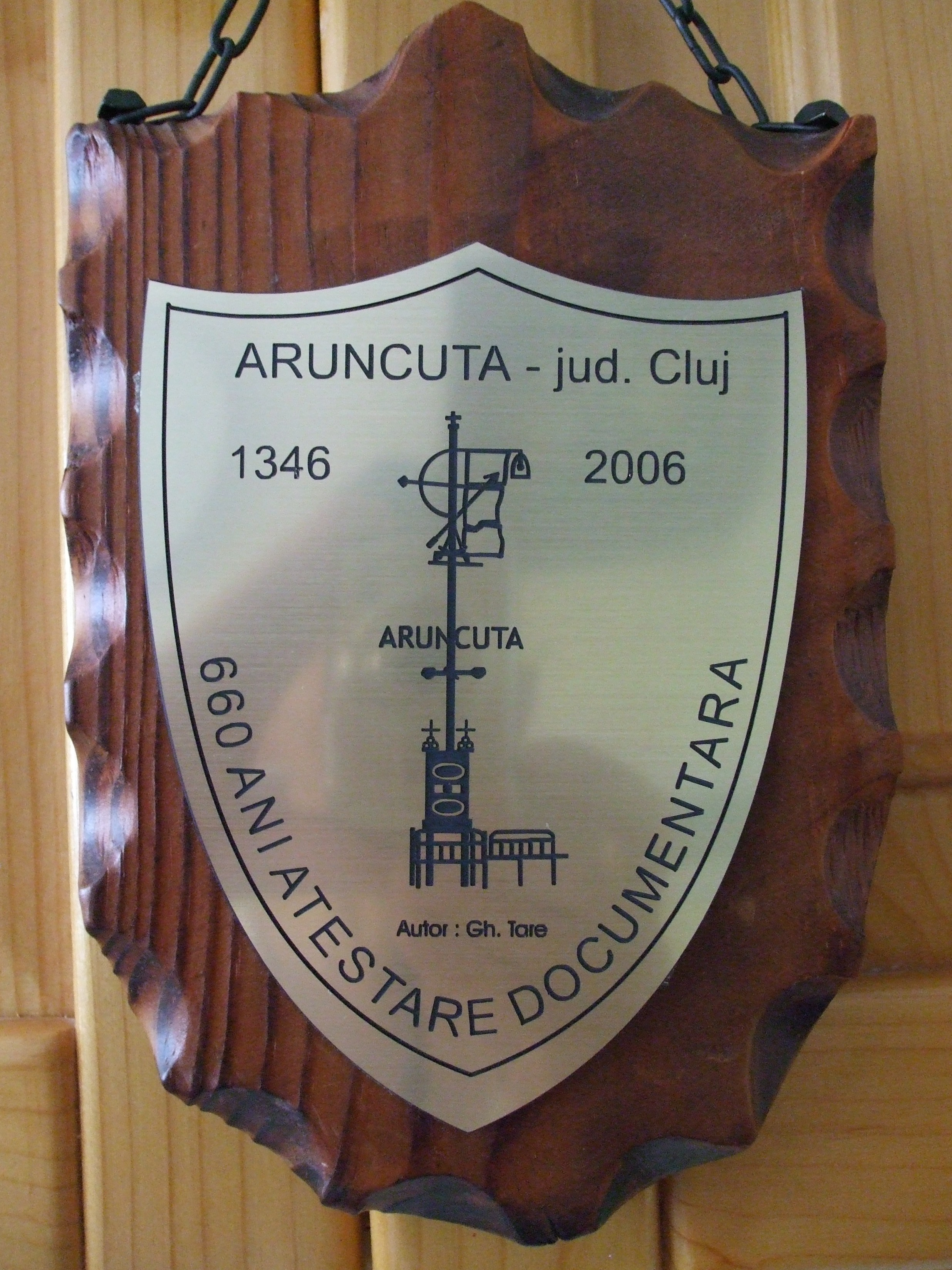
Placheta atestare documentară

Satul este unul românesc, care a aparținut în trecut domeniului latifundiar al familiei nobiliare Suki. Cercetările arheologice scot în evidență locuirea satului cel puțin din epoca bronzului timpuriu. În Aruncuta, de-a lungul istoriei, au existat multe familii nobiliare, care au deținut mari suprafețe de teren, din care menționăm familia Medjes de Band în prima jumătate a secolului al XIV-lea, familia de nobili catolici Bogath de Juc—în a doua jumătate a secolului al XIV-lea și în prima jumătate a secolului al XV-lea, urmată de familia nobiliară Suky—în a doua jumătate a secolului al XV-lea și în secolul al XVI-lea.
În secolele al XVII-lea–al XIX-lea, mari suprafețe de teren au deținut familiile nobiliare Haller de Hallerko, Wesselenyi de Hadad, Kornis de Gonczruszka, Karacsay de Valje-Szaka etc. De-a lungul istoriei, statisticile consemnează o pondere majoritară a românilor, de circa 75-85% din totalul populației, diferența fiind reprezentată de maghiari, rromi etc. În perioada 1800-1940 statisticile consemnează și câteva familii de evrei. În anul 1967, în Aruncuta, s-a descoperit un important tezaur monetar, alcătuit din 251 piese de argint, iar săpăturile arheologice de suprafață, din 1977, au scos în evidență că așezarea este locuită din mileniul al II-lea î.e.n. De altfel, în hotarul satului s-a găsit un topor pană, din piatră, șlefuit și perforat de tipul celui aflat în așezarea Coțofeni de la Boarta. 

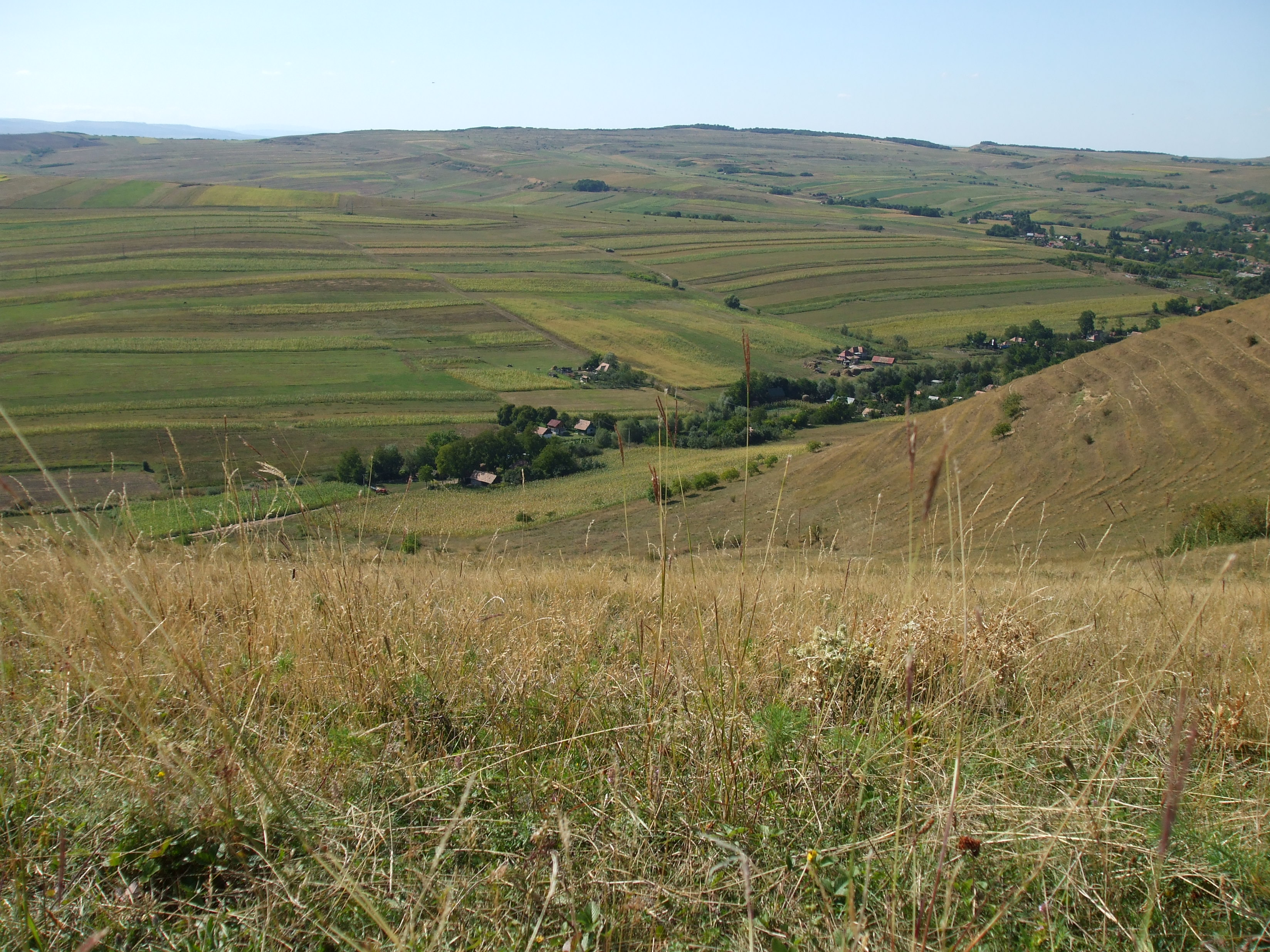
Locul unde s-a descoperit tezaurul (în centrul fotografiei, la baza dealului semănat cu porumb),Click (aici) pentru imagine interactivă.

În martie 1967 a fost descoperit un tezaur de către săteanul Șimon Dănilă (poreclit Doanițö, un om simplu, modest și integru, născut în anul 1932 și decedat în 2010, la hotarul satului Aruncuta, în partea de est a satului, unde a fost cultivată vița de vie în timpul CAP-ului, numită La Răzoare. Tezaurul se compune din 251 piese de argint depozitate într-o cană de cositor. Cana este de formă obișnuită, cu capac, fără ornamente sau marcă de meșter. Atât cana, cât și monedele se păstrează în Muzeul orașului Gherla. 
Piesele tezaurului au fost emise în Transilvania, Polonia, Lituania, la Elbing, la Danzig, în Prusia, în provinciile austriece Austria Inferioară, Stiria și Carintia, în Silezia, în Boemia, în Tirol, în Ungaria și în ducatul Liegnitz-Brieg. Cea mai veche piesă din tezaur este emisă în 1609, iar cea mai nouă din 1706. Aceasta dă o indicație în legătură cu data îngropării lor, care a avut loc în 1706 sau 1707 din cauza luptelor și a atmosferei de nesiguranță generată de înlocuirea administratiei maghiare din Transilvania cu cea a imperiului Habsburgic, etapa istorică cunoscută sub numele de Răscoala lui Rakoczi sau Războiul curuților (1703-1711).

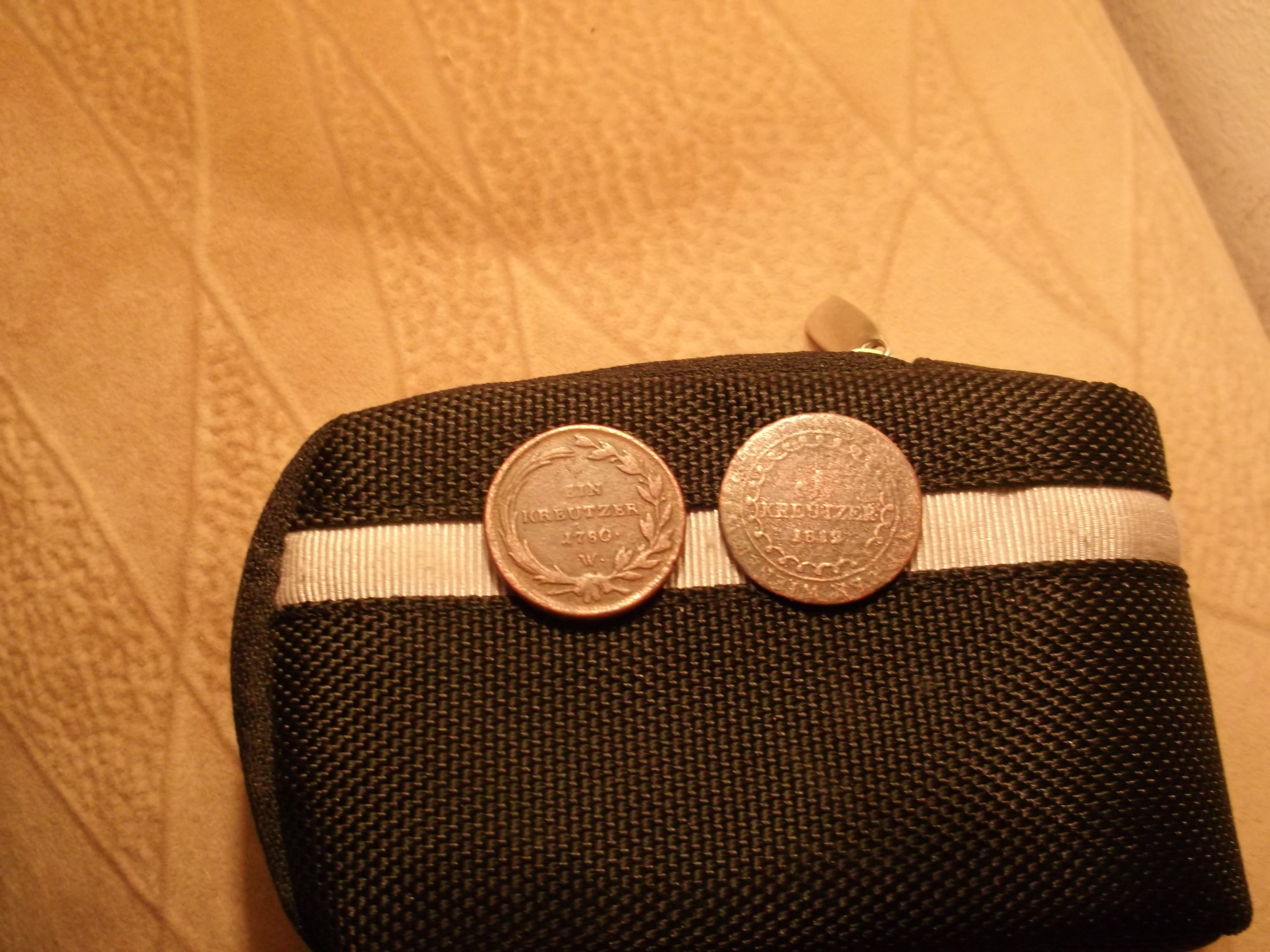
Monede austriece (creițari) din 1780 si 1819 descoperite în Aruncuta,anul 2000

.Din punct de vedere al numerarului, tezaurul se compune din 10 piese de 15 creițari, 45 de șase groși, trei orți, 11 piese de trei groși, șase de șase creițari, 37 de 1, 5 groși, 133 de trei creițari, cinci groși și un denar.
De asemenea, în anul 2000, în gospodaria familiei Maria și Pavel Plăcintar din Aruncuta, aproape de biserică și casa parohială din sat s-au gasit doua monede austriece (creițari) emise în anul 1780 și 1819, moneda din 1780 fiind de un creițar.
Descoperirile arheologice efectuate de-a lungul timpului și consemnate în literatura arheologică atestă locuirea teritoriului satului Aruncuta începând cu epoca bronzului. În hotarul satului au fost descoperite o serie de vestigii arheologice, precum o seceră de bronz cu buton, un celt de bronz cu plisc și cu corpul de secțiune ovală, un fragment de picior de vas de lut, datate la sfârșitul epocii bronzului., În punctele la Cremenis, Cânepiști și la „Ritul Jii” (viei) au fost descoperite, în anii 1846-1847, mai multe obiecte din epoca romană, cuprinzând: un capitel de coloană, cărămizi cu ștampila Leg. V Macedonica, țigle, fragmente ceramice și un inel de aur;,
toate pledând pentru existența pe teritoriului satului Aruncuta a unei așezări din epoca romană.

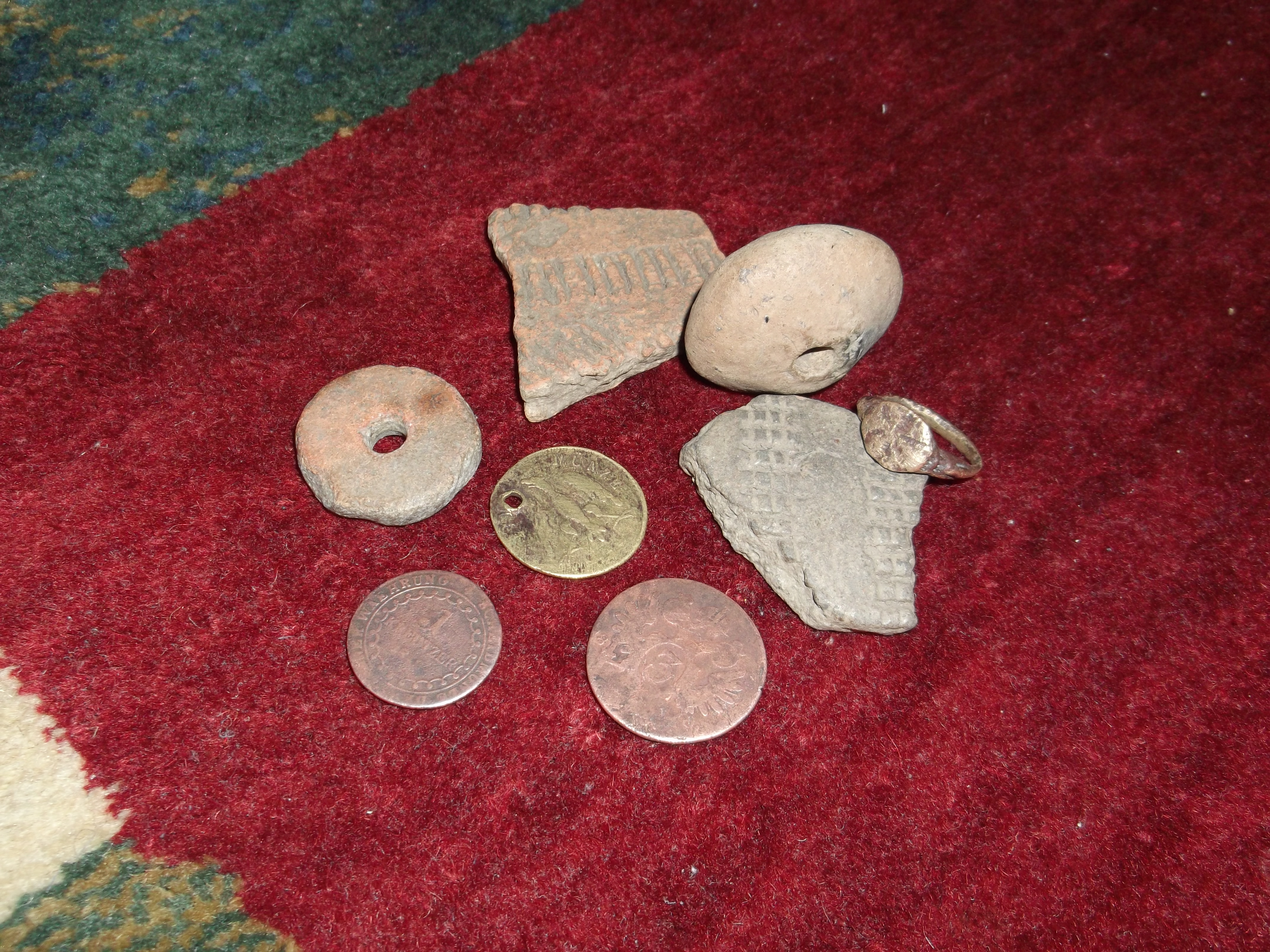
Obiecte din neolitic (ceramică și două bucăți fusaiole) descoperite la Cremeniș. Alături un inel din bronz și monede austriece și germane,

La acestea se adaugă o altă descoperire arheologică, efectuată în anii 1976-1977 de către Victor Moldovan, pe atunci profesor de istorie la Școala generală de 8 ani din Aruncuta (în 2009, profesor de istorie la Colegiul George Coșbuc din Cluj-Napoca), descoperire care, prin conținutul ei, vine să îmbogățească repertoriul arheologic al așezărilor eneolitice cu ceramică specifică culturii Coțofeni.
Investigațiile efectuate de către prof. Victor Moldovan, cu sprijinul elevilor din Aruncuta, au scos la iveală un bogat material ceramic, urme de chirpic, material litic și podoabe ale populației eneolitice. Materialul ceramic al acestei așezări, în totalitate fragmentar, cu excepția unei fusaiole și a unui lustruitor, provine probabil, de la vase de diferite mărimi ca: farfurii, cești, strachini, castroane, ulcior, frecvent întâlnite în așezările Coțofeni.În zona arheologică "Cremeniș" din Aruncuta s-a gasit o mărgea rotundă din jasp { o piatră semiprețioasă colorată ,  o varietate de cuarț }  .
{  Purtătorii culturii Coțofeni de la Aruncuta erau o populație autohtonă indoeuropenizată a tracilor, a cărei ocupație era predominant păstorească. Faptul că în Aruncuta au fost identificate lame de silex, unele ustensile folosite la confecționarea vaselor sau la vânarea animalelor, pledează pentru practicarea de către membrii comunității a unor îndeletniciri complementare păstoritului, ca cele de olar, vânător, prelucrarea pietrii prin cioplire sau șlefuire.

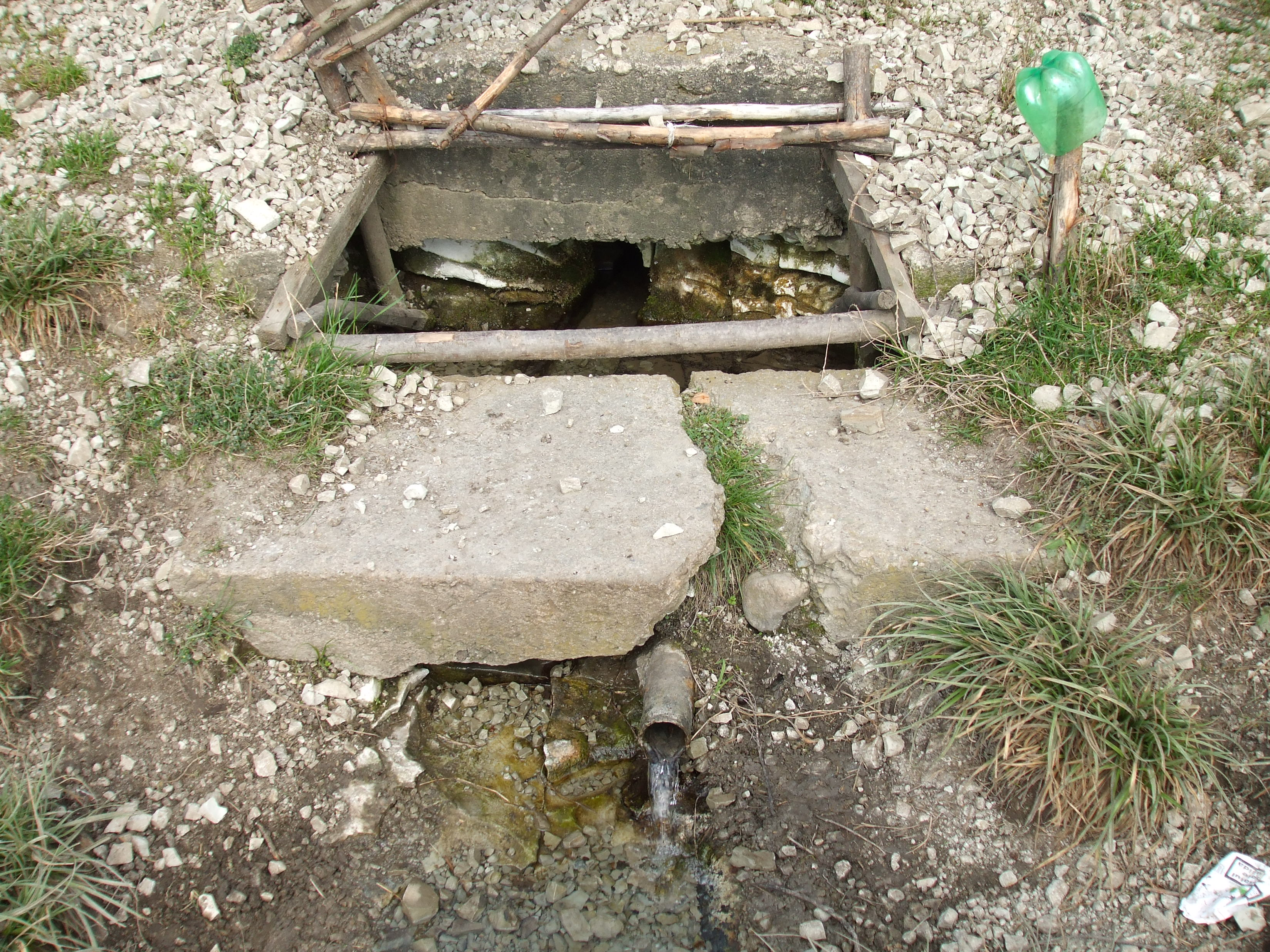
Izvorul de apa potabila de la Ciurgau - Cremenis,vestit pentru calităţile sale,aflat în zona descoperirilor arheologice din 1976

Această preocupare a eneoliticilor, de a confecționa topoare din piatră, șlefuite și perforate, este relevată și de faptul că pe teritoriul satului Aruncuta, pe dealul ce desparte această localitate de satul Soporu de Câmpie, s-a găsit un topor-pană, șlefuit și perforat, cu dimensiunile de 13 X 6 X 7,5 cm. de tipul celui aflat în așezarea Coțofeni de la Boarta . De altfel pe teritoriul comunei Suatu, în satul Aruncuța, s-a mai găsit un ciocan de piatră,șlefuit și perforat, înainte de anul 1879 ,aflat în prezent la Muzeul de Istorie al Transilvaniei, atribuit de M.Roska culturii Coțofeni . Această descoperire arheologică o regăsim și la pag.16 din Arhiva Repertoriului Arheologic al României, Institutul de Arheologie "Vasile Pârvan" de pe lângă Academia Română, București.
Pe lângă aceste considerații, descoperirea de la Aruncuta reprezintă o sursă documentară care pune în evidență viețuirea în aceste locuri a unei populații autohtone, dintr-o perioadă anterioară epocii bronzului, începând cu mileniul al II-lea î.e.n. .

## Istoricul  numelui și subordonarea administrativă a satului {1346 - 1968 }
Aruncuta [Arancut, Aroncuta, Arancuta] # Suatu (Cluj); Aranykút; Goldbrunn (g); 1346-1439 Poss. Arankuth (Csánki V. 328); 1425 poss. Arankwth (Ub IV. 573); 1441 Arankwth (KmJkv I. 264); 1445 Aranchwth, Arankw, 1461, 1469, 1482, 1495, 1496, 1510 Arankwth, 1470 Kenez de Arankwth (Csánki V. 328); 1483 poss. Arankwth (Ub VII. 337); 1495 poss. Arankwth (Sz. okl. VIII. 164); 1501, 1509, 1519, 1529, 1536, 1544 Arankwth (KmJkv II. 209, 287, 357, 502, 591, 653); 1674 Aranykut (SZT I. 1153); 1713 Aranykút (Pragmatica Sanctio); 1733 Aranykut (cK.); 1750 Aranykuta (cA.); 1760-1762 Aranykut (cB.); 1765 Rusz Gligorás, az Arankuti Unitus Popa (SZT III. 411); 1800 Aranykut (El. 1800); 1808 pag. Aranykút, Arankutá (Lipszky); 1817 Aranykút (El. 1817); 1839 Arany-Kút, Aranykút, Arankuta (Lenk I. 60); 1850 Aranykut (Népsz. 1850); 1850 Aranykút, Arankut, Goldbrunn (UES); 1854, 1857 Aranykút, Arancuta (LRB 80; Bielz 480); 1873 Aranykut, 1882 Aranyút, Arankut, Arancuta, Aruncuta, 1893 Aranykút (Hnt. 1873, 1882, 1893); 1909 Aroncuta, Aranykút (Harta 1909); 1909 Aruncuta, Aranykút (Dicționar 1909); 1913 Aranykút (Hnt. 1913); 1921 Aruncuta, Aranykút (Dicționar 1921); 1925 Aruncuta (Meruțiu 209); 1932 Aruncuta (I.s.); ✪ Kolozs vm.; 1425 in comitatu de Kolos, 1495 in comitatu de Colos, 1713 Kolozs vm., Alsó j.; 1785-1790 Torda vm.; 1800, 1817, 1839 C. Kolos, in Circulo Inferiori, Processu Motsiensi; 1850-1854 Ret. kat. vidék Cégi ker. Palatkai alker.; 1854-1860 Dési ker. Mócsi j.; 1873, 1877-1918 Kvm Mocsi j. 1890-1893 nk.; 1918. szept. 26.-1918 Kvm., Kolozsi j.; 1919-1925 Jud. Cojocna, pls. Cojocna; 1925-1940 Jud. Cluj, pls. Mociu; 1940-1945 Jud. Cluj-Turda, pls. Mociu; 1945-1950 Jud. Cluj, pls. Mociu; 1950-1960 RCJ r. Cluj; 1960-1968 RCJ r. Gherla ,
Sursa :  Dicționarul istoric și administrativ al localităților din Transilvania, Banat, Crișana și Maramureș {  Erdely Bansag es Partium …} ,Editura Pro-Print  Miercurea - Ciuc , 2003, autor : Szabo M. Attila și colaboratori .,ISBN 973-8468-01-9.
Din analiza evoluției numelui Aruncuta rezultă că , prima denumirea oficiala a acestuia , apare abia în anul 1921, restul perioadei fiind " Arankuth {1346 }" , "Arankwth {1425 }", "Arankuta {1808 }", "Arankut {1850 }", "Goldbrunn {germana ,1850}" , "Aranykut { 1913 }" și Aruncuta {1921 și până în prezent}.Din punct de vedere administrativ ,satul apartine de comitatul Kolozs {Cojocna }în perioada 1425-1785 , Turda ( 1785 - 1790 ), Kolosz {Cojocna } , perioada 1800 - 1839 , Ret.kat {Reteag},Plasa  Palatca {Palatkai alker },în perioada 1854 - 1860 ,  Dej { Desi},Plasa Mociu {Mocsi },în1877 - 1918 , judetul Cojocna ,Plasa Cojocna 1919 - 1925 și Jud.Cluj { se schimbă denumirea judetului,din Cojocna în Cluj } ,Plasa Mociu în perioada 1925 - 1940 , Judetul Cluj ,Plasa Mociu  perioada 1940 - 1945 ,jud.Cluj-Turda ,Plasa Mociu - perioada 1945-1950 etc. Se observă dese reorganizari administrative după 1785 {administrația maghiară ,perioada 1867 - 1918 } ,dar și cea românească { 1919 - 1968 },urmare a revoluției industriale. Din păcate,dupa 1968 organizarea administrativă nu a mai suferit modificari. Revolutia  sistemelor informatice {"era digitală"} impune o regandire a întregului sistem informational actual {concomitent cu cel al cointeresării materiale, pentru a opri exodul tinerilor } și implicit  al organigramelor supraîncarcate din sectorul administrativ , care să conducă la o  eficientă crescută si la o optimizare a numarului de salariati din aparatul administrativ {local și central},corelat cu posibilitățile financiare ale economiei românesti.

## Date geologice și hidrografice[28]
.

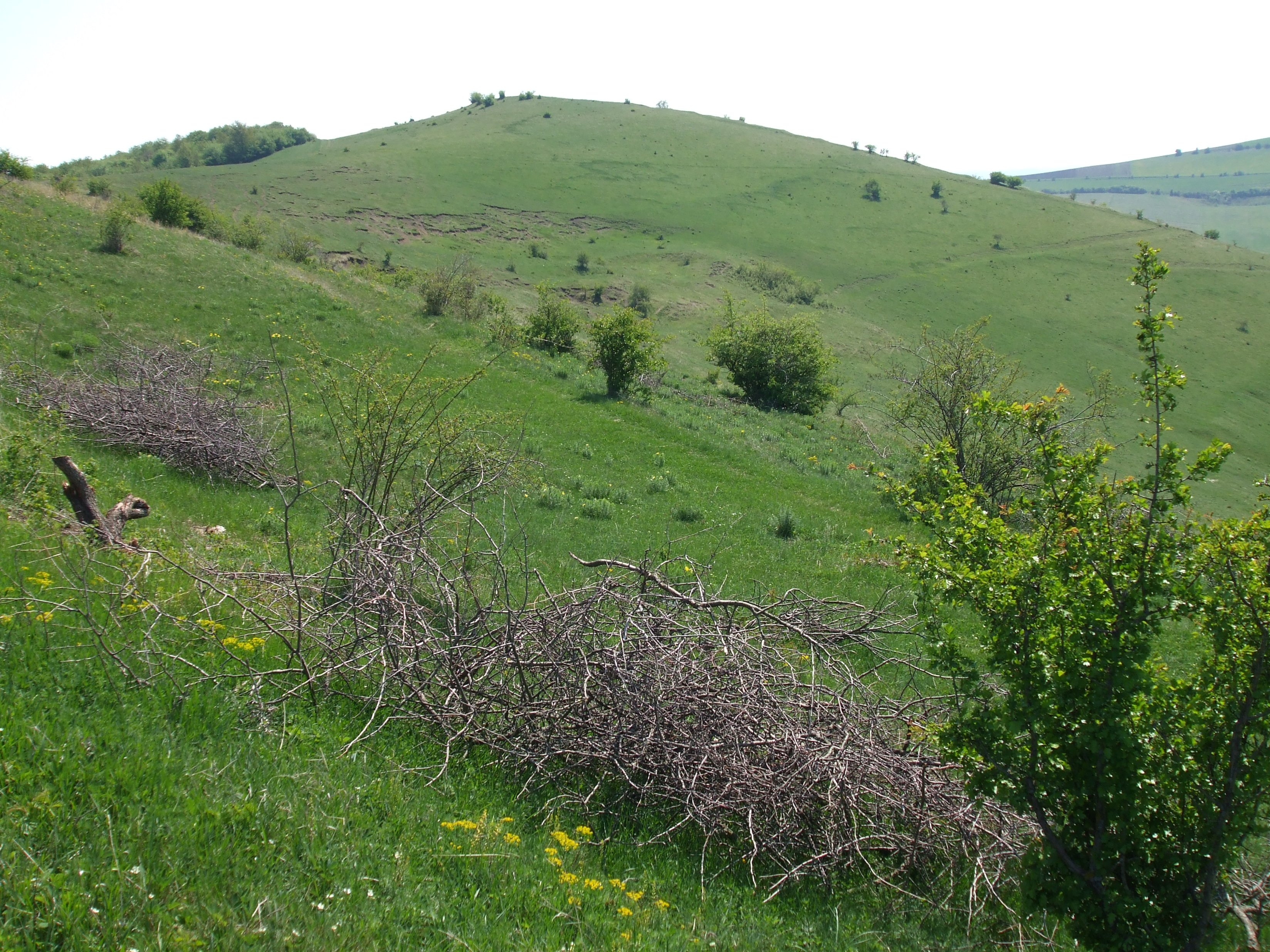
Dealul "Țigla Frații",cea mai înaltă cotă a satului (526 m.),și totodată linia de demarcație a celor doua mari bazine hidrografice : Someș și Arieș

Aruncuta este situată în partea central – vestică a Câmpiei Transilvaniei, la 39 km.est de Cluj, pe soseaua Cluj – Apahida - Podul Ghirișului – Suatu . Hotarul satului are dealuri cu pante domoale, dar și porțiuni accentuate în funcție de structura formațiunilor geologice, cu cote cuprinse între 515 m. la " Dealul Ierdanima ”, 508 metri la " Dealul Găina ",respectiv 526 m la Țigla Frății si 350 m. la " Râtul lui Gotar ".
Relieful, așa cum se prezintă, este unul de cuesta, din cauza monoclinului stratelor geologice, în care morfologia reflectă structura subasmentului.
Alunecările de teren, prezente în perimetrul satului, au fost studiate de geomorfologi folosindu-se denumirea de glimee, la ceea ce localnici le spun Gruiețe, Dâmburi sau Țigle .
Aceste deplasări (alunecări) bine reprezentate, sunt caracteristice zonei de câmpie a Transilvaniei, iar procesele de alunecare afectează substratul geologic pe grosimi de 10 - 20 metri.Ele au loc în zona de monoclin a depozitelor Sarmațianului inferior, a cărei litologie este alcatuită dintr-o alternanță de marne (spoială), argile, respectiv nisipuri și tuful de Ghiriș,ce are o adincime de 7 metri la dealul Erdănima și care favorizează deplasarea maselor de teren. Aproximativ aceeași adincime a tufului de Ghiriș s-a constatat și în zona centrală a satului, respectiv în curtea gospodăriei de la nr.310, cu ocazia săpăturilor unui puț de apă potabilă în perioada 13 - 27 noiembrie 2000. În urma săpăturilor executate manual s-a constatat că, sub tuf se află un strat de argilă de circa 0,3 - 0,4 metri, sub care există izvoare de apă freatică cu apă potabilă. Nivelul apei la puțul realizat se păstrează relativ constant în tot cursul anului datorită stratului de marnă aflat sub stratul de argilă. Tuful de Ghiris este o rocă vulcanogen – sedimentară, care s-a format în urma erupțiilor vulcanice de pe catena muntoasă a Carpaților Orientali și a Munților Apuseni, cu depunerea cenușei vulcanice pe fundul marin ce acoperea,la vremea respectivă, Bazinul Transilvaniei. În cazul de față, deplasarea maselor de teren apare la contactul tufului de Ghiriș, strabătut de diaclaze (crăpături ale pămîntului, în interior și nu la suprafața) și cu plasticitate redusă, situat peste marnele din culcuș, impermeabile si ce aparțin tipului de alunecare consevent (alunecare pe direcția de cadere a stratelor). 

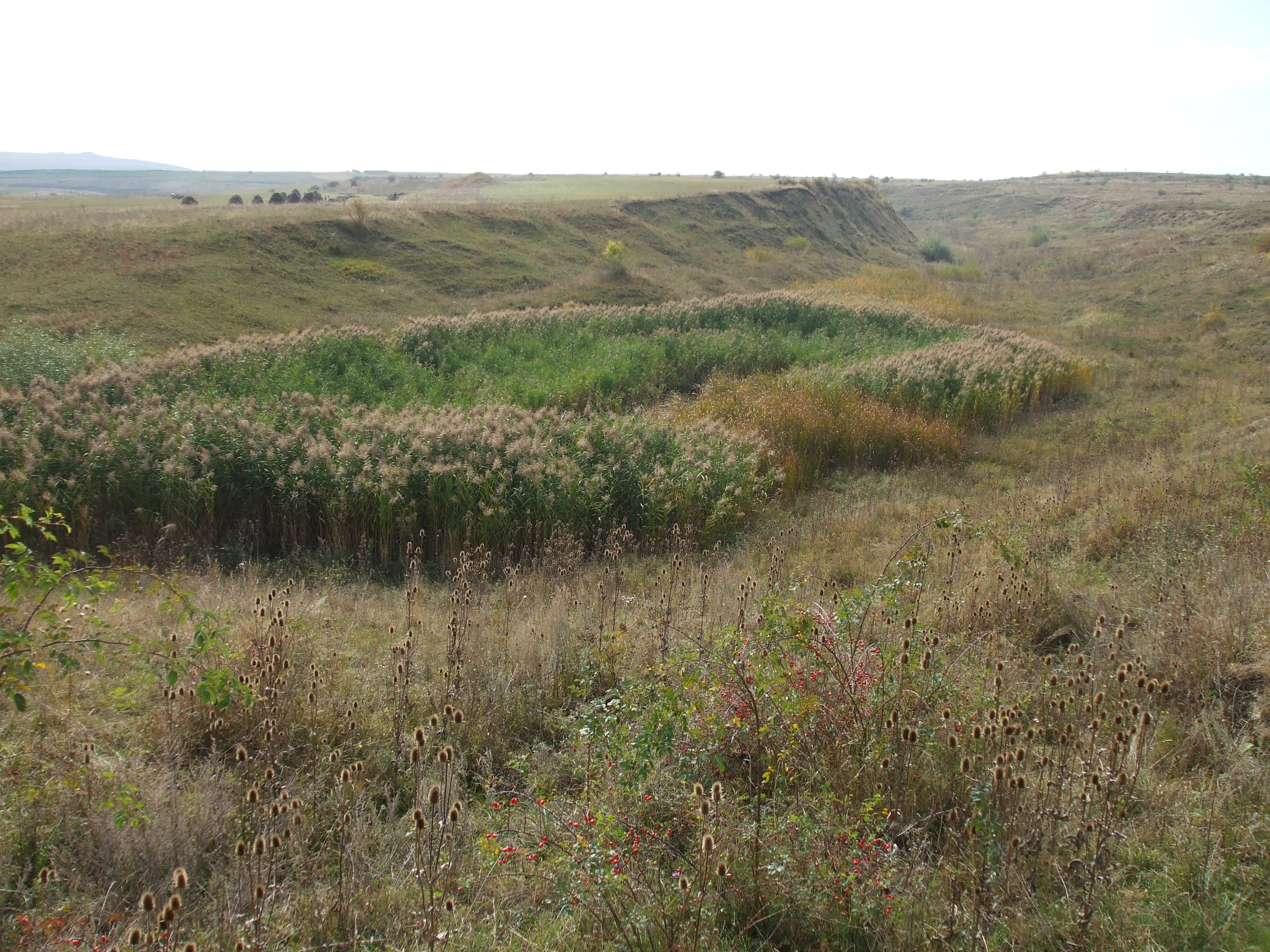
Aruncuta - Crevasa formată în anul 1905 la "Răzorul Dosului"

. Alunecarea a avut loc pe planul de stratificatie a marnelor din baza nivelului de tuf, ce se constituie un nivel acvifer, intercalat între marne și argile (specific celor doua principale izvoare de suprafață din sat, „ Ciurgău „ și „Buna”.Desprinderea s-a făcut în mai multe etape, efectul fiind apariția mai multor forme negative de relief, liniare sau în formă de arc (cum este cazul în zona vestică a satului, numit „la Dos”), în care apa provenită din izvoare sau/și precipitații a dat naștere la bălți cu trestie și stufăris, inclusiv formarea așa-zisului lac din Dos, cu o adincime de circa 12-15m. 
Forma alunecărilor este semisferică, conică sau turtită, cu dispunere liniară față de linia de desprindere. Ele sunt prezente în zona de sud-vest a satului, în zonele numite „La Gruiețe", "Cremeniș", "Intre Corabie" și "Răzorul Dosului", zonă ce cuprinde și lacul din Dos în crevasa formată, odată cu alunecarea de teren din anul 1905 și urmare a unei perioade îndelungată de ploi. S-au observat asemenea alunecări și în partea nordică a hotarului, de-a lungul drumului principal care face legatura cu Suatu, precum și la limita hotarelor, unde masele au alunecat pînă în lunca pârâului numit "La Rât”, determinind reducerea înalțimii culmilor și atenuarea energiei reliefului. Rețeaua hidrografică a satului este reprezentată prin cursuri de pâraie din bazinul superior de recepție al afluentului ce se varsă, la Bonțida, în Someșul Mic . Cursurile de apă, în formă de evantai se adună din hotarul satului, urmând direcția nord - est și unindu-se spre Suatu cu alți afluenti, continuând direcția spre podul Ghirișului, Căianu, Gădălin și Bonțida. Linia de cumpănă dintre bazinul Someșului și Arieșului se situează pe hotarul satului Aruncuta, mai precis pe aliniamentul Țigla Frății - Dealul Măzăriștilor - Iuriu de Câmipe - Straja și Boju (zona tunelului CFR). In timpul verilor secetoase deseori aceste pâraie seacă, cu excepția izvoarelor de suprafață de la Ciurgău și Buna, în jurul cărora s-a dezvoltat comunitatea dacică. Ploile torențiale provoacă uneori inundații care periclitează parțial gospodariile amplasate de-a lungul cursurilor, fără a provoca pagube majore ca în alte părți. 

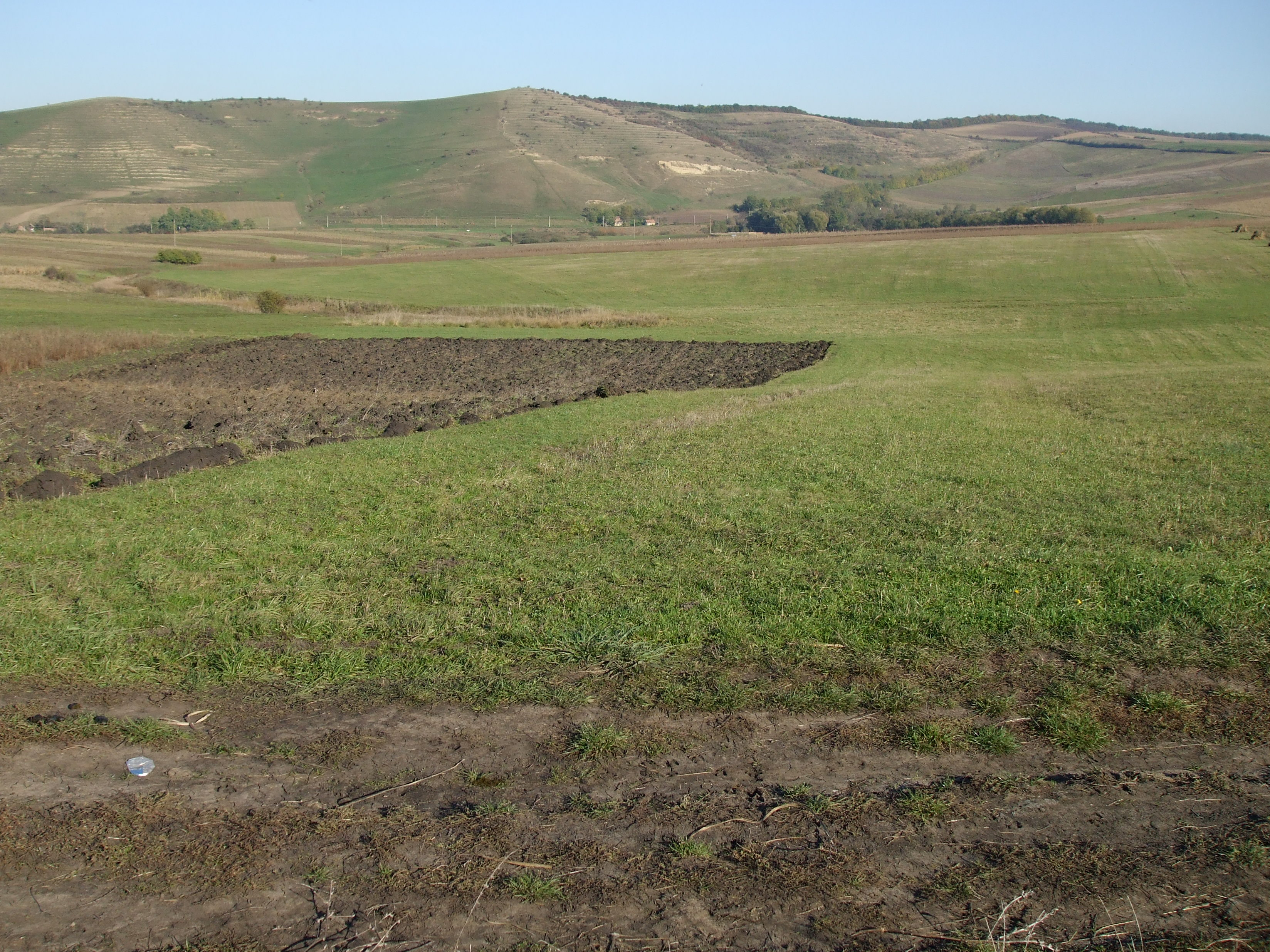
Dealul Lutului - important zăcămînt de argilă și nisipuri argiloase din Sarmațianul inferior (plan îndepărtat)

 Referitor la structura geologică, sedimentele din regiune aparțin faciesului stratelor de câmpie cu o uniformitate litologică, constituită din alternanța argilelor nisipoase cu marne și intercalații de tufuri vulcanice cu vîrsta geologică între Bademian și Sarmațian inferior. Fundamentul nu apare la zi, dar a fost pus în evidență prin forajele de la Sic și Dârja, peste care sunt dispuse sedimente în faciesul lagunar, cu argile, gispsuri și sare, apoi în facies neritic de mică adâncime, cu alternanță de marne, argile, nisipuri cu gresii curbicorticale (se desprind în placi) și orizonturi de tufuri vulcanice la diferite înaltimi. Acest facies are afinități cu formațiunile plisului din arcul extracarpatic. În partea superioară a orizontului magnos încep să predomine nisipurile asupra argilelor, cu care sunt în alternanță, indicind o îndulcire a apelor marine. În perimetrul satului Aruncuta, formațiunile geologice prezente aparțin Sarmațianului inferior din zona de monoclin, avind o grosime de 175 metri, cu intercalația tufului de Ghiriș. Deasupra orizontului de tuf predomină alternanțe de argilă cu nisipuri argiloase și concrețiuni grezoase (de gresie) sarmațiene întilnite în partea de sud – est a satului, în locurile numite „La Criptă „ și în cariera de lut numită „Dealul Lutului" sau "Dealul de sub pădure ". În cuprinsul tufului de Ghiriș din sat s-a întîlnit un nivel folsilifer (la baza acestuia), cu forme mici de scoici, dar și impresii de frunze dicotiledonate.

## Date geografice

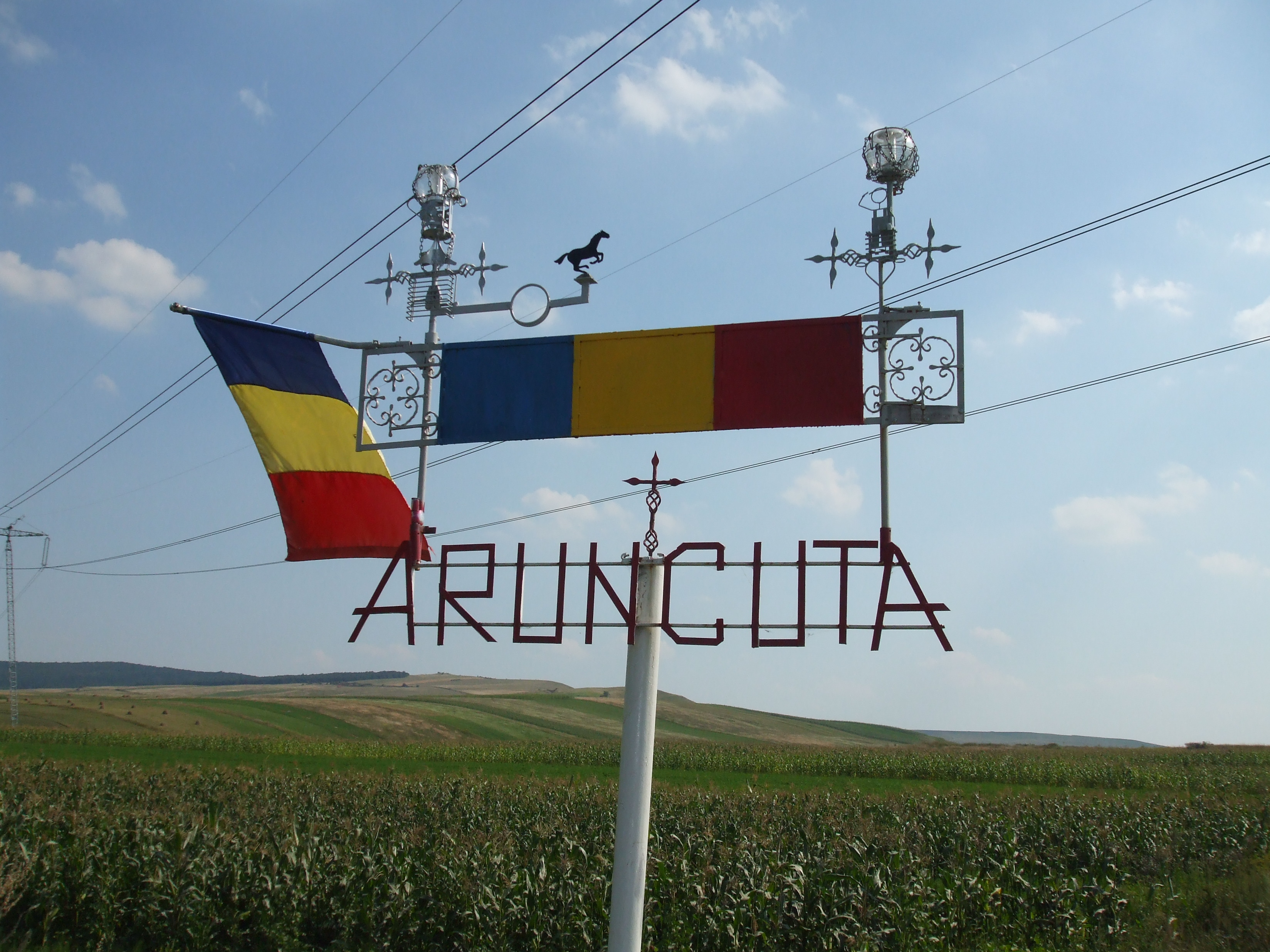
Intrarea în sat (realizată de Gh.Tare în 2006 și vandalizată în 28.07.2012)
Click (aici) pentru imagine interactivă

Satul Aruncuta se află în partea de sud-est a județului Cluj, la 39 km de Cluj-Napoca, într-o zonă depresionară (ce începe de la Suatu, continuă zona lacului de pescuit și se termină în Aruncuta, la Răzoare), fiind mărginit la sud-est de dealuri cultivate (în anii 1967-1985) cu viță de vie.
Se învecinează la nord cu Suatu și Dâmburile (nord-vest), cu Soporu de Câmpie (sud) și Iuriu de Câmpie (sud-vest). În partea de vest se învecinează cu Cojocna (ferma Erdănima), iar la est cu Berchieșu (nord-est) și Frata (sud-est). Din punct de vedere administrativ, după unirea Transilvaniei cu România din 1918, Aruncuta se regăsește în structura organizatorică a județului Cojocna, plasa Mociu. În anul 1930 Aruncuta figurează în județul Cluj, plasa Mociu, iar în 1941 în județul Cluj - Turda, plasa Mociu. În anul 1956 satul este inclus în Regiunea Cluj, raionul Cluj, iar în 1966 apare ca parte componentă a comunei Suatu, raionul Gherla, județul Cluj.

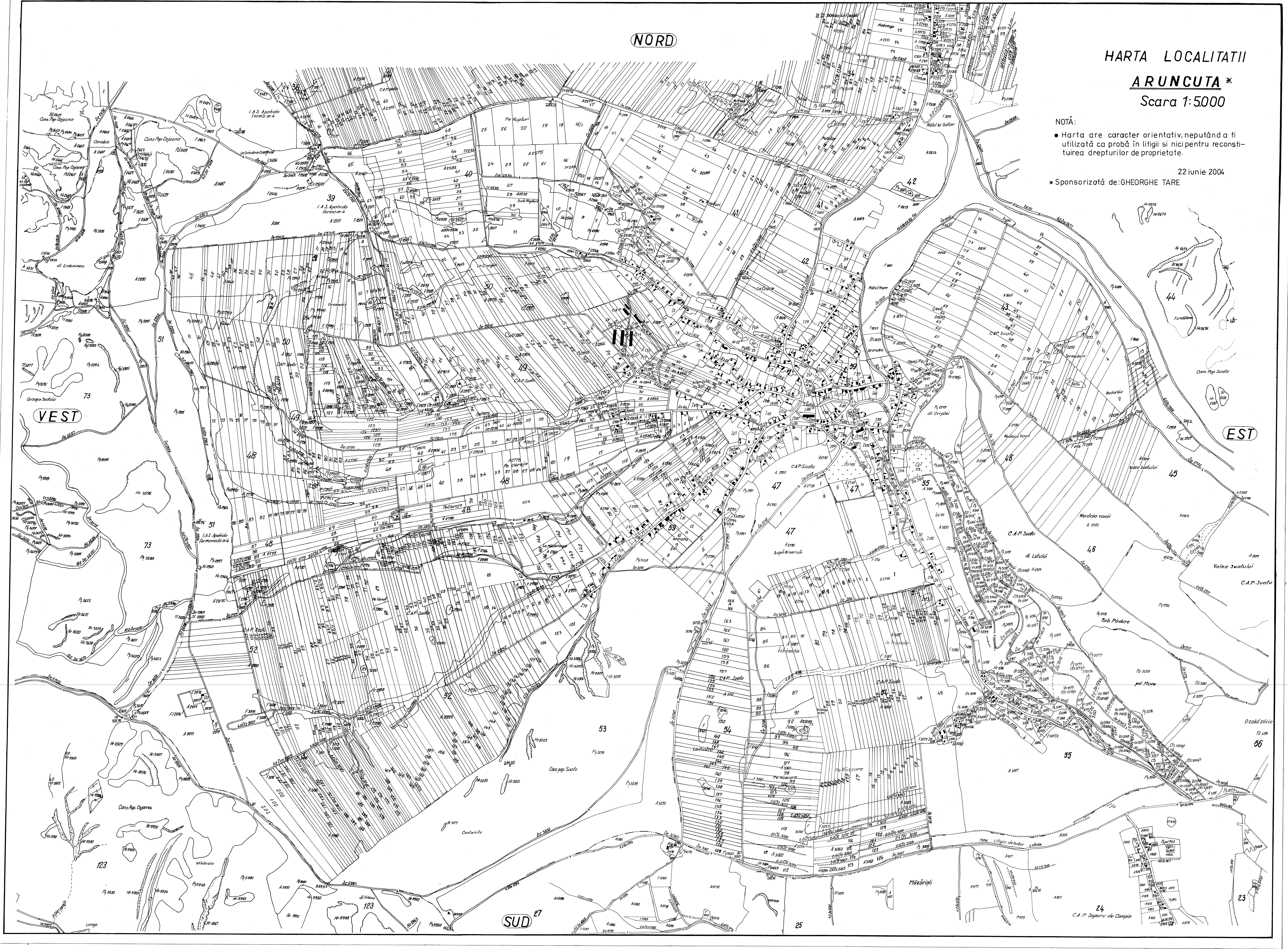
Aruncuta - Harta topografică
Click (aici) pentru imagine interactivă

 Referitor la terenurile agricole, în Aruncuta predomină cernoziomurile și solurile brune de pădure, dispuse în general în mari platouri (Răzoare, Dealul Iuriului, Fânațe, Dealul Lutului și Odaia Vacii) ce oferă condiții excelente pentru agricultură și având totodată mari resurse de apă potabilă concretizată prin izvoare de suprafață. Cea mai apropiată cale ferată se află la circa 10 km de sat, respectiv stația Boj - Cătun, cale ferată construită în 1913 și care face legătură între Cluj-Napoca și Câmpia Turzii. La această cale ferată au lucrat mulți aruncuteni, majoritatea cu propriile atelaje trase de cai și boi. În raport cu nivelul mării, localitatea se află la o altitudine de 385 m, cel mai înalt punct din sat fiind dealul Țigla Frata de 526 metri .
Clima este una temperată, cu ierni relativ reci, primăveri și ierni geroase. Vara este călduroasă, temperaturile atingând în lunile iulie și prima jumătate a lunii august circa 28–30 °C. Vânturile, în general, sunt reduse ca intensitate, iar precipitațiile sunt realtiv numeroase, satul fiind una din zonele județului cu mari precipitații și cu mare rezervă de apă potabilă, poate datorită și celor două păduri care înconjoară satul (la est și la vest). 
Flora și fauna satului este una specifică zonei de silvostepă, predominând salcâm, stejar, gorun, frasin, carpen etc., iar animalele frecvent întâlnite sunt iepurele, căprioara, mistrețul, pisica sălbatică, bursucul, dihorul și lupul. Printre păsările ce trăiesc în zonă se numără graurul, stâncuța, rândunica, barza, codobatura,lăstunul și coțofana. În primăvara anului 2011 (perioada mai - iunie )geologul Mihai Cherecheș din Aruncuta, în urma cercetărilor făcute în zona de graniță a satului cu Dealul Erdănima, pe o pajiște, a descoperit o floare rară, Jurinea mollis, plantă pe cale de dispariție cu înălțimea între 10 – 80 cm., iar diametrul capului florii de circa 30 – 45 cm., La data de 22 iunie 2004 a fost finalizată Harta topografică a satului , scara 1:5000,ce cuprinde toate parcelele de teren agricol conform Titluri de proprietate emise în baza Legii fondului funciar nr.18/19 februarie 1991, inclusiv drumurile și rețeaua hidrografică, respectiv amplasamentul fiecărei gospodării din sat. Harta s-a întocmit și în format electronic, pe DVD, oferind identificare rapidă a fiecărei proprietăți cât și posibilitate de organizare  mai bună a terenurilor agricole prin concentrarea parcelelor fărâmițate excesiv .

### Aruncuta în Harta Iosefină a Transilvaniei (1769 - 1773)

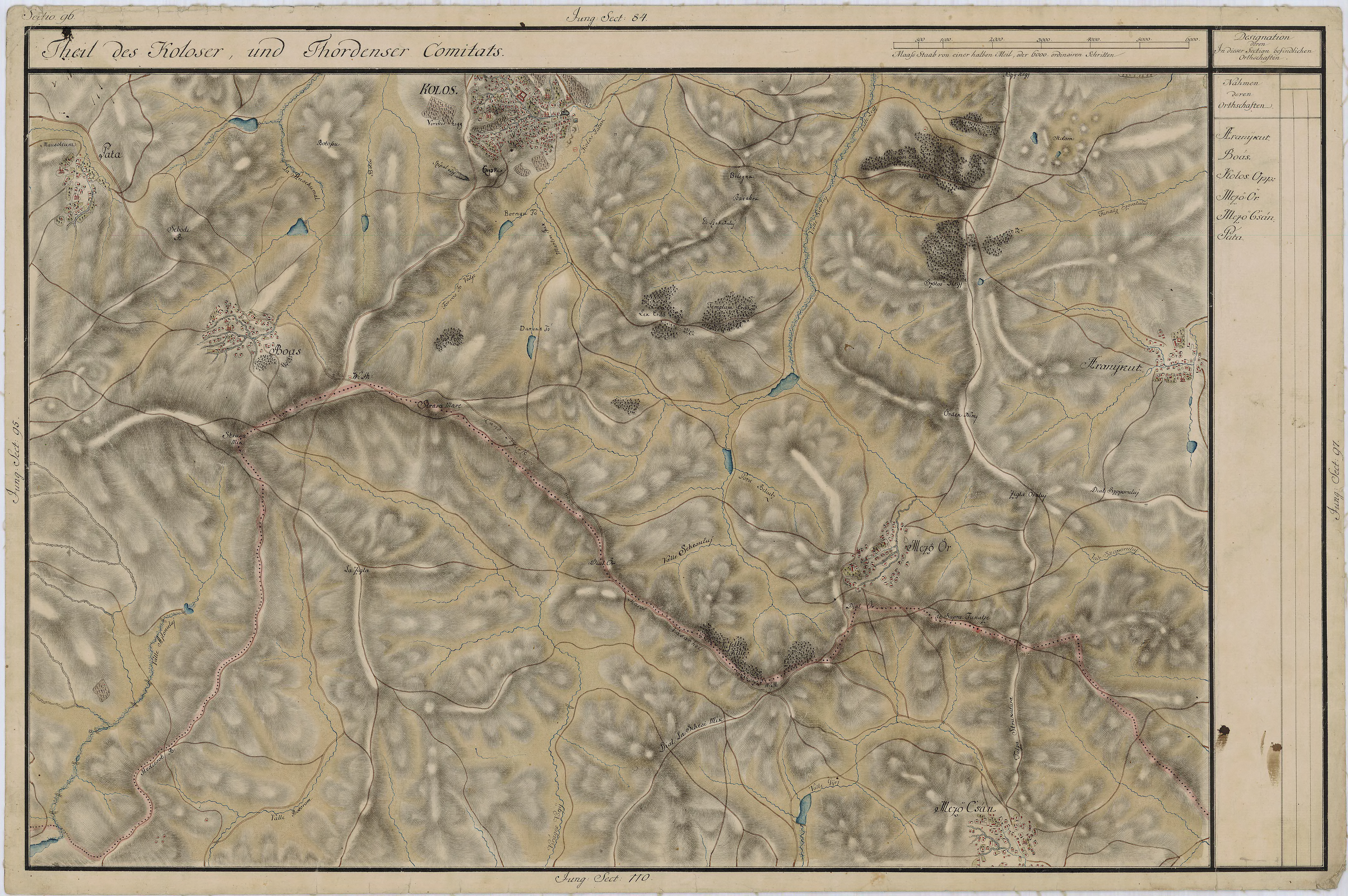
Aruncuta în Harta Iosefină a Transilvaniei, 1769-1773
Click (aici) pentru imagine interactivă.

După înfrângerea turcilor în apropiere de Viena (1683), Transilvania s-a luptat zadarnic cu influența austriacă în creștere, în 1711 controlul austriac fiind stabilit definitv asupra Transilvaniei și Ungariei, habsburgii cumulând funcția de principi ai Transilvaniei și numind în Transilvania guvernatori proprii.Dacă în perioada respectivă, mai exact în anul 1713, în Aruncuta erau doar 33 capi de familii (9 capi de familii iobagi, 15 capi de familie jeleri și 9 familii de altă condiție socială), în anul 1762 întâlnim deja 90 de familii, din care 88 ortodoxe și 2 familii unite...
Cei trei preoți uniți aveau în posesie 4 case parohiale, teren arabil și pentru cosit. Analiza Hărții Iosefine indică că aceste case parohiale erau amplasate în centrul satului (simbolizate cu o cruce), la nord de intersecția celor doua pâraie (unul curge de la Ciurgău, în directia vest - est - nord, iar celălalt de la Fânațe, în direcția sud - nord est - nord). Așa cum este menționat mai sus, centrul satului coincide cu locul unde se intersectează cele doua pâraie principale ale satului, respectiv pârâul de la Ciurgau, pe albia căruia a fost amplasat inițial satul, situație neschimbată și în 1762 (se observă acest lucru pe hartă)
. 

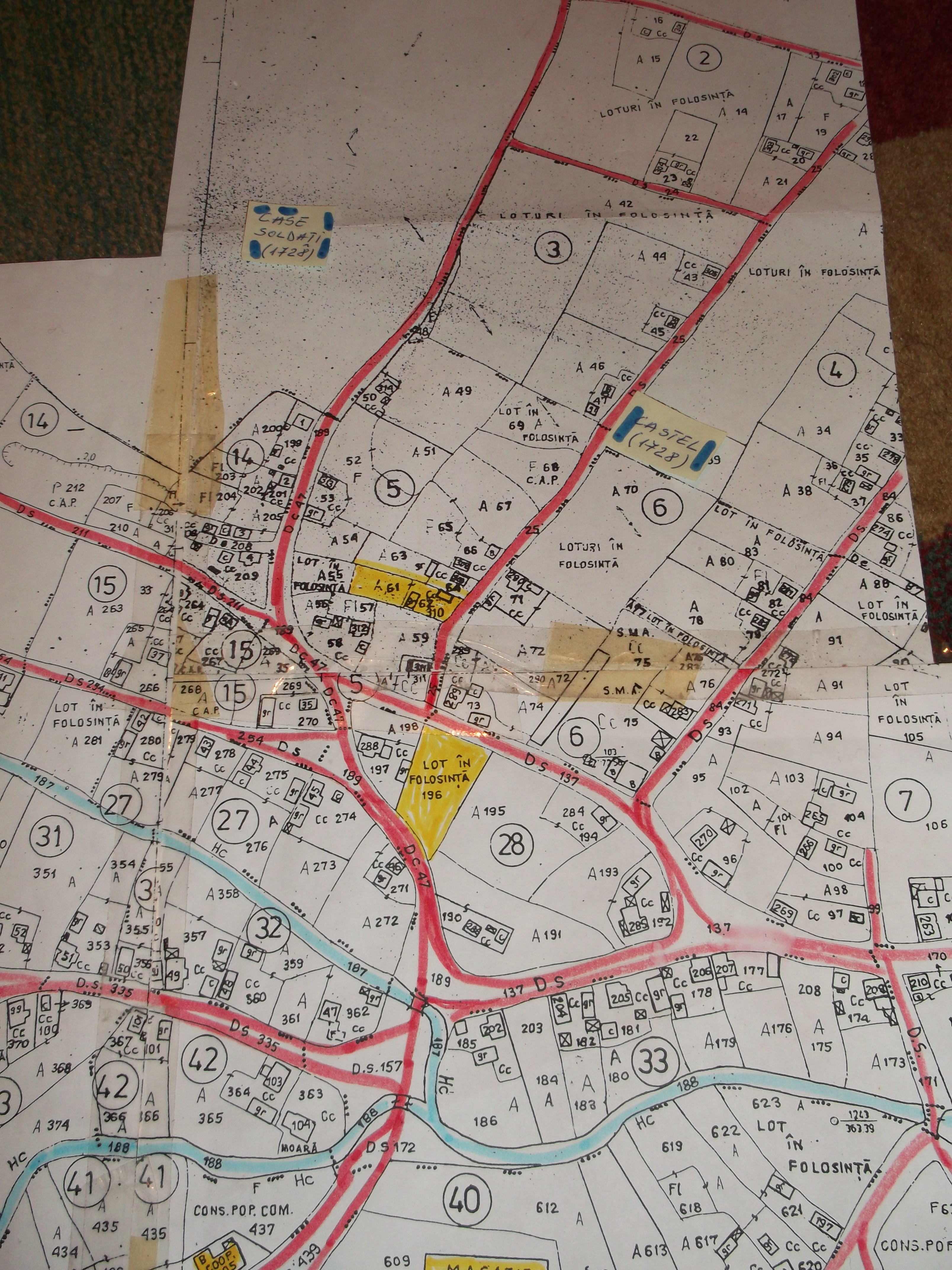
Aruncuta - zona intravilan cu amplasamentul Castelului din anul 1728 (gospodaria de la nr. 192), respectiv Casa soldaților și temnița de "La Cruce ",

La extremitatea nordică a satului se află un castel (demontat de săteni în anul 1928), inițial al familiei Haller de Hallerco (posibil al părinților grofului Ștefan (Iștvan) Haller de Hallerco întrucit acesta apare menționat în anul 1797 că locuiește în sat, cînd se naște în Aruncuta, la data de 28 oct.1797, graefin Cecilia Haller de Hallerco, fiica lui Ștefan (Iștvan )Haller de Hallerco și Anna Korniș de Goncz - Ruszka), rămas moștenire ulterior - prin căsătorii succesive - la fam. Korniș de Goncz -Ruszka, respectiv fam. Karacsai Șandor de Valje - Szaka, acesta prin căsătoria cu grofoaia Roza-Lia Korniș). Prima descriere a castelului din Aruncuta apare în anul 1728 când are loc o inventariere detaliată a funcției fiecărui corp de clădire și teren. Conform acestei descrieri, în anul 1728 proprietarul castelului din Aruncuta este George (Gyorgy)-Ianoș Haller de Hallerco, căsătorit cu graefin Anna Korniș de Goncz - Ruszka în 8 februarie 1695 și decedat în anul 1731 iar castelul are forma pătrată cu patru porți de intrare, cîte una pentru fiecare punct cardinal, porțile fiind din piatră sculptată cu boltă din stejar. Din analiza Hărții Josefine, întocmită la scară, rezultă că fiecare latură a castelului are o lungime de 40 m., iar suprafața construită de 160 mp. Deoarece castelul are subsol și etaj rezultă că suprafața desfășurată era de circa 500 mp. În partea de est castelul este înconjurat cu un zid de piatră (zidul a fost construit pe actualul amplasament al drumlui satesc Ds 84, paralel cu castelul și pe o lungime de circa 250 metri) și un turn de veghe, respectiv o barieră de apă (un pârau cu apă curgătoare care există și în prezent) și un gard viu. Tot aici, dar în afara castelului, întilnim cotețele pentru păsări și porci, acoperite cu paie, inclusiv " scăldătoarea porcilor, situate la circa 128 metri nord fata de singurul pod existent la acea vreme în sat, conform Hartii Josefine ".

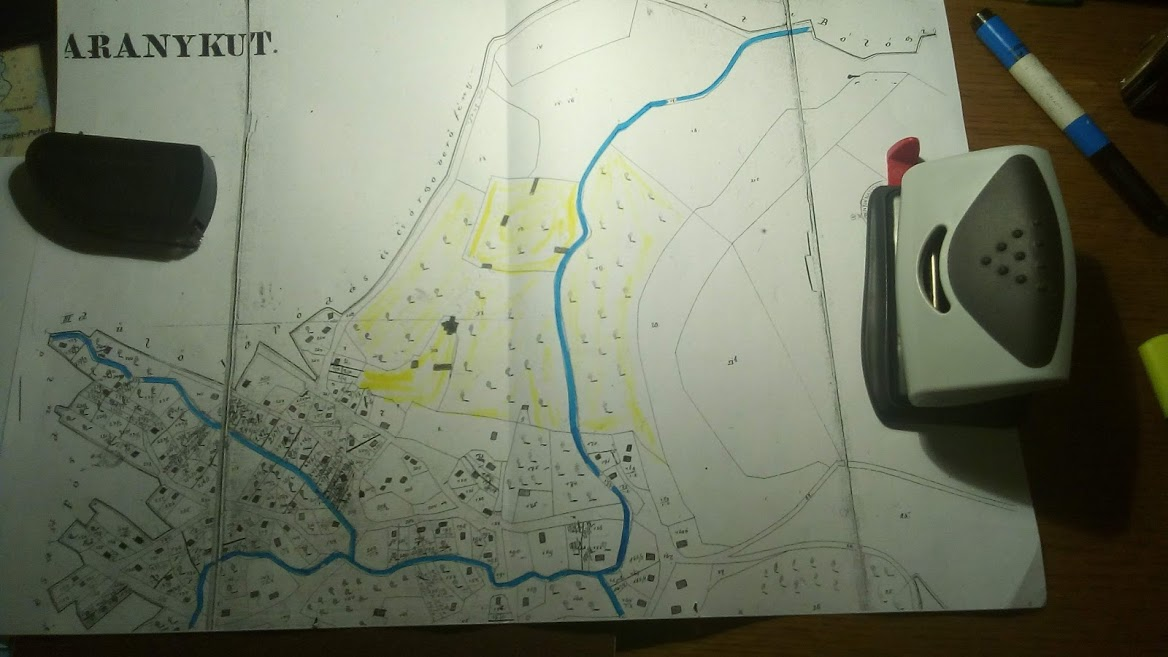
Aruncuta - zona intravilan cu amplasamentul Castelului { apare partial hasurat in galben, parcela 30,11,12 si 19},asa cum este mentionat pe harta topografica a comunei Aruncuta in jurul anului 1900.Se observa ca intreg castelul ,dar si Anexele gospodaresti ,parcela 30 si 12, fac parte integranta din peisajul parcului

.La nordul castelului se află un zid de piatră de circa 170 metri lungime și un bastion ce continuă cu o mică pădure de stejar, " pentru prescripții medicale " (practic un parc pentru plimbare și relaxare). Tot în partea nordică întîlnim o grădină cu plante medicinale și legume pentru sucuri. În partea de vest,în afara castelului, se află o casă de piatră pentru soldați și o temniță, cu loc de tragere și execuție. Din analiza comparativă a Hărții Josefine cu Harta topografică actuală (ambele la scară )rezultă că această casă pentru soldați și totodată temniță era amplasată pe tarlaua nr.42 " La cruce ", mijlocul parcelei 2601, în partea de nord - vest a castelului - la circa 270 metri de acesta, respectiv la 138 metri vest, și perpendicular cu monumentul atestării documentare a localității din 2006, într-o poziție strategică din care se observă întreg hotarul satului. Castelul are (în partea de vest )casa de oaspeți, iar în apropiere " casa fetelor " și casa de judecată, bucătării cu beciuri la subsol, hambare și mici locuințe pentru iobagii de la castel. De asemenea, în castel, în partea de est se află o camera mai mică pentru judecător. În partea de nord - est,în afara castelului întîlnim grajduri pentru bovine și cabaline, respectiv grădinile de zarzavat. Palatul Domnului se află în partea de sud (pe amplasamentul actual al stațiunii de tractoare )și în afara castelului, fiind dotat cu două clopote și o icoană reprezentând pe fecioara Maria . În curtea castelului, orientată spre sud, se afla o sculptură reprezentând un cal din cupru. Se mai precizează că toate clădirile erau din piatră și acoperite cu șindrilă, suprafața castelului și terenul din jurul acestuia fiind de circa 20 hectare. Descrierea prezentată mai sus scoate în evidență multiplele funcții ale castelului, respectiv funcția de apărare (ziduri de piatră și turnuri de veghe), de aplicare a legii (prin judecător, temniță și soldați care execută Sentințele acestuia), religioasă (prin Casa Domnului), medicală (gradina cu plante medicinale și legume pentru sucuri) și nu în ultimul rând, funcția economică (de producție agricolă complexă) care a asigurat prosperitate unei părți a populației satului, concretizată prin explozia demografică consemnată de statisticile vremii...
Castelul din Aruncuta,prin functiile multiple, a avut un rol important în viața comunității (în intervalul 1700 - 1928), iar dispariția acestuia a lăsat un mare gol organizatoric în activitatea agricolă și socială. Conform aceleiași Hărți Josefine, în partea sudică a satului se află biserica din lemn (aproape de cea existentă) și trei ferme mijlocii ce aparțin (posibil) sătenilor mai înstăriți, biserica ortodoxă fiind construită chiar în apropierea acestora și renovată (practic reconstruită) în anul 1714 de săteanul Gherman Macovei (biserica fiind demolată în anul 1928, odată cu construirea actualei biserici din piatră). Micile gospodării ale jelerilor ("Einzelne Hauser" - case independente) se află de-o parte și de alta a albiei pârâului de la Ciurgău și continuă și dupa unirea celor două albii. Locuințele iobagilor sunt reprezentate prin simple pătrățele negre, ce "împrejmuiesc" castelul grofului (Haller de Hallerko, Kornis de Goncz-Ruszko și Karacsay de Valje - Szaka) dinspre sud, respectiv est si vest, fiind mai degrabă niște bordeie, de mărimea unor colibe ("coliben"). În zona centrală,partea de vest a satului (unde este actuala moară) apare gospodaria familiei Bogaty Imre (în româneste Bogătean Indrei), o familie bogată, care a deținut moșia în tarlaua "Șes" (ultimele 50 hectare din moșie au rămas celor doi copii (Indrei și Irina) la început de secol 20, ulterior fiind valorificate în mare parte de tatăl și mama vitregă a acestora (amândoi intraseră în patima beției )cînd cei doi copii erau minori , iar in partea de est (zona unde apare pe hartă biserica )locuia familia Gherman Macovei, care a renovat biserica în 1714 și a achitat (în 19 dec.1760) Icoana Deisis - pictată de Ștefan Zugravu din Rășinari, pictură aflată în prezent la Muzeul Catedralei Ortodoxe din Cluj-Napoca . Harta indică că, în acea perioadă, exista în sat un singur podeț care permitea accesul spre pădurea și pășunea din estul satului. Drumurile sunt orientate spre Comitatul Cojocna, satul fiind inclus în structura administrativă a acesteia. Analiza Harții Iosefine, completată de informațiile statistice ale secolului al XVII-lea și perioada următoare, scoate în evidență faptul că satul a început o etapă de dezvoltare și oarecare prosperitate odată cu alungarea turcilor de către regimentele austriece, care au asigurat astfel - pentru o lungă perioadă istorică - stabilitate și siguranță, chiar și claselor nevoiașe din Transilvania. .

## Amplasarea inițială a satului și "Fântâna de Aur"
În legătură cu denumirea satului Aruncuta (al cărui nume în maghiară, Aranykút, se traduce prin Fântâna de Aur), dovezile arheologice arată că satul inițial a fost așezat în partea de vest, respectiv în jurul zonei "Ciurgău" și "Cremeniș ",datorită numeroaselor izvoare de apă potabilă aflate la suprafață cât și apropierii de pădure (care există și în prezent) și care le ofereau oamenilor condiții acceptabile de trai cât și refugiu în caz de pericol .

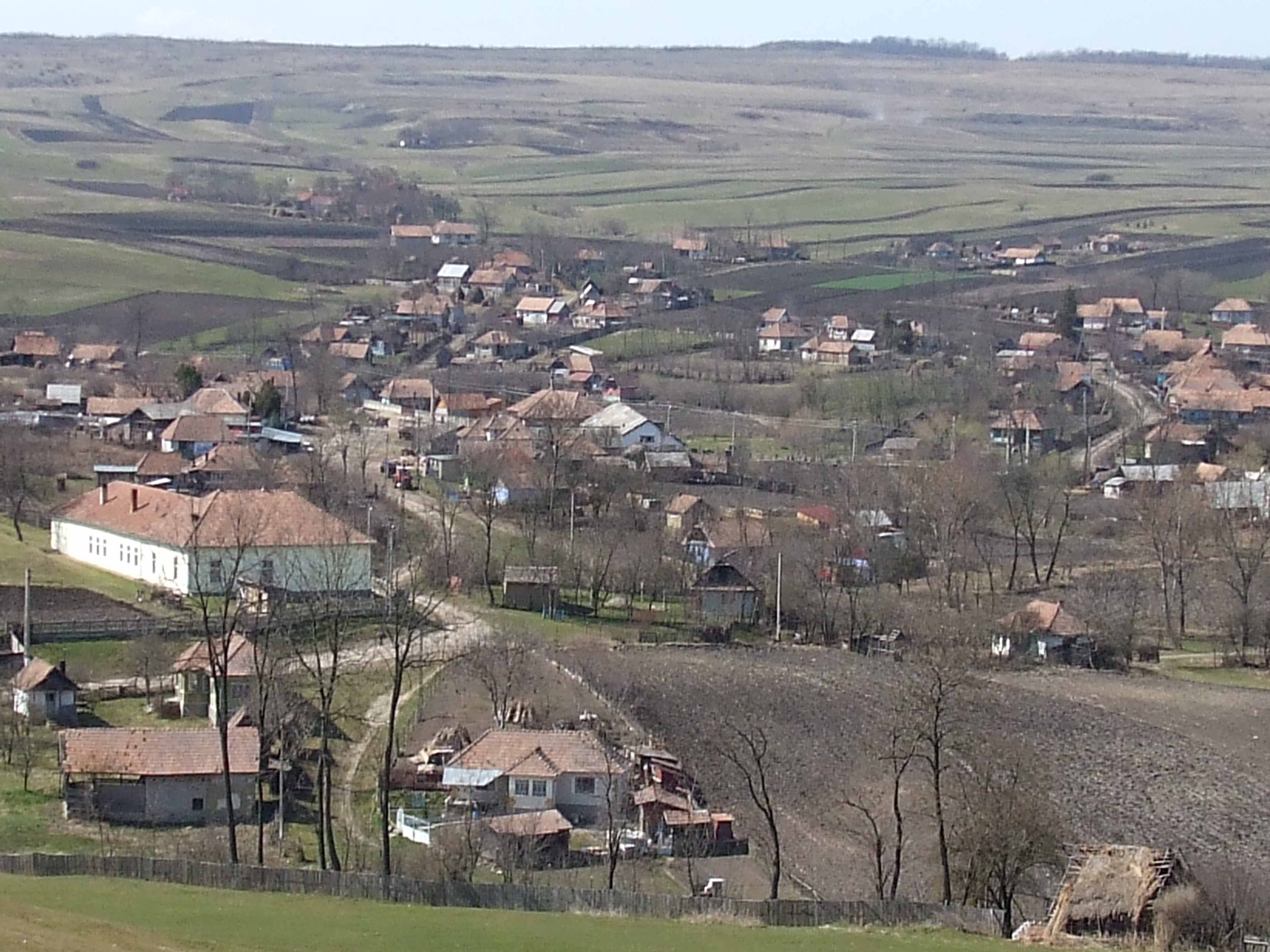
Zona Cremeniş - vechea vatră a satului (centru stânga, plan îndepărtat - ultima casă),

 Concomitent, partea de sud-est a satului,în special zona Răzoare, era ocupată de locuitori din Soporu de Câmpie. Descoperirile arheologice au scos în evidența că și în satul vecin,Soporu de Câmpie, a existat o puternică comunitate dacică răspândită atât în partea de nord a satului, la granița cu Aruncuta , cât și în partea sudică - spre Ceanu Mare, unde s-a și descoperit în perioada 1956-1961 cunoscutul cimitir dacic cuprinzând 215 morminte. Dovezile arheologice din zona "Măzăristi",aflată la granița dintre Aruncuta si Soporu de Câmpie,confirmă că suprafața actuala a satului de peste 2.000 hectare a fost ocupată,incă din neolitic, de cel puțin doua grupuri de oameni, asezați in partea de est și de vest a satului (ambele descoperite arheologic la "Măzăriști" și "Cremeniș"). Ocupația romană, dupa razboiul cu dacii, a ajuns și în Aruncuta prin subunitatea de militari din Legiunea a V-a Macedonica care s-a așezat în partea de vest a satului,în zona Ciurgău și Cremeniș, și unde au staționat circa 100 ani (168-274), conform descoperirilor arheologice, pentru a apăra Ocnele și drumul de sare de la Cojocna spre Dej si Târgu-Mureș (prin Suatu), dar și pentru activități agricole și de construcții (s-au găsit carămizi cu ștampila Legiunii V Macedonica în zona "Cremeniș "- un poanson dreptunghiular cu inițialele LVM ce se imprima pe carămidă, înainte ca aceasta sa fie uscată si arsă).

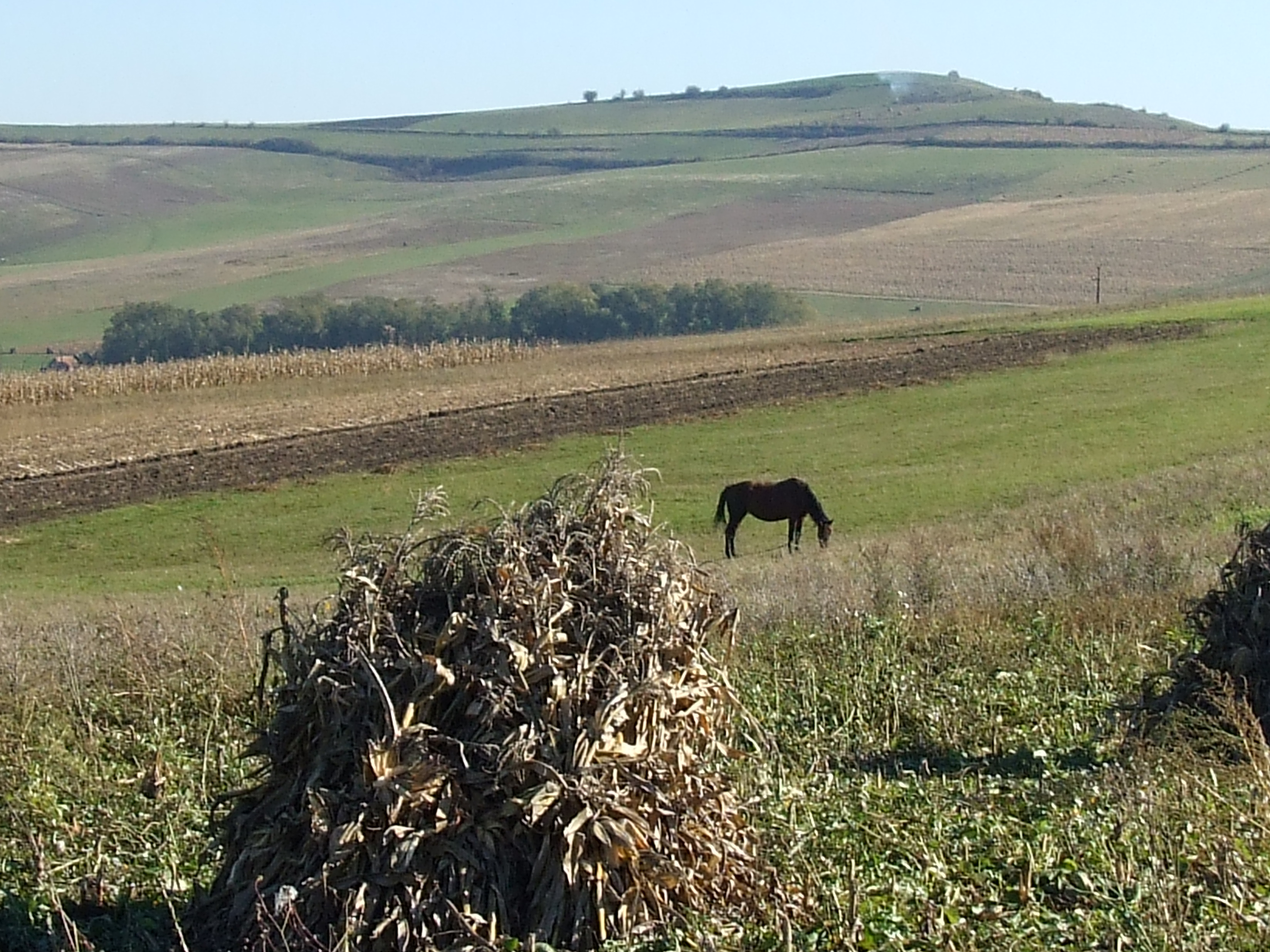
Zona Răzoare-Măzărişti

.Există o probabilitate mare ca în jurul anului 168,când a fost adusă la Turda Legiunea V Macedonica , o subunitate militară a acesteia și-a stabilit baza în vatra de atunci a satului, iar localnicii s-au retras spre est, pe vatra actuală a satului Aruncuta (fară să întâmpine opoziție din partea grupării aflate în zona "Răzoare - Măzăriști", urmare a ocupației romane). Așadar romanii au impus și au reorganizat satul Aruncuta pe baza condițiilor geografice,dar și în funcție de propriile lor interese economice și militare,respectiv vatra inițială a satului din Zona Ciurgău - Cremeniș a fost păstrată pentru corpul de armată, iar locuitorii au fost nevoiți sa se retragă circa 2 km spre est. Concomitent locuitorii daci din Zona " Răzoare - Măzăriști ", aflata in partea de sud-est a satului, s-au mutat și aceștia în noua vatră a satului sau au plecat spre sud, în vatra actuală a satului Soporu de Câmpie. În felul acesta romanii au reorganizat satul cât și suprafețele de teren aferente . De altfel modul de terasare a tarlalelor înclinate, așa cum este cazul la "Răzoare " este specific romanilor și urmareau atât delimitarea proprietaților cât și protejarea terenului de eroziune. 

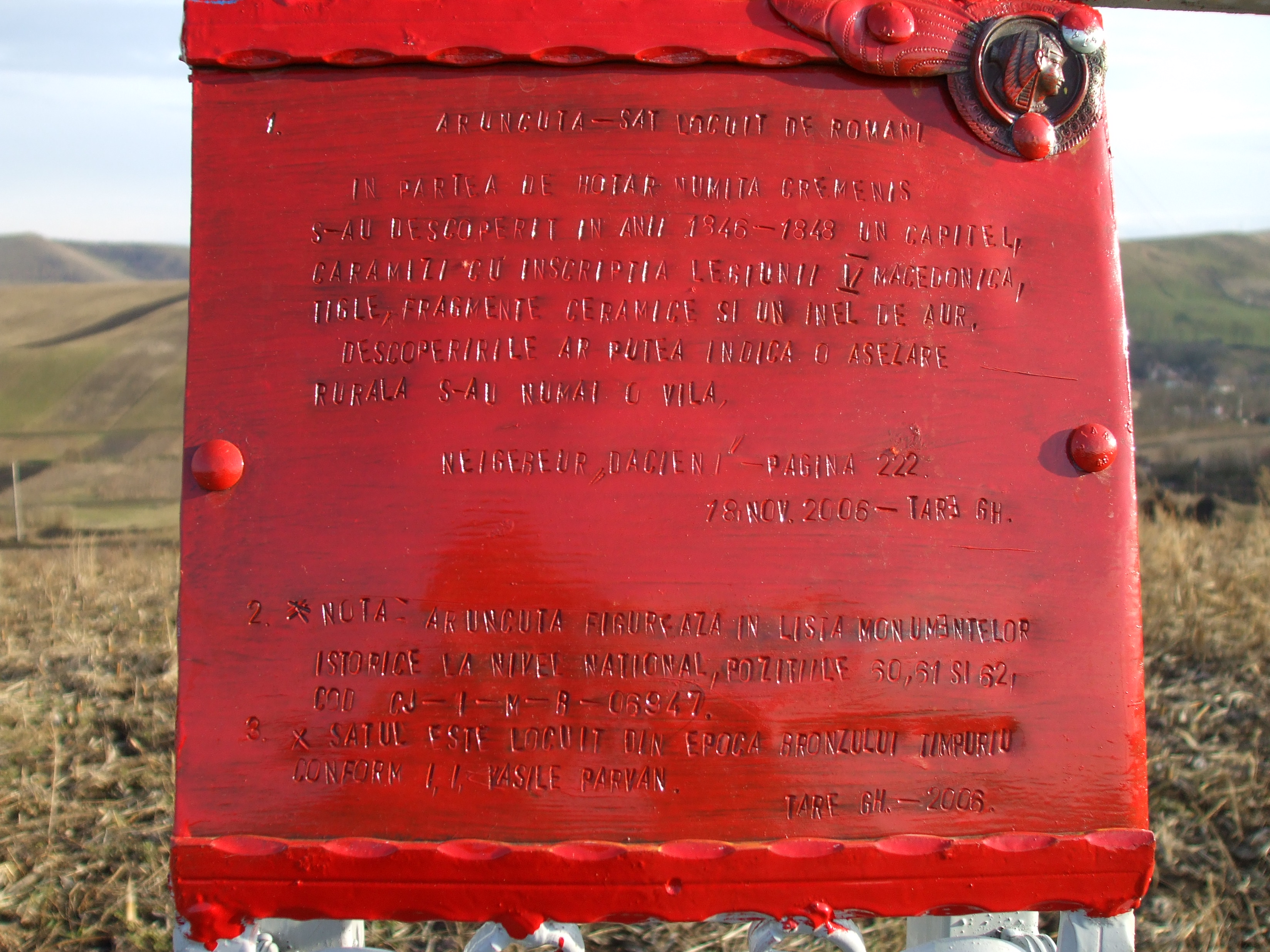
Placă privind descoperirile arheologice (1846)din Aruncuta

Țăranii colectiviștii, din neștiintă, au încercat să distrugă aceste tipuri de terase însă nu au reușit decit parțial, acestea păstrându-se în mare parte și în prezent în forma în care au fost amenanjate de romani. Pe de alta parte să nu uităm că, în Aruncuta, au existat și există multe nume de familii care poartă numele "Roman", probabil aceștia fiind urmașii militarilor romani căsătoriți cu femei din sat. În legatură cu denumirea satului "Aruncuta" sau "Fântâna de Aur", aceasta nu poate să provină decât de la fântâna de suprafață "Ciurgău" și nicidecum de la Fântâna "Buna", aflată în centrul actual al satului și nu în amplasamentul inițial. Să nu uităm că Fântâna "Buna" este un izvor de apă freatică și nu de suprafață așa cum este cel de la "Ciurgău", oamenii din neolitic stabilindu-se în jurul izvoarelor de suprafață tocmai datorită avantajelor oferite de acestea . Avînd în vedere vechea amplasare a satului, dovedită prin descoperirile arheologice, este aproape sigur că denumirea satului provine de la "Fântâna de Aur" de la Ciurgău și nicidecum de la fântâna "Buna", opinie împărtășită și de istoricul Victor Moldovan în urma cercetărilor arheologice făcute în Aruncuta,zona " Cremeniș", în perioada 1976- 1977. De altfel, dupa opinia domniei sale, Fântâna de suprafață de la Ciurgău trebuie să poarte numele "Fântâna străbunilor", în semn de respect față de primii locuitori care au întemeiat satul. Legenda că însăși Attila (406-453), marele rege al hunilor, și-ar fi adăpat calul în Aruncuta, tocmai la fântâna Buna, și ar fi aruncat o monedă de aur în apă (pe motiv ca aceasta era foarte limpede) și că de aici apare denumirea satului Aruncuta ("Fântâna de Aur") este ridicolă dacă ținem seama că descoperirile arheologice atestă faptul că satul este locuit încă din neolitic și a fost ocupat circa 100 ani de o subunitate a Legiunii V Macedonică, perioadă în care hunii încă se aflau în stepele din Asia. Să nu uităm totuși că hunii, în incursiunile lor de pradă, ajung la Dunăre și implicit în Transilvania abia in jurul anului 400. Desigur că nu excludem și probabilitatea ca marele rege al hunilor să fi trecut și prin Aruncuta însă, deocamdată, nu există dovezi istorice care să confirme legenda locală. Desigur că nu putem omite și posibilitatea ca această legendă să aibă mai degrabă un caracter politic decât unul istoric, ceea ce este mai plauzibil.

## Date economice[44]

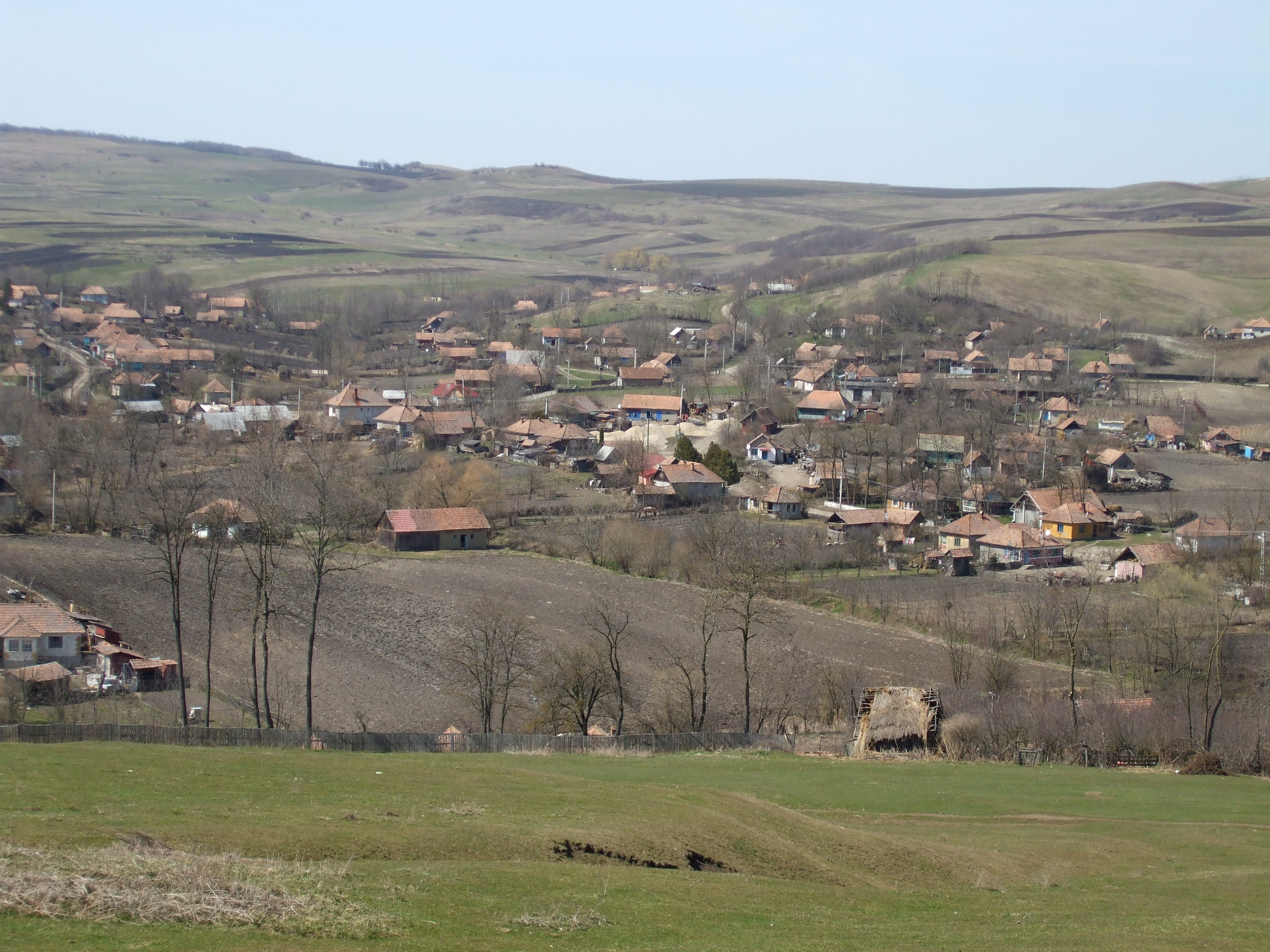
Satul, partea de nord - vest,Click (aici) pentru imagine interactivă

Economia este preponderent agrară, însă satul dispune de o oarecare bază materială cuprinzând clădirea și atelierul fostul SMA, respectiv o Magazie de cereale din timpul CAP-ului. Ca și rezervă de cazare ar exista fostul Cămin cultural și două săli de clasă ale Școlii generale din sat, neutilizate. Satul este legat de comuna Suatu printr-un drum betonat și este racordat din anul 2008 la rețeaua de apă potabilă de la magistrala din Cluj. Se află la 6 km de Băile Cojocna.Suprafața de teren arabil de circa 1200 hectare, reprezintă o resursă importantă pentru viitor, la care se adaugă circa 50 hectare pregătite pentru cultura viței de vie, orientare sud-est.. Una din marile resurse ale satului o reprezintă cele patru mari pășuni ale satului (Contenit, Coasta, La pădure și Dos) cu o suprafață totală de circa 250 hectare, care asigură pășunatul necesar la circa 2500 ovine și 500-600 cornute mari. În perioada 1700-1920 la nivelul satului au existat 3 mari ferme, din care două zootehnice și una de cultură vegetală și pescuit. În localitate există stufăriș, care se poate preta pentru lucrări artizanale.

Aruncuta - treieratul cu Batoza în anul 1939

Resursele de apă pe plan local asigură condiții de irigare a circa 30 hectare, la Ciurgău și Șes, existând un bazin cu apă prin cădere, folosit, dar abandonat după 1989. Populația este îmbătrânită, vârsta medie apropiindu-se de 60 de ani. Populația școlară cuprinde circa 25-30 copii cu vârste cuprinse între 1-15 ani, majoritatea acestora reprezentând orășeni întorși în sat, sau copii de la orașe ai căror părinți au plecat să lucreze în străinătate, aceștia fiind lăsați în grija bunicilor.

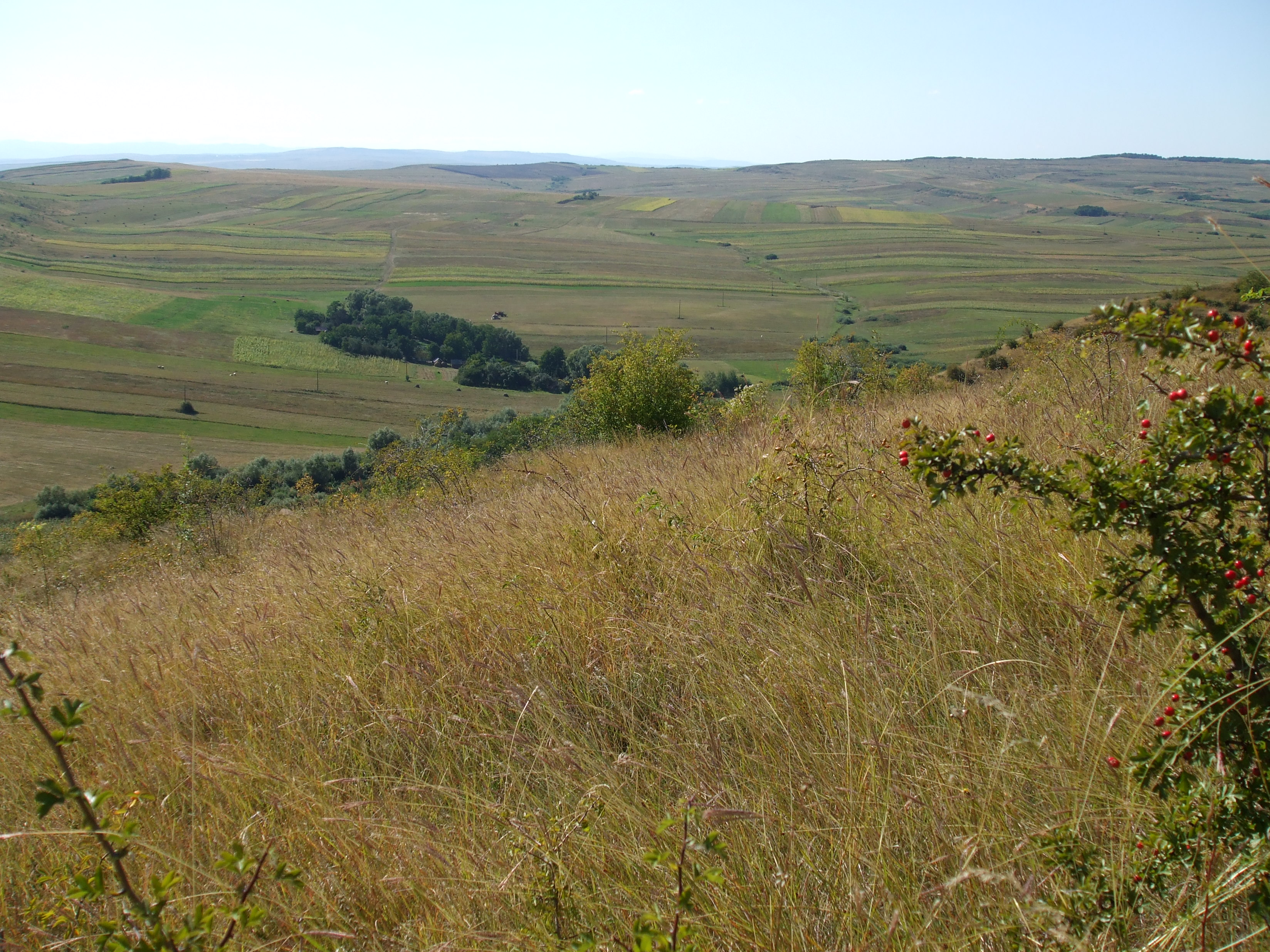
Terenuri agricole, excesiv de parcelate,Click (aici) pentru imagine interactivă

Soluția propusă de Primăria comunei și prezentată la seminarul din 19 noiembrie 2006 (cu ocazia implinirii a 660 ani de atestare documentară a satului), pentru revigorarea satului o poate reprezenta asocierea proprietarilor de terenuri, inclusiv a terenurilor administrate de Primărie și specializarea sătenilor pe creșterea animalelor de lapte și carne folosind metode moderne de creștere și îngrijire (vaci de lapte, ovine, tineret ovin și bovin la îngrășat etc.), cultivarea cu preponderență a plantelor de nutreț pentru furajarea corespunzatoare a animalelor și, în special, a plantelor tehnice (sfecla de zahar, tutun, floarea- soarelui, cartofi, căpsuni etc.) cultivate cu prioritate în zonele care se pretează la irigat din bazinul cu apă de la Ciurgău, legume, cultura viței de vie și pomi fructiferi (pe terasele existente), turism rural și recreere, destinat în special grupurilor de elevi, care pot fi antrenați să învețe călărie, schi, pescuit sportiv etc. și în organizarea a numeroase drumeții care evidențiază frumusețea naturală a satului, respectiv monumentele istorice și arheologice de pe raza comunei. Din trasele turismului rural nu poate lipsi Rezervația naturală de la Suatu în suprafață de 9,2 hectare, cu vegetație de stepă și unde se găsește o plantă rară, Astragalus Peterfi [Lintea Pratului], respectiv Lacul artifial de 70 hectare, unde se practică pescuitul sportiv și nici Biserica Unitariană din sec. XIII ce a apartinut familiei nobiliare Suki, și unde se mai pastrează celebrele steme cu lupi ale familiei. La cele menționate mai sus se adaugă Biserica Reformată - Calvină din Suatu, monument istoric, construită în anul 1682 și care adapostește stema familiei nobiliare Bornemisza din Ineu.

## Date demografice
Primele informații statistice legate de Aruncuta sunt cele din perioada administrației austriece, explicațiile fiind prezentate mai jos de tabel:
a )Informații edilitare și structură populație;

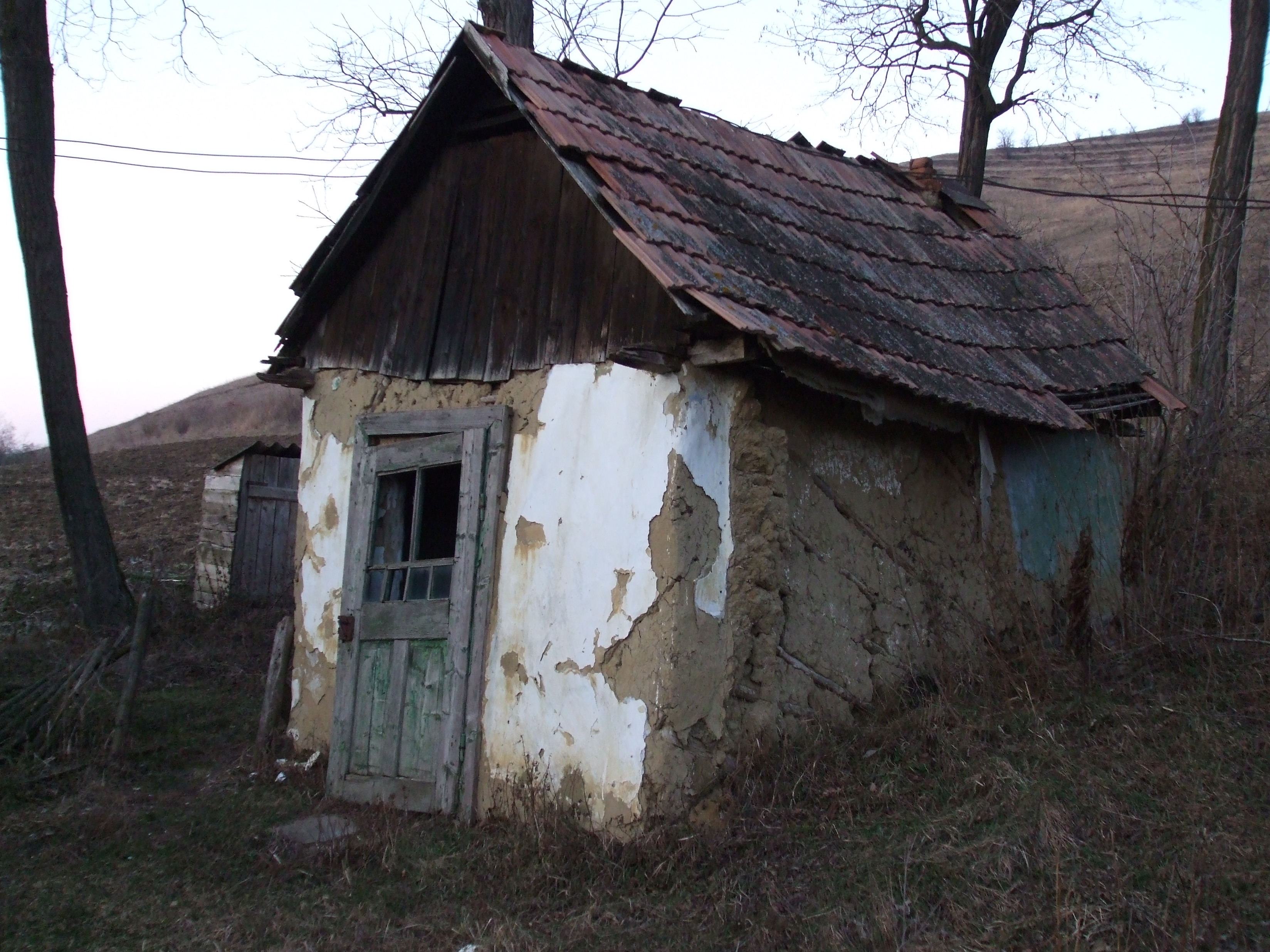
Casă de lemn, specifică perioadei 1850 - 1910 (schelet din lemn de pădure, fară fundaţie şi tencuit cu un amestec de argilă, pleavă și bălegar, acoperită cu trestie sau paie)

b )Structura populației pe grupe de vârstă și sex ; 

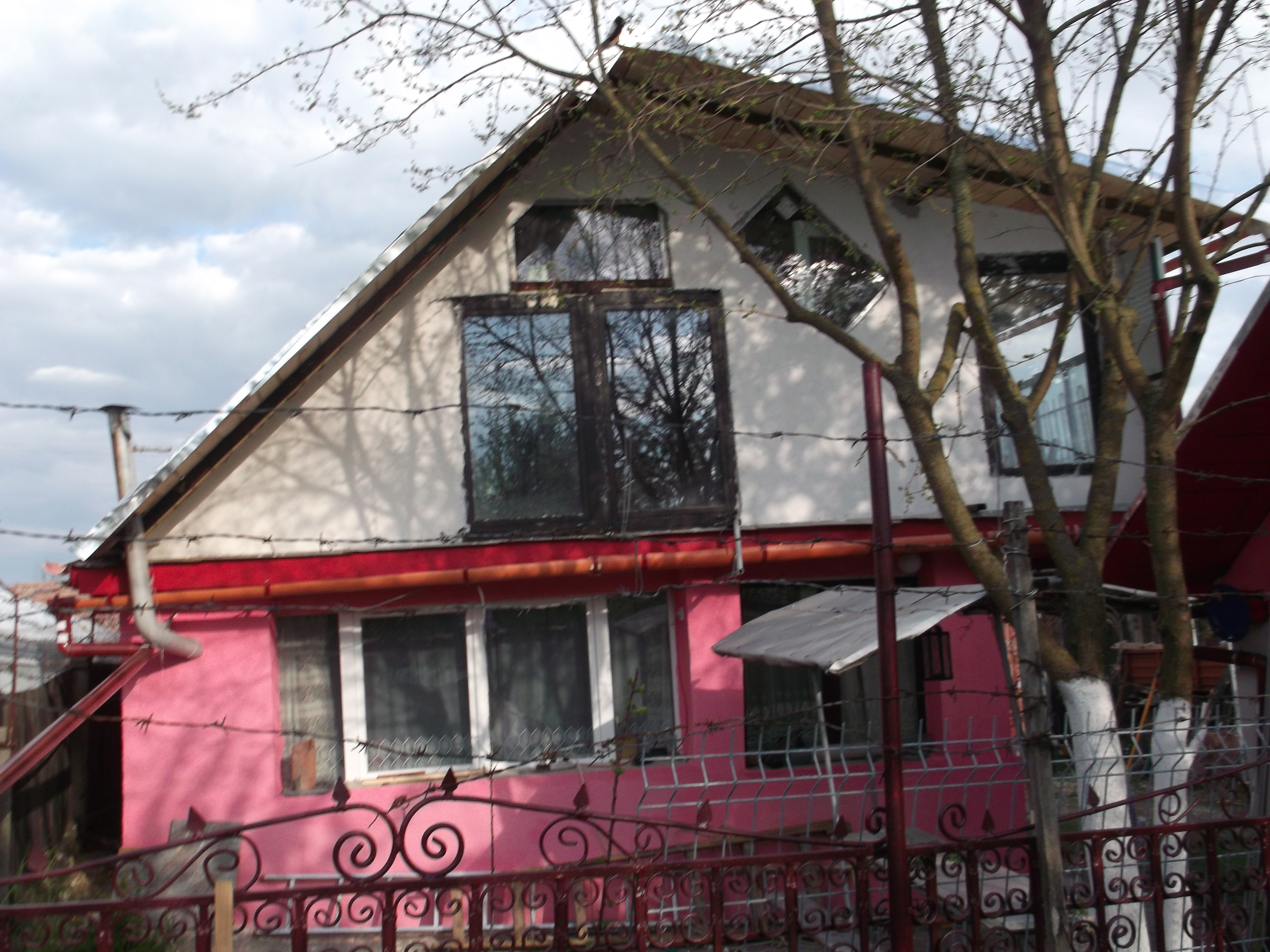
Construcție veche renovată

## Lăcașuri de cult

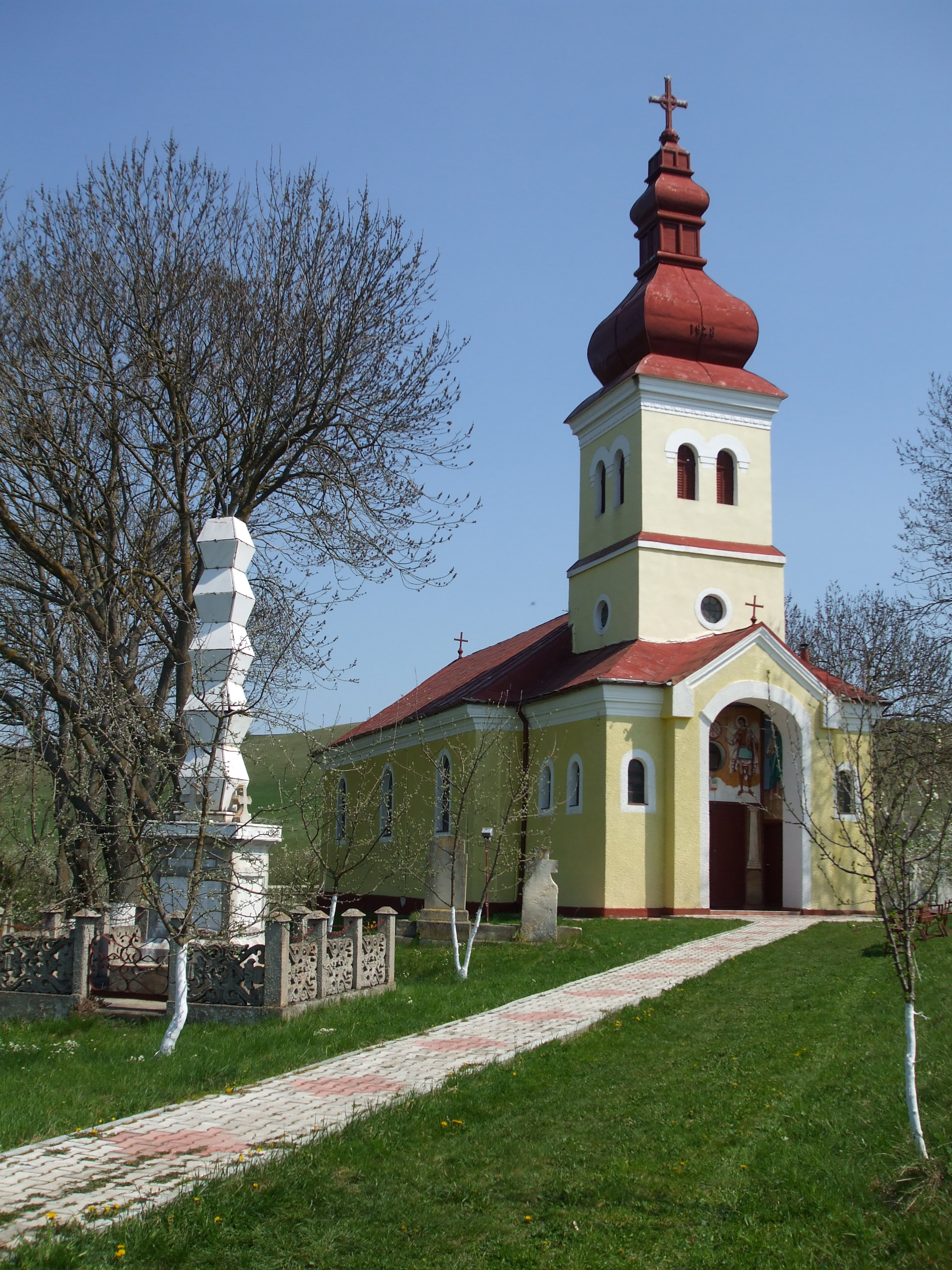
Click (aici) pentru imagine interactivă

Biserica greco-catolică, construită în anul 1928, utilizată de o parohie ortodoxă din anul 1948.
Ridicată în stil neoromanic, în formă de navă, cu coiful turnului în stil baroc, biserica a fost construită de Ștefan Hajdu din Luduș și Ioan Jucan din Frata, ajutați de săteni. Inițial a fost acoperită cu tiglă de tip solzi, ulterior constatându-se că structura bisericii nu rezistă la un astfel de acoperiș, în 1938 țigla fiind înlocuită cu o structură ușoară de tablă zincată. În anul 1992 are loc o reparație capitală a interiorului bisericii și consolidarea pereților, urmată - în 14 octombrie 1992 - de o nouă sfinițir a bisericii de catre un sobor de preoți in frunte cu episcopul ortodox Irineu Bistrițeanul, Ioan Jeleru- protopop al Protopopiatului ortodox din Cluj, preotul Vasile Popa - fost preot în sat mulți ani și Grigore Cristurean, preotul parohiei ortodoxe din Aruncuta, în prezența unui numar mare de credincioși. Cu această ocazie, în altar, s-a zidit un Hrisov ce cuprinde o scurtă prezentare a istoriei lăcașului și o listă a preoților din Aruncuta, începând cu anul 1733 . Referitor la dimensiunile lăcașului de cult menționăm că biserica are o lungime de 25 m, lățimea de 10,5 m și înălțimea turnului de 21 m. Fundația este subdimensionată, respectiv are adâncimea de 1,3 metri și o grosime de 0,85 metri, la care se adaugă existența în perimetrul bisericii a unor puternice izvoare de apă, care macină piatra din fundație. Fundația subdimensionată și izvoarele de apă conduc la distrugerea treptată a fundației, concretizată prin apariția numeroaselor crăpături ale pereților. 
Conform date privind istoria Parohiei din Aruncuta,redactată de preotul Grigore Cristurean, biserica din sat a fost supusă, de-a lungul timpului, mai multor reparații (suportate de săteni), astfel :
- In anul 1938 acoperișul cu tiglă tip solzi este înlocuit cu tabla zincată, preot fiind Vasile Popa (preot greco-catolic);
- În perioada 1949-1950 s-a finalizat Iconostasul și s-au executat zugrăveli interioare de către zugravul Copil Ștefan din Cluj, preot fiind Vasile Popa (trecut la ortodoxi de la greco-catolici);
- In 1966 s-a executat reparația exterioară și trotuarul betonat din jurul bisericii, preot fiind Urcan Gheorghe ;
- In perioada 1968-1976 au loc consolidări a unor porțiuni din pictura interioară și efectuat reparatie capitală (practic recladită)la Casa parohială, preot fiind Oros Gherasim.
- Incepind cu data de 21 august 1977 preot la biserica din sat este numit Grigore Cristurean,aflat și în prezent (2012). În anul 1981, la inițiativa sa și finanțat de săteni, se ridică în fața bisericii un Monument al eroilor din cele doua razboaie mondiale,din beton și marmură albă imitând Coloana lui Brincuși. Monumentul este supus unor reparații în septembrie 2012 (apa s-a înfiltrat în monument, producând dezlipiri și crăpături ale unor plăci de marmură).
- In anul 1983 are loc împrejmuirea cu stâlpi de beton și plasă de sârmă zincată a celor două cimitire din sat ;
- In anul 1984 se tencuiește din nou exteriorul și se consolidează trotuarul din jurul bisericii, respectiv se toarnă trotuarul până la poarta cimitirului. Totodată se vopsește acoperișul, păstrându-se culoarea gri, respectiv se înlocuiesc jgheaburile și burlanele de scurgere a apei ;
- În 1990 încep lucrări de restaurare a interiorului bisericii, fiind inlocuita vechea tencuială și porțiuni din pereți armați cu fier beton, acoperiți cu o nouă tencuială ;
- În 1991 se consolidează porțiuni nesemnificative din fundație (zona Altarului);
- În 1992 se pictează biserica din nou de catre pictorul Bumb Constantin din Dej și este restaurat Iconostasul de același pictor . Interiorul este pictura tempera cu poleituri aurite,iar pridvorul deschis este în frescă ;De asemenea are loc,tot în 1992, o nouă reparație a bisericii și stropirea cu terasit alb .
- In 2006, urmare a apariției stratului de rugină, se vopsește din nou acoperișul din tablă, de data aceasta în culoarea maro și se asigură o noua reparație exterioară,respectiv se vopsește exteriorul (din alb) în galben ; Tot în anul 2006, clopotul mic datat din anul 1700, în urma unor fisuri este topit la Metalul Roșu din Cluj și turnat din nou ,din același aliaj.

Interiorul bisericii cuprinde numeroase picturi, adevărate capodopere de artă, reprezentind scene din Vechiul Testament, din cartea Facerii și scene din Noul Testament, cu Patimile lui Iisus. Biserica are in interior un balcon din lemn de circa 30 mp.,la o inălțime de 4 m de la sol, cu intrare dinstinctă, destinat corului bisericesc, copiilor si tinerilor prezenți la slujbă . Balconul este frecvent folosit de tineri pentru imaginea de ansamblu oferită asupra interiorului bisericii, a picturilor iconostasului si a celor aflate pe pereții si cupola bisericii, care pot fi mai bine observate din aceasta poziție. Poziția dominantă a lăcasului de cult, aflat pe o culme de deal, la care se adaugă sistemul exterior de iluminare format dintr-o rețea complexă de proiectoare creează pe timp de noapte o atmosferă de împăcare și liniște sufletească specifică satului ardelenesc.
Reparația bisericii din sat a fost singurul obiectiv urmărit și finanțat de săteni ,aceștia neavând alte initiative "lumești" dupa 1960, cum ar fi reamenanjarea sau dezvoltarea satului așa cum s-a întamplat în satele învecinate. Ulițele satului au continuat să fie presărate cu gropi și pline de noroi pe întreaga perioadă a colectivizării { chiar dacă în sat se aflau trei cariere de piatrâ și CAP -ul din sat deținea utilajele necesare lucrărilor de pietruire mecanizată }. De altfel "drumurile" din sat au fost acoperite { doar în zona locuibilă } cu un strat subțire de pietriș abia după anul 2007, urmare a recomandărilor Uniunii Europene.
Biserica de lemn din Aruncuta - 1714

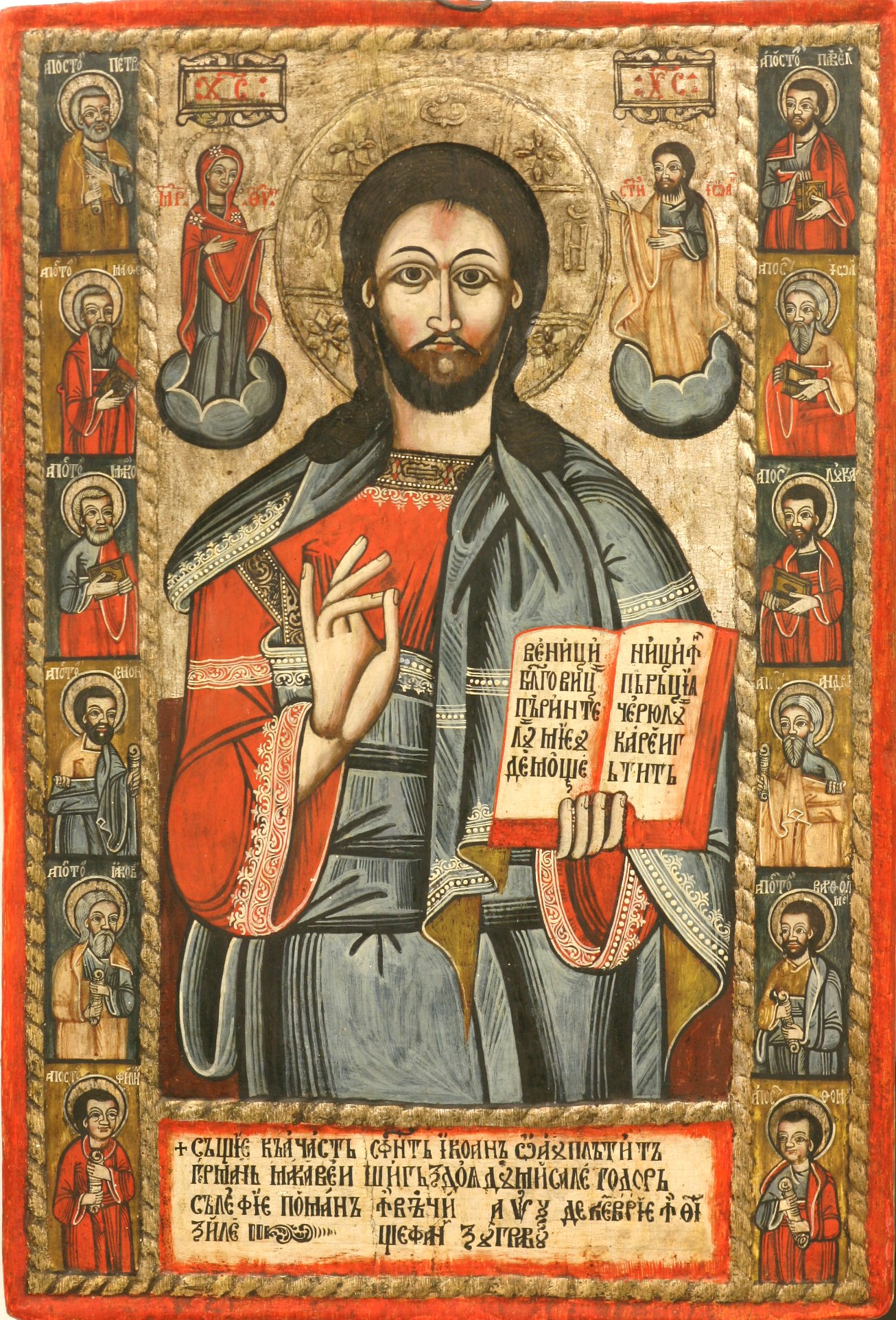
Click
(aici) pentru imagine interactivă

Potrivit șematismului din 1900, Macovei Gherman a renovat biserica de lemn din Aruncuta în anul 1714. Se presupune că renovarea a coincis de fapt cu o reconstrucție. Biserica de lemn, conform spuselor unei sătence în vârstă , era formată dintr-o încăpere mică  cu un târnaț în față, asemănătoare cu Biserica de lemn din Crișeni și Biserica de lemn din Berchieșu, biserici din judetul Cluj care se mai păstrează, fiind folosite și astăzi în cadrul serviciilor religioase. Din păcate, biserica de lemn din Aruncuta nu s-a mai păstrat, fiind demolată de săteni în anul 1928 după construirea actualei biserici din piatră și cărămidă. Clopotele bisericii din lemn  erau amplasate în cimitir, la o înălțime mică, într-o "clopotniță" din scândură, identică cu clopotnița de la biserica de lemn din Crișeni, jud.Cluj, tragerea clopotelor făcându-se cu funia, mai frecvent de copiii din sat. 
Biserica de lemn din Aruncuta a fost înzestrată, în 19 decembrie 1760, cu o icoană Deisis, reprezentându-l pe Isus Cristos și pictată de renumitul pictor Ștefan Zugravul din Rășinari - Sibiu.Icoana a fost achitată de săteanul Matei Gherman și soția acestuia Todora.
Dar iată ce cuprinde înscripția (în slavonă )de la baza tabloului "Să/să/știe că această sfântă icoană o au plătit Gherman Macovei și găzdoaia dumisale Todora, să le fie pomană în veci, 1760, decembrie 19, Ștefan Zugravu". Pictorul Ștefan Zugravu folosește o multitudine de culori îmbinate astfel încât armonia cromatică a icoanei și puterea ei de sugestie dau dovada unui talent autentic. Icoana Deisis  din Aruncuta, aflată în prezent la Muzeul Catedralei Ortodoxe din Cluj - Napoca, este o icoană tipic românească, cu un specific aparte, apropiat stilului brâncovenesc , care îl reprezintă pe Hristos ca împărat, așezat pe tron și ținînd Evanghelia închisă și binecuvântând. El are în dreapta sa pe Fecioara Maria, iar în stânga pe Ioan Botezătorul, amândoi în picioare, rugându-se . Icoana Deisis trebuie privită și înteleasă în semnificațiile ei majore, de căutare a esenței umane și a frumuseții spirituale. Elementele proprii sensibilității latine sunt scoase în evidență de privirea pătrunzătoare și deschisă, ce emană bunătate și luminozitate spirituală . In prim plan, alături de Isus,apare Maria - Maica Domnului și Ioan Botezătorul, înconjurați de cei doisprezece apostoli. Dimensiunile tabloului sunt 94*63,5 cm  .

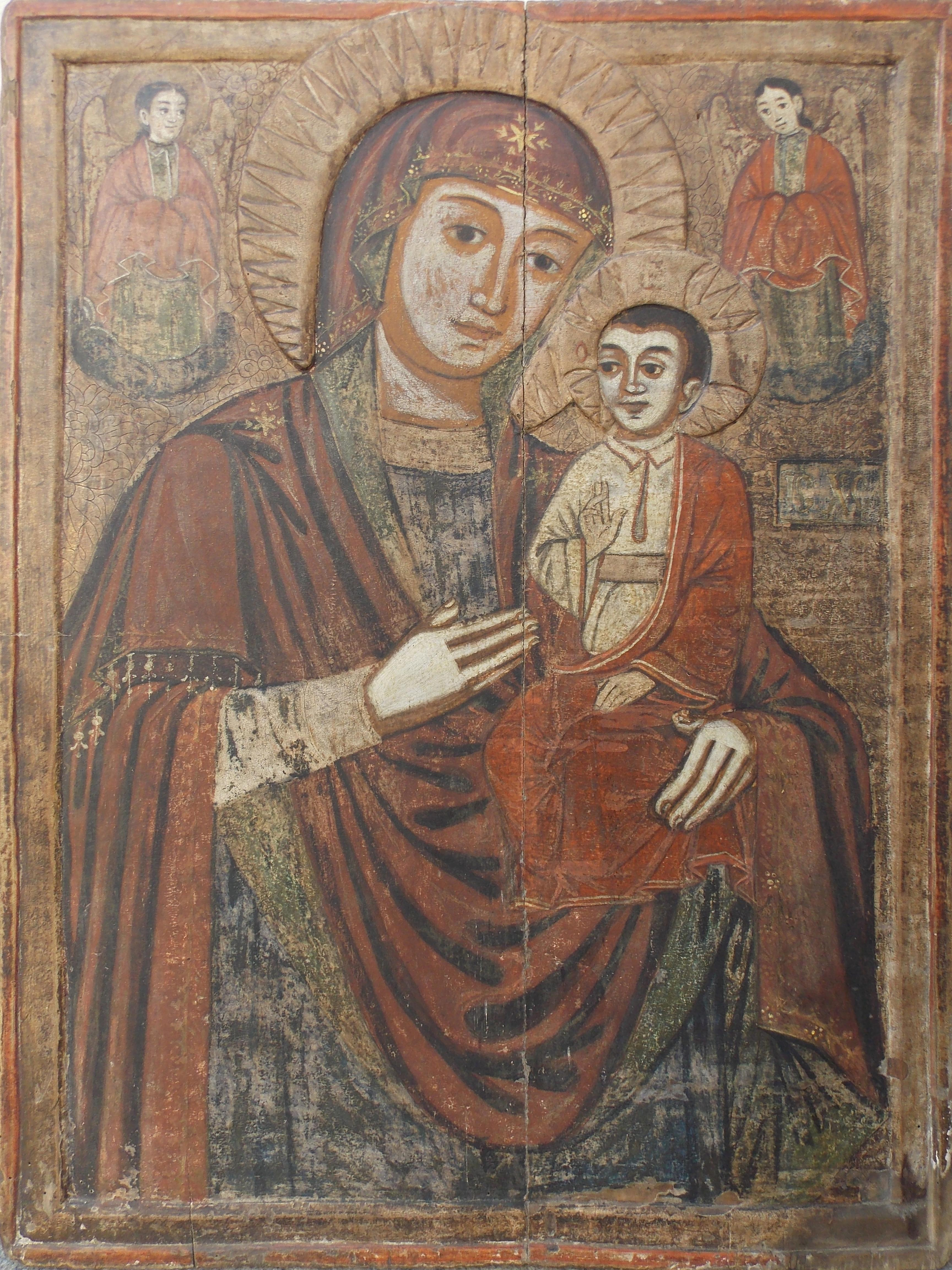
Click (aici) pentru imagine interactivă

De la vechea biserică din lemn a mai rămas încă o icoană din lemn, reprezentând pe Fecioara Maria cu pruncul în brațe. În plan secundar sunt reprezentați protectorii acesteia, respectiv Arhanghelul Mihail si Arhanghelul Gabriel (Gavril-Gavriil), importanți îngeri în cadrul tradiției iudeo-creștine . Icoana a fost realizată în sec. XVIII, respectiv anul 1740 și atribuită lui Andrei Zugravul din Cornești, Cluj. Dimensiunea tabloului: 89*63,5 cm. Cele două icoane împărătești au dimensiunile aproximativ egale și au fost așezate (perioada 1740 - 1982 )în zona centrală a Iconostasului bisericii din Aruncuta. În prezent, datorită valorii lor deosebite, cele două icoane de lemn se află în custodie la Arhipescopia Vadului, Feleacului și Clujului . Între preoții importanți din Aruncuta trebuie menționat Iosif Gherman, preot în Aruncuta, perioada 1835-1867, fiind totodată întemeietorul școlii confesionale din sat, alături de învățătorul George Roman din Aruncuta, respectiv Teodor Giurgiu, preot în perioada 1867-1910 și fiul său, dascălul Romul Giurgiu. . Datorită calităților sale, în anul 1900, preotul Teodor Giurgiu a făcut parte din "Forul protopopesc de I-a Instanță ",in calitate de asesor. Piatra funerară a preotului Teodor Giurgiu se află lângă biserica din sat, într-o zonă împrejmuită. De asemenea, un alt preot ce trebuie amintit este Vincențiiu Pandrea (n. 1888 – d. 1970), patriot, preot greco-catolic în Aruncuta, protopiatul Cojocna - Cluj, perioada 1911 - 15 septembrie 1923. A fost arestat sub stăpânirea austro-ungară între 8 septembrie 1916 și 10 iunie 1917 și internat în Lagărul de la Sopron. 
.

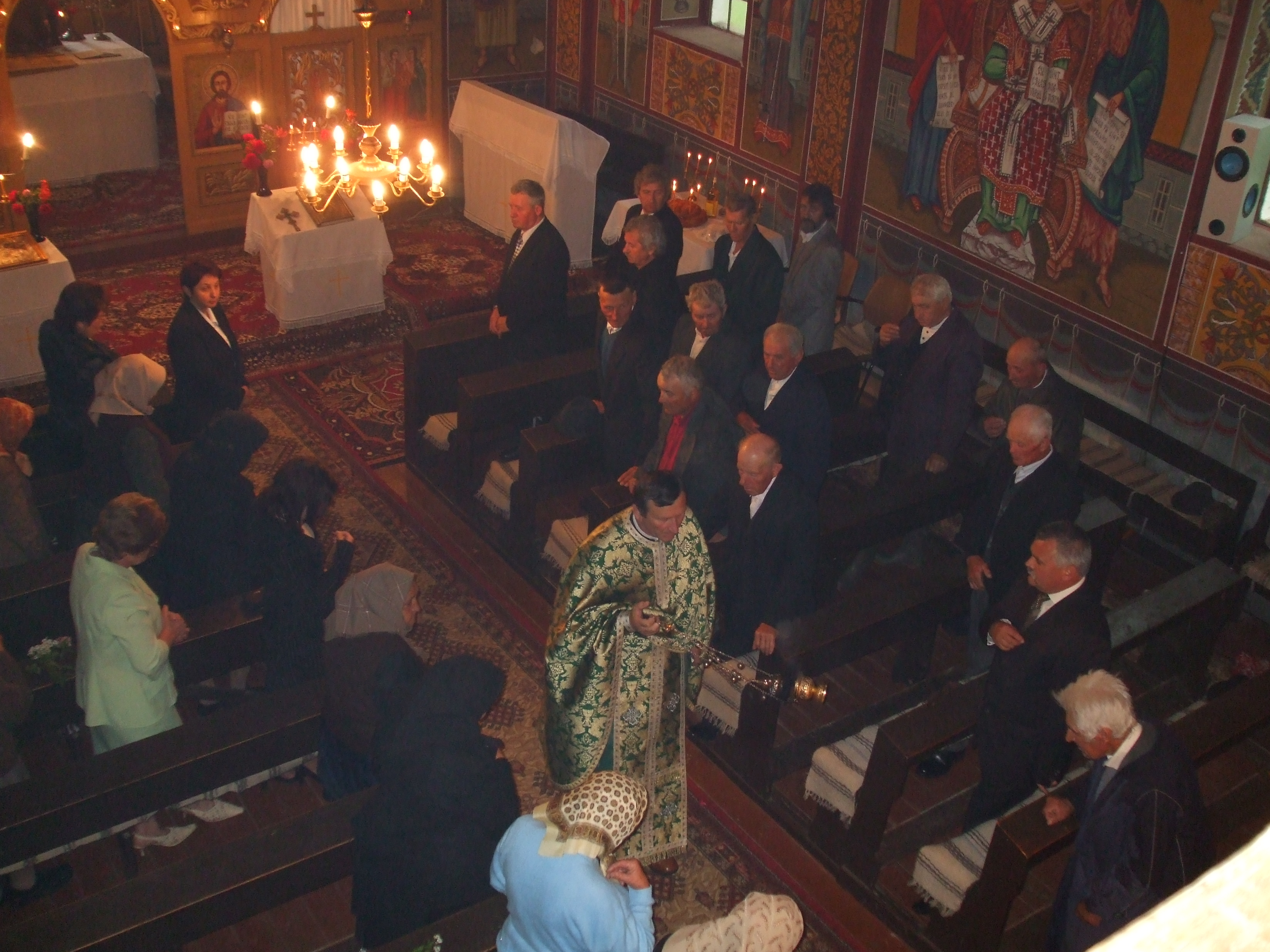
Aspect din timpul slujbei religioase

În perioada 1932 - 1963 preot a fost Popa Vasile.. Studiile preoțești le-a terminat la Blaj și a rămas în memoria satului prin faptul că pe întreaga perioadă 1932 - 1963 și pentru toate serviciile religioase prestate nu a cerut și nu a acceptat bani de la săteni, plata fiind făcută în natură,în special cereale, lucru explicabil datorită sărăciei sătenilor și a lipsei de lichidități. Preotul lucra terenul bisericii (de peste 50 hectare) împreună cu cei trei copii, din care doi viitori ingineri și cite-va persoane angajate (slugi), la care se adauga traditionala "clacă" la plivit și seceriș la care participa, nu mai mult de o zi lucrătoare, fiecare enoriaș. În 1948, silit de comuniști, a fost nevoit să treacă de la uniți la ortodocși, dindu-și seama ca orice împotrivire poate aduce mult rau sătenilor, aceștia fiind dispuși sa-l apere în orice condiții. Dupa unirea cu biserica Romei, care a păstrat valorile creștine în Aruncuta aproape 250 ani, în locul acestora, începind cu anul 1948, apar tot mai frecvent ideile comuniste care vor produce mari schimbări în mentalitatea sătenilor. 
Viata spirituală din Aruncuta, sec. XVIII 
Incepind cu anul 1688, Imperiul habsburgic, in urma eliberarii teritoriilor de sub dominația turcească, a vehiculat ideea de unire cu Biserica Romei, inclusiv în satele din Transilvania. Pâna în anul 1700, românii din Aruncuta, ca de altfel din întreg Ardealul au fost în majoritate ortodocși. În perioada 1700 - 1733 are loc trecerea aruncutenilor de la ortodoxism la uniți : 
- Conscripția lui Inocențiu Micu - Klein din anul 1733 consemneaza existența în Aruncuta a 43 familii de uniți,respectiv circa 215 credincioși.

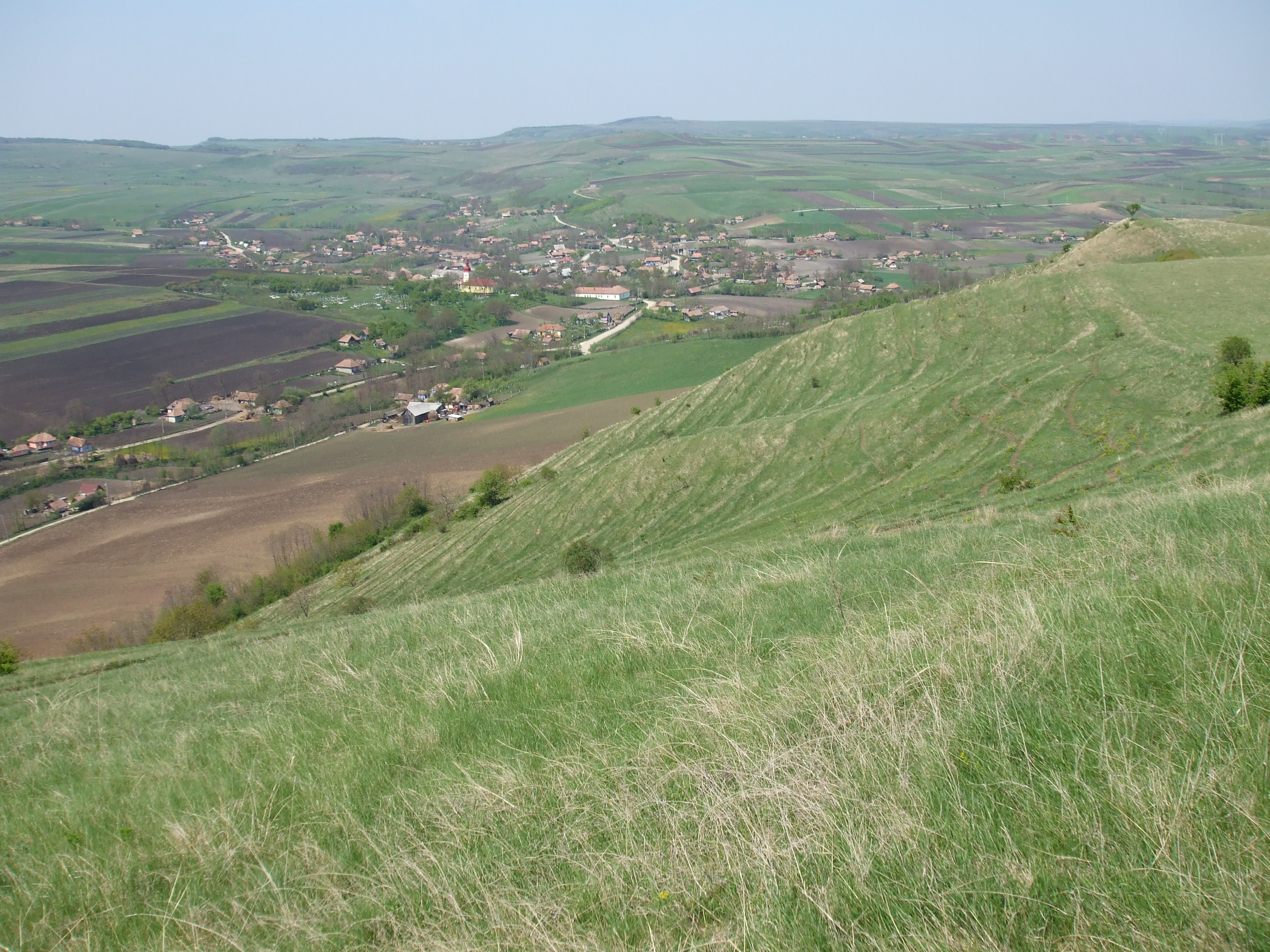
Aruncuta - veche vatră de spiritualitate românească (panoramă de pe Dealul viei) Click (aici) pentru imagine interactivă

- Conscriptia lui Petru Pavel Aaron din 1750 menționează un numar de 337 credincioși uniți și existența a doi preoți uniți care slujeau în biserică Aruncuta - veche vatră de spiritualitate românească (panoramă de pe Dealul viei) Click (aici) pentru imagine interactivă. Pe la mijlocul secolului al XVIII - lea unirea cu Roma era în pericol, însusi episcopul unit Inocențiu Micu - Klein amenințând oficialitațile că se va rupe de Roma dacă românii nu vor fi socotiți și ei printre fii patriei și să nu mai aibă statutul de "tolerați" în propria lor țară. Inocențiu Micu - Klein cerea astfel, pentru români, egalitate cu celelalte trei națiuni din Transilvania: sașii, secuii și ungurii, considerând aceasta ca un rezultat firesc al unirii cu Biserica Romei. Mișcarea călugărului Sofronie [59] din 1760 a avut un puternic ecou și în Aruncuta, astfel că dacă în anul 1750 întreg satul era unit, după nici 10 ani, respectiv în 1760 întreg satul era neunit. Doar intervenția brutală a generalului Bucow a făcut ca răscoala lui Sofronie să fie înfrântă, astfel ca mare parte din romàni au revenit la uniți.

Cu privire la primii aruncuteni cunoscuți, care au imbrățisat cariera de preot, în documentele vremii este menționat Gabor din Aruncuta (din protopopiatul Suatu) care a plecat în Țara Românească în martie 1761, pentru a se preoți, și care s-a reântors în Aruncuta în 23 aprile a aceluiași an. Înaintea acestuia, în anul 1760, la Bucuresti, este preoțit Gavril din Aruncuta de catre episcopul Serafim și iși lua singhelie de la Dionisie Novacovici pentru parohia Sucutard  . Cu privire la preotul Gabor (Gabriel Pap) din Aruncuta,acesta figurează în 1761, 1765 și 1767 ca preot în Apahida, fiind blagoslovit de P.P. Aaron.
Referitor la apartenența religioasă a sătenilor în sec. al-XVIII-lea, documentele vremii scot în evidentă politica de stat și ecleziastică a Imperiului habsburgic privind unirea cu Biserica Romei, purtată în continuare și în satele din Transilvania, astfel  :
- Conscripția din mai 1761 mentionează că intreg satul Aruncuta este neunit ("pagus totus non unitus" );
- Conscripția perceptorală din 20 mai 1761 prezintă urmatoarea situație: Preoți uniți și personal eclesiastic= 3; Preoți neuniți și personal eclesiastic= zero; Iobagi= 33 capi de familie și 3 văduve ; Inguilini = 44 capi de familie; "Vagi"= 3 capi de familie si 3 vaduve ; Total familii laice = 88 familii, din care 2 unite si 86 "schismatice".
- Conscripiția protopopului din 5 iulie 1761 prezintă urmatoarea situație : Preoți uniți = Achim, Vasi și Sand. Laici uniți= Pașca Urs și familia sa; Conscripția din 20 iulie 1761: preoți uniți = 3 ; preoți neuniți niciunul ; Corifei neuniți : Isac Andre, Pălacean Vonia și Dorgo Dănila în numele întregului sat.
- Conscripția din 15 august 1761 : Preoți uniti = 3 preoți,respectiv Achim, Sandu și Vasilia, familii unite= 2; familii neunite= 86. Conscripția finală din 1762: Preoți uniți= 3 ; Familii unite= 2 ; Preoți neuniți= zero (niciunul); Familii neunite= 86.
- Conscripția din 1765 : Familii unite = zero (niciuna);
- Conscripția din 1767: Familii unite = 15 (65 persoane); Familii neunite= toate celelalte ramase din sat [circa 70 - 80 familii ] . Troiță din Aruncuta - simbol al vieții spirituale

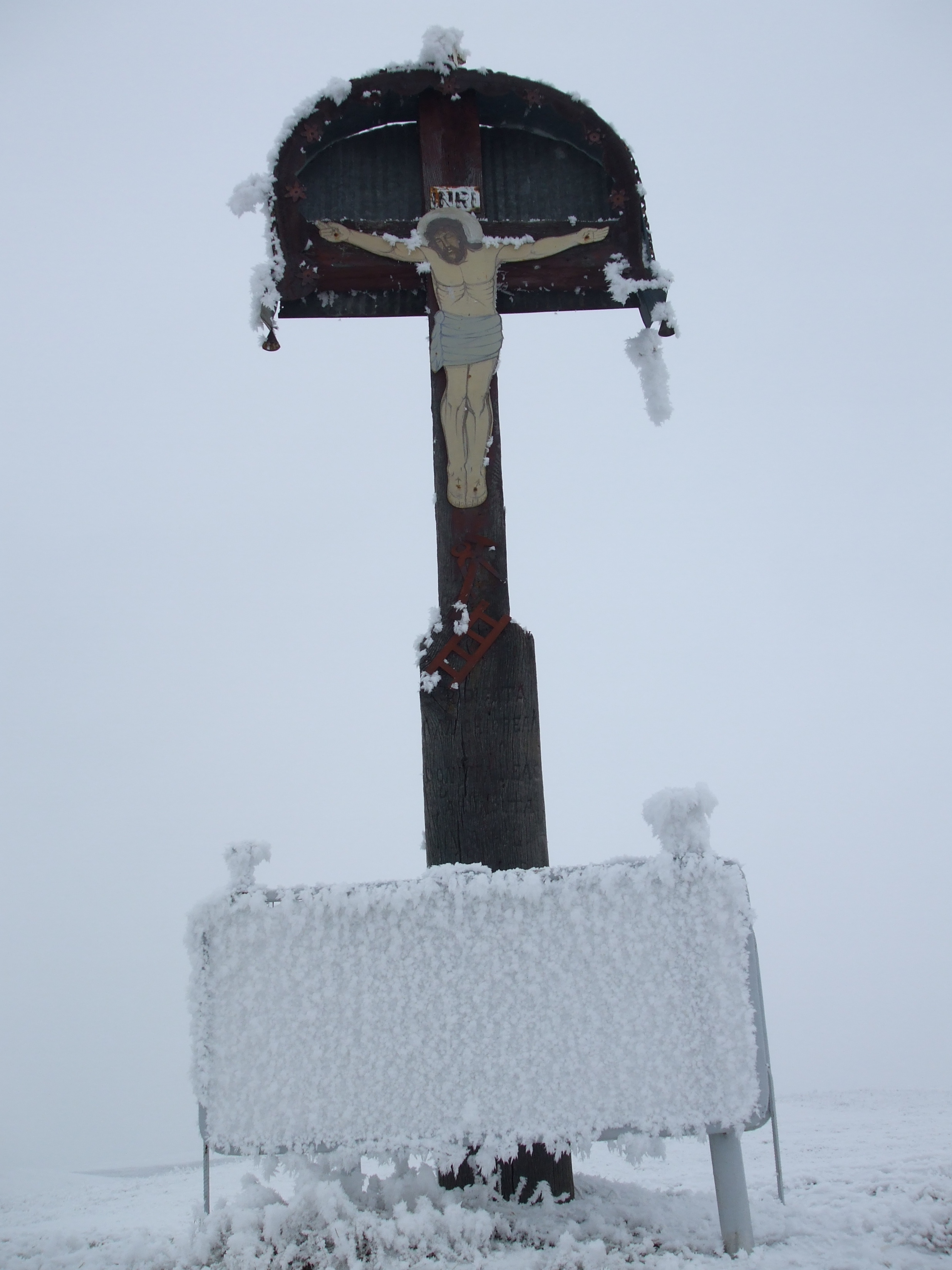
Troiță din Aruncuta - simbol al vieții spirituale

In legatura cu preotii din Aruncuta , in anul 1733 este menționat preotul Chirilă, iar în anul 1755 și 1761 sunt menționați (ca preoți) Achim, Vasili și Sanduli. Despre Achim și Vasili știm ca erau iobagi și aveau mulți copii, astfel Achim avea doi baieți și două fete căsatorite ce trăiau separat, doar un băiat se afla în grija tatălui. Despre Vasili se cunoaște ca avea 10 copii, 5 băieți și 5 fete, din care 2 fete căsătorite care trăiau separat,însă ceilalți 8 copii locuiau împreuna cu tatăl. Despre Sandu știm că și acesta era iobag, avea în grija lui 3 baieți și o fată, toți necăsătoriți și era bigam . Legat de situația materiala a preotului Vasile  acesta avea patru case parohiale și pământ arabil de 36 de câble , respectiv fînaț de 10 care , situație deosebit de bună pentru acele vremuri. Acesta, în iulie 1761, când satul Aruncuta a fost vizitat de protopopul unit era încă nehotărât în a trece la uniți, în condițiile în care ceilalți doi preoți, Achim și Sandu, trecusera deja la uniți alături de familia Pașca Urs, iar în biserică oficia în continuare un preot "schismatic". Și în Aruncuta, ca de altfel în toată Transilvania, au avut loc dispute pe tema schimbărilor confesionale începute și promovate de Imperiul habsburgic încă din anul 1698. În această dispută preoții și enoriașii ortodocși au fost apărători înversunați ai tradiției și oponenți în fața oricaror înnoiri, astfel se consemnează că în ianuarie 1761 ortodocși din Aruncuta preluaseră biserica, iar în 3 martie a aceluiași an i-au alungat din casele parohiale pe preoții uniți {Achim și Sandu}, care însă au revenit la casele parohiale dupa numai o saptămână. Starea de incertitudine continuă pînă în 1767 chiar dacă în 1763 însuși episcopul Petru Pavel Aaron (1709-1764), episcop al Bisericii Unite cu Roma între anii 1752-1764 și fost secretar personal al episcopului Inocențiu Micu-Klein, a vizitat satul Aruncuta  cu scopul vădit de a convinge sătenii de avantajele schimbării. Să nu uităm ca acesta deja înființase în 1754, la Blaj, primul seminar și liceu românesc din Transilvania. Recensământul confesional ulterior din Aruncuta, conform Conscripției din 1765 și 1767, scoate în evidență că vizita celebrului episcop greco- catolic Petru Pavel Aaron, nu și-a atins scopul datorită condițiilor sociale existente la acea vreme în sat,concretizate prin conservatorism, săracie (iobagii reprezentau circa 40% din numărul de familii, adică 36 de familii din totalul celor 88 existente) și analfabetism generalizat. 

### Învățământul confesional
| Școala din Aruncuta | Școala din Aruncuta | Școala din Aruncuta |
| ------------------- | ------------------- | ------------------- |
| An                  | Elevi               | Dascăl              |
| 1801                | N/A                 | Ioan Pascu          |
| 1864                | 30                  | George Roman        |
| 1871                | 54                  | George Roman        |
| 1876                | 56                  | George Roman        |
| 1880                | 41                  | George Roman        |
| 1886                | 52                  | George Roman        |
| 1890                | 66                  | George Roman        |
| 1900                | 57                  | Romul Giurgiu       |
| 1906                | 67                  | Romul Giurgiu       |
| 1911                | 94                  | Romul Giurgiu       |

Primele informații privind existența unei școli românești în Aruncuta datează din anul 1801, când arhivele bisericești prezintă conflictul apărut între învățătorul Pascu Ioan și preotul Alexandru Iuri, învățătorul fiind susținut de rudele din sat. De altfel Alexandru Iuri a fost refuzat ca preot de către săteni înca de la numirea acestuia ,stârnind mânia episcopului greco-catolic Ioan Bob, care le-a reproșat acestora lipsa spiritului creștinesc, prin respingerea unui preot învățat, la doar câte-va zile dupa sărbătorirea Nașterii Mântuitorului și inobediența ,adica lipsa de supunere a enoriașilor fața de biserică . În 21 iunie 1864 prin semnătura lui Bojan Scridon, jude și supr. curator { 1811 - 1907 }, a lui Iosif Gherman, parohul locului, respectiv a trei săteni și opt curatori, care -în numele comunei Aruncuta - cer protopopului să desemeneze ca învățător pe George Roman din Aruncuta, cerere aprobată și comunicată sătenilor în 7 octombrie 1864. În cererea înaintată se menționează și numărul de elevi care așteaptă răspunsul, respectiv "până la 30 băieți". În perioada următoare, pe baza datelor din arhiva Parohiei, preotul Grigore Cristurean prezintă evoluția elevilor și numele dascălilor la Școala confesională românească din Aruncuta.
Din situația prezentată mai sus rezultă că învățământul românesc din Aruncuta a existat cel puțin din anul 1801, numărul de elevi reprezentând circa 10% din populația satului, lucru remarcabil pentru acea vreme. Menționăm că părinții asigurau întreținerea școlii, lemnele de foc necesare, materialul școlar cât și plata dascălului. Controlul activității școlare și evaluarea dascălului era de competența preotului. Secretul formării a numeroși intelectuali din Aruncuta, de-a lungul vremii, se explică prin cifrele prezentate mai sus și prin faptul că satul și-a format proprii intelectuali înainte de 1801, din copii născuți în sat, și care, ulterior, au tratat cu deosebită seriozitate onoarea încredințată de comunitate. Numărul mare de elevi arată că românii din Aruncuta aveau o situație materială bună pentru acea vreme, dovada fiind numărul mare de copii cuprinși în programa școlară de studiu, specifică bisericii greco-catolice din acea vreme. După colectivizarea forțată din 1960 și exodul masiv al tinerilor spre Cluj -Napoca și Turda natalitatea a devenit nesemnificativă, astfel că în anul 1984 se desființează clasele V-VIII - urmare a numărului mic de elevi, iar în 15 sept.2010 gradinița și clasele I-IV - urmare a numărului redus de copii și a restructurării invatamintului românesc, generat de puternica criză financiara a statului român .

## Familii nobiliare
În Aruncuta, pe Dealul Criptei, există un cimitir nobiliar în care sunt înmormântați, în trei cripte dinstincte, dar și în mormânte individuale, membri ai celebrelor familii nobiliare Haller de Hallerco , Wesselenyi de Hadad  și Korniș de Goncz - Ruszka . (fiecare familie a deținut postul de Guvernator al Transilvaniei de câte două ori, în perioada 1710 - 1840), la care se adaugă familia nobiliară Karacsay de Valje - Szaka, care a deținut funcții importante în administrația comitatului Cluj în prima jumătate a secolului XIX-lea.

## Colectivizarea forțată din 1961
Colectivizarea în Aruncuta a început în 1958 prin înființarea unei 'Tovărășii" de tip sovietic și finalizată în martie 1961.

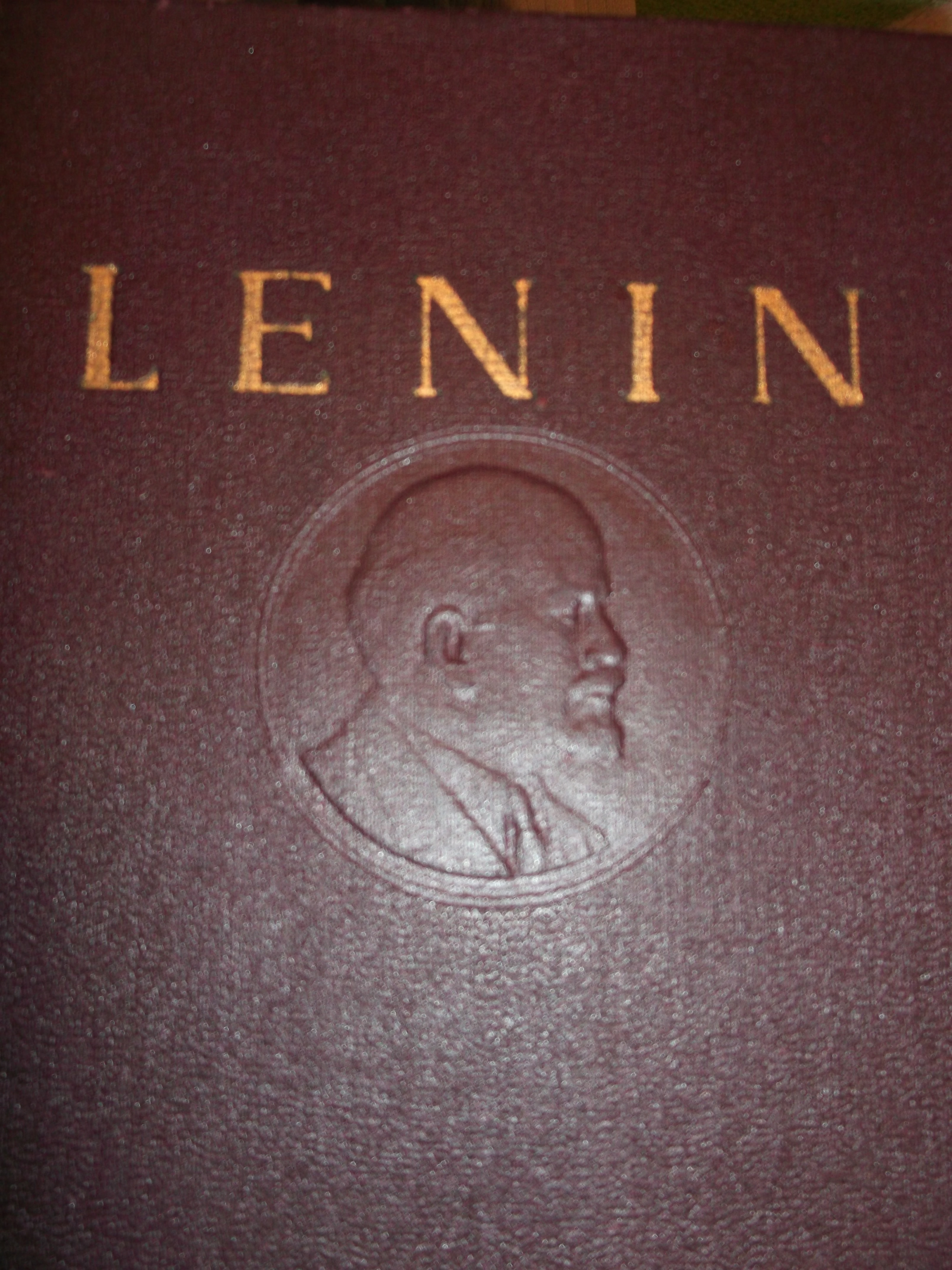
Coperta "Opere",V.I.Lenin, vol.30, Ed.de stat Buc.,1956

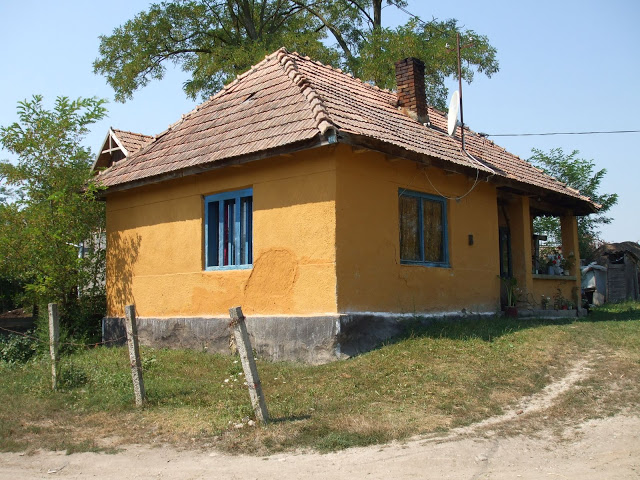
Sediul Cooperativei agricole de producție, martie 1961, imobil naționalizat

Originile "Tovărășiei" se regăsesc în " Cuvântarea rostită de Vladimir Ilici Lenin { Ulianov } la prima consfătuire pe întreaga Rusie în legătură cu munca de partid la țară,din 19 noiembrie 1919 " ,publicată în ziarul Pravda, nr.259, din 19 noiembrie 1919 și cuprinsă în Volumul 30 al Operelor lui Lenin, Editura de stat pentru literatura politică, București ,1956 ,pag.128-135 .Tovărășia - ca formă de organizare a muncii la țară este privită de Lenin ca o necesitate din cauza înapoierii economice specifică Rusiei acelor vremuri, cauzate și de urmările primului război mondial, respectiv a blocadei economice la care a fost supusă Rusia în primii ani de socialism. Acesta menționează că " a aproviziona cu o cantitate îndestulătoare de mijloace de producție pe fiecare țăran cu gospodarie mică este un lucru imposibil și extrem de nerațional întrucît aceasta ar insemna o extraordinară dispersare { de resurse și energie }". Soluția vazută de Lenin este "lucrul în comun,în artel,în tovărășie". Acesta combate gospodaria individuală apreciind că " cu mica gospodarie nu putem scăpa de mizerie ".Lenin privește sistemul de colectare a produselor prin cote ca o " justă politica de aprovizionare " a muncitorilor și de întărire a relațiilor între clasa muncitoare și țărănime. Aceste idei ale lui Lenin vor fi folosite de comuniștii români în diversele etape ale colectivizării agriculturii și pentru "justa politică de aprovizionare ", prin preluarea cu forța și/sau la prețuri derizorii a pretinselor surplusuri de produse agricole, inițial de la gospodarii individuale, ulterior și de la CAP - uri.

### Tovărășia din Aruncuta[73]

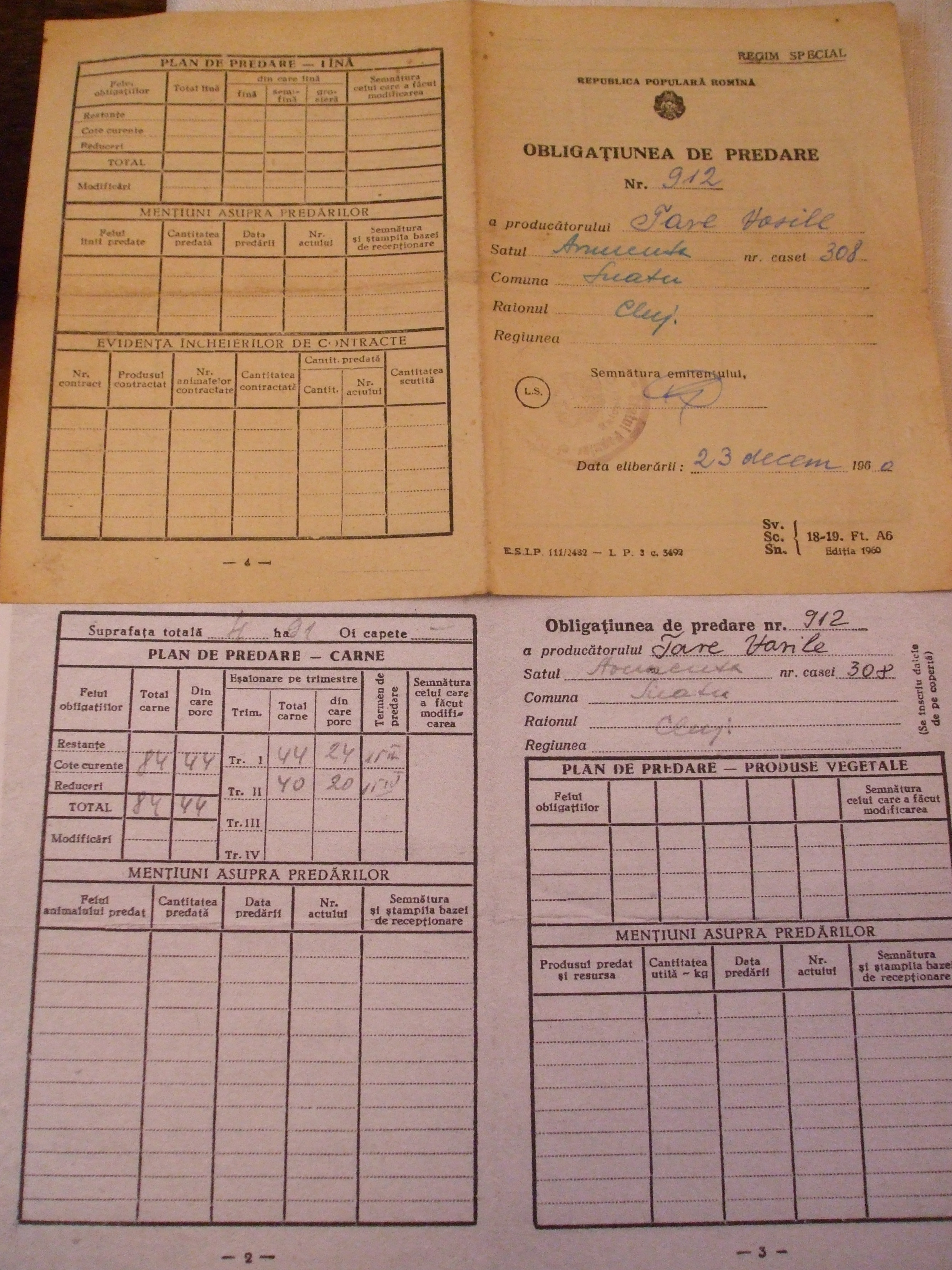
Formularul cu așa numitele cote de lapte, carne, lînă etc., obligatorii în perioada " Tovărășiei" {față-verso}

.În jurul anului 1952, odată cu reântoarcerea în sat a prizonierilor de război din Rusia activiștii partidului muncitoresc român [ulterior devine partid comunist] au căutat oportuniști dispuși să înființeze "Tovarășie ", un fel de asociere fără personalitate juridică, în care părtile folosesc în comun mijloacele de productie, respectiv pământul, animalele, inventarul gospodaresc etc. 
Nu a fost greu să-i găsească ,astfel că în anul 1958 un număr de 6 familii înființează " Tovărașia din Aruncuta ", membrii acesteia fiind scutiți de "cote", impozite și taxe . " Cotele erau reținute direct ,de pe câmp și erau cazuri în care - după reținerea cotelor - abia dacă mai ramânea grâu sau porumb pentru sămânța " povestește M.T de 88 de ani.
Fiindcă cei înscriși în Tovărășie au avut pământ puțin, aceștia au intrat în proprietatea obștească a satului, respectiv în pășunea satului din Contenit și au arat circa 20 hectare { din totalul de 110 hectare }, în partea de est, tarlau 53, parcela A -3039 {vezi harta topografică } mărindu - și astfel " capitalul ". De asemenea, au început să taie brazii din cimitirul nobiliar pentru un sediu pe care nu l-au mai construit niciodată . Chiar daca " Tovarașia " nu a avut succesul sontat { chiar și prin facilitățile fiscale acordate de stat }, totuși aceasta a constituit un element de presiune continuă asupra țăranilor, în final fiind nevoiți să intre în Gospodaria Agricola Colectivă, înființată în martie 1961. 

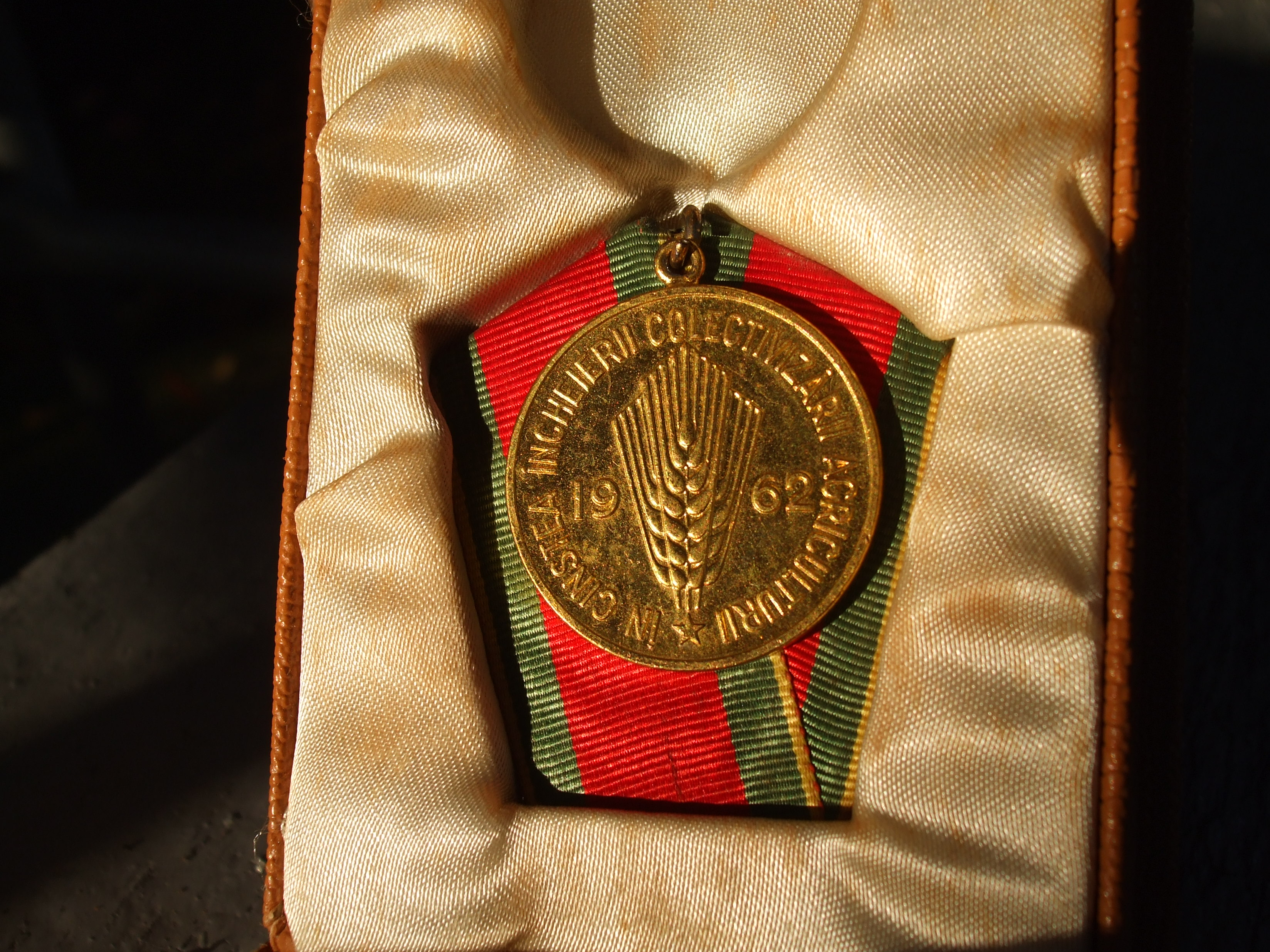
Medalie primită de președintele "colhozului" din Aruncuta ,în 1962, cu ocazia încheierii colectivizării

În primăvara anului 1961 "Tovărășia " se transformă în Cooperativă { Gospodaria } Agricolă de Producție, conducerea acesteia preluând practic și destinele sătenilor.Imediat după colectivizare, în perioada 1961 - 1962, se introduce curentul electric în sat, respectiv un fir de telefon la sediul Cooperativei agricole de productie și un aparat de proiecție filme la căminul cultural din sat. In martie 1961 structura organizatorica cuprinde : 4 brigazi de câmp a cîte 100 brațe fiecare {400 persoane } și o brigadă zootehnică . CAP -ul din Aruncuta, la înfiintare { în martie 1961 } avea 24 atelaje { car ,grapă și plug } trase de boi și 10 atelaje trase de cai, respectiv 10 căruțe cu cîte 2 cai, la care se adaugă 350 vaci cu lapte și 100 capete tineret bovin, respectiv circa 350 ovine, 250 porci și 800 găini { baza materiala era specifica secolului al - XVIII -lea }. Pentru ca CAP -ul să aibă un start bun, acesta s-a înfiintat în primăvara anului 1961 prin preluarea terenurilor de la săteni {circa 1.800 hectare } arate și, în mare parte, semănate cu diverse culturi, inclusiv culturi furajere pentru șeptelul colhozului . La acestea se adaugă un tractor pe șenile și trei batoze pentru treierat griu . Zestrea slabă a inventarului gospodăresc adus cooperativei se explică prin înapoierea economică, dar și urmare a înstrăinării acestuia în toamna anului 1960 { o parte din țărani și-au vindut boii și întreg inventarul cu puțin înainte de înființarea cooperativei, la persoane din zonele montane }, cînd colectivizarea satului era iminentă. După circa 2 ani ,CAP -ul a fost dotat cu un autovehicol marca "Steag " . La infiintare, organigrama CAP-ului cuprinde urmatoarele posturi: Președinte, Vicepreședinte, 5 posturi brigadier { un post sector zootehnic și 4 posturi sector vegetal}, un magazioner, doi pontatori și 2 contabili, 400 brate muncă în sectorul vegetal și circa 100 în sectorul zootehnic.

### Organizarea muncii în colectiv și cointeresarea materială[74]

#### Etapa organizarii pe "echipe" în sectorul vegetal

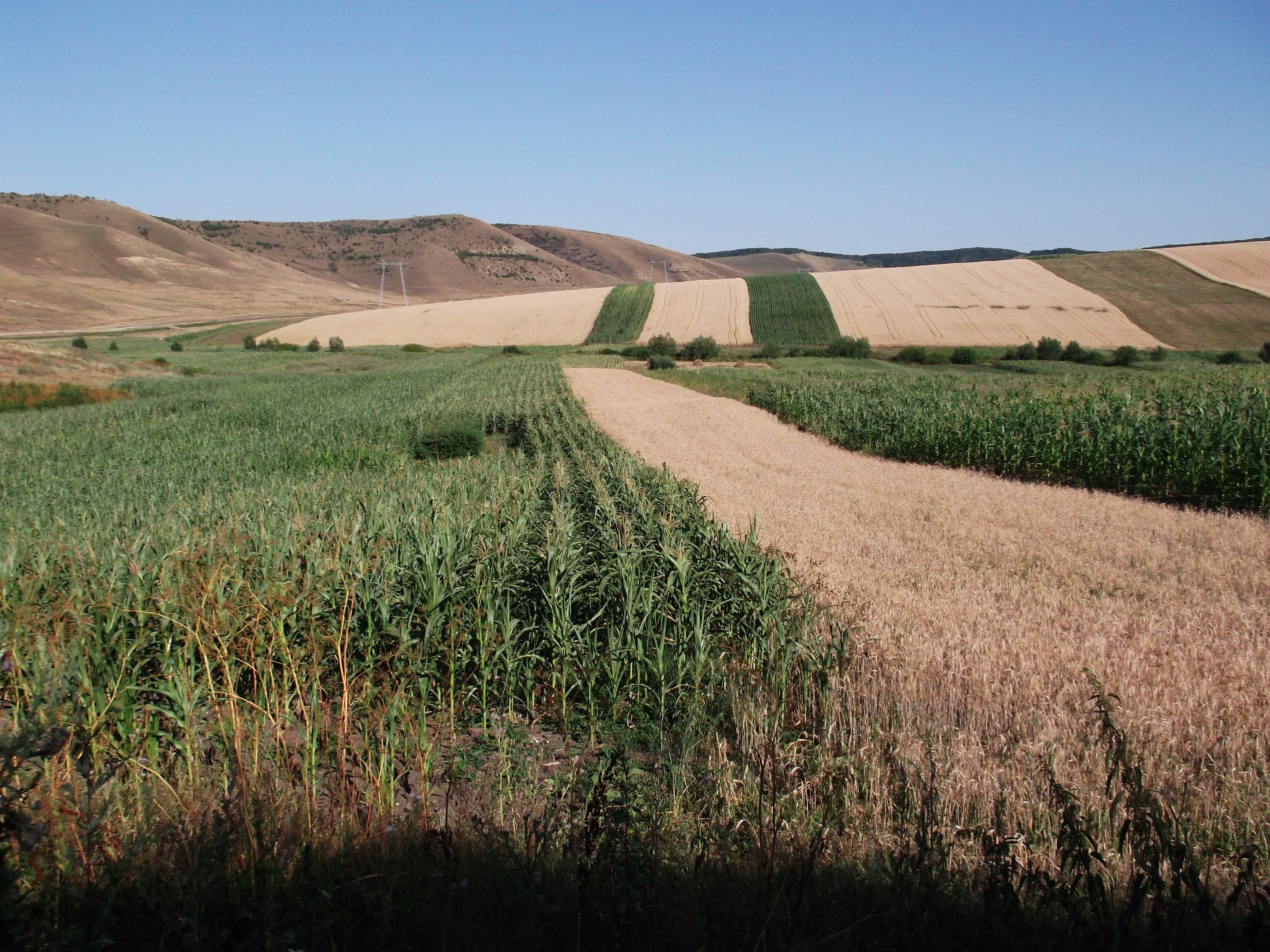
Aruncuta - culturi vegetale,Click (aici) pentru imagine interactivă.

Asa cum am menționat mai sus organizarea muncii apare dinstinct pe cele doua sectoare, vegetal și zootehnic. Dacă la zootehnie lucrurile erau clare, fiecare îngrijitor cunoscându - și locul de muncă și atribuțiile, în sectorul vegetal era mai greu . Cele 400 "brațe de muncă " erau organizate în 4 brigăzi, fiecare brigadă avînd două echpe a câte 50 persoane. În fiecare dimineață "șeful de echipă" și brigaderul se deplasau pe ulițe și îndemnau oamenii la muncă, precizînd locul unde trebuie să meargă și deseori notîndu-si cine pleacă din fiecare familie . Cele mai frecvente lucrări în comun erau prășitul și culescul porumbului, tăierea tulpinilor de porumb toamna { uneori se tăia noaptea, pe lună sau la lumina farurilor de tractor, fiindcă tulpina era mai umedă noaptea și se tăia mai ușor, fără să fie distruse tulpina și frunzele }, plivitul grâului, recoltarea acestuia prin cosire, legarea snopilor, adunarea în "clăi", transportul la " arie " și treieratul propriuzis cu Batoza.

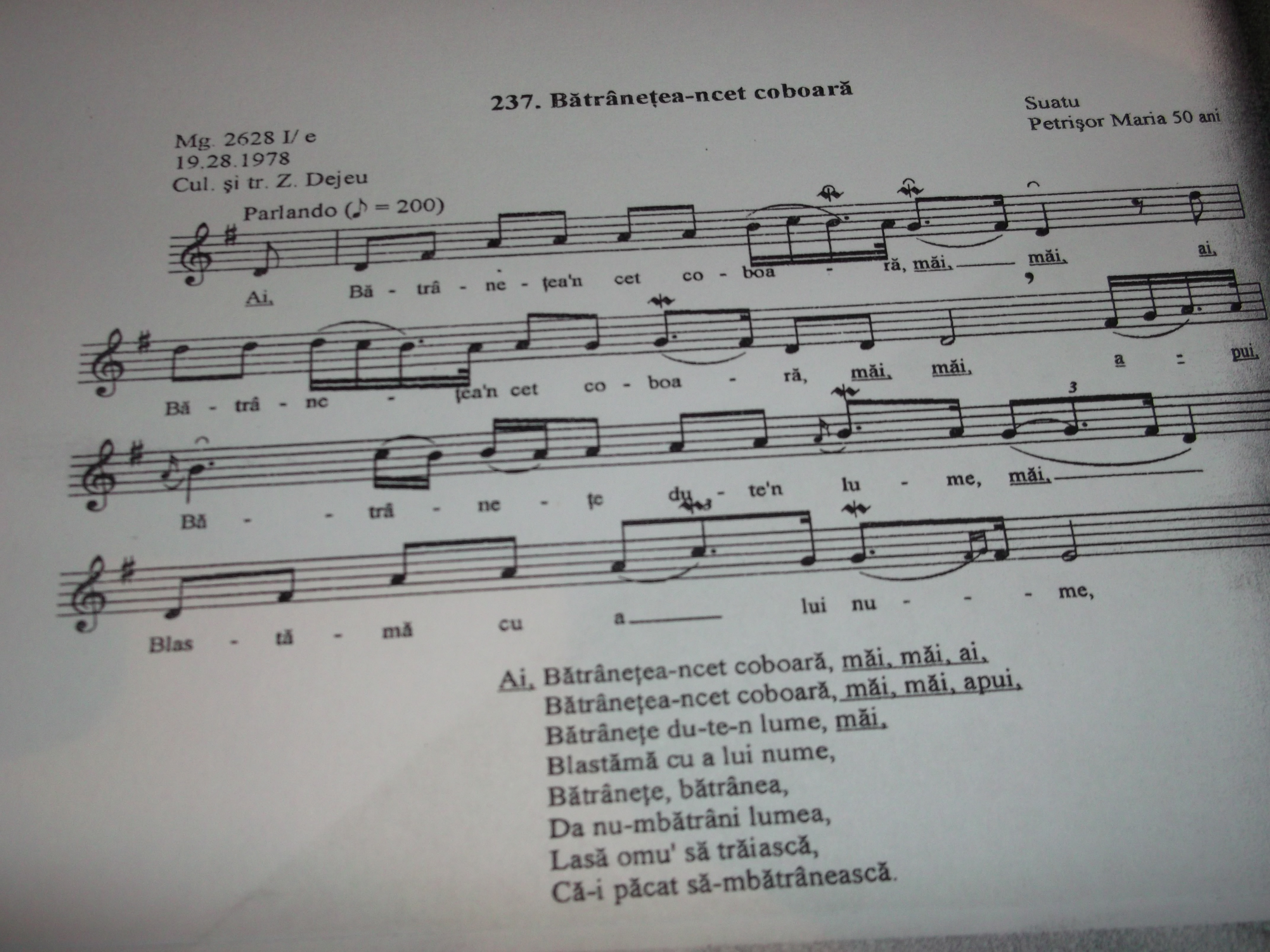
Cîntecul " Bătrânețea - ncet - coboară ", un cîntec vechi din Aruncuta

 Toamna, în nopțile cu lună, avea loc tăiatul tulpinilor de porumb cu echipa { "tulei"}, iar pentru a trece timpul mai ușor se cânta în grup diverse cîntece, amestecându - se glasuri de femei, bărbați și copii . Unul din cintece era "Batrînețea - ncet - coboară ", un cintec vechi din sat . La treierat se lucra " foc continuu " cum le plăcea să spună comuniștilor, adică zi și noapte, " calul de bătaie " fiind băieții și fetele tinere aflate în vacanța de vară . Aceștia, cu 7 clase, profesională sau liceu, erau chemați peste tot și unde era mai greu { pe stog, la alimentat Batoza cu snopi de grâu, la cărat sacii de grâu, la pleavă unde era un nor de praf continuu etc. Plata se făcea în " zile munca ", la sfîrșitul anului, " o zi muncă " reprezentând realizarea unei norme de producție a cărei valoare era cunoscută doar la finele anului, când se încheia anul agricol. La recoltarea grâului fiecare echipă vegetală era împărțită în subechipe, alcătuite din 9 oameni, respectiv 3 cosași, 3 secerătoare { femei care adunau grâul cu secera, dupa cosaș } și 3 legători {legau snopii de griu { în general femei sau elevi de circa 12 - 14 ani }. La sfârșitul anului, după ce se contabiliza producția totală pe fiecare cultură, se achita cu prioritate obligațiile contractuale fața de stat, apoi plata la SMA pentru prestațiile cu mașinile agricole { CAP - ul nu avea tractoare și combine în patrimoniu, acestea aparțineau statului prin Stațiunile de mecanizare a agriculturii { prescurtat SMA }, respectiv alte obligații { inclusiv semințele pentru culturile viitoare } se stabiea valoarea unei zilei - normă care era diferită mult între CAP -uri și era legată de productia realizată, dar și de raporturile cu SMA { care aveau tendința să obțină cît mai mult pentru prestațiile făcute, unele de mîntuială }. Întrucit produsele obținute după un an de muncă se limitau la 2-3 saci de cartofi, 180 kg.de grâu și 300 kg porumb știuleți, majoritatea tăranilor încercau să-și fure din propria muncă. Astfel, uneori, la sfârșitul zilei, traista goală era umplută cu cartofi, stiuleți de porumb, grâu, sfeclă de zahăr etc., cu acceptarea tacită a conducerii CAP-ului . În sat se cunosc câte - va cazuri în care aceste mici " completări de venituri" { să nu le zicem furturi fiindcă țăranul ,conform Statut, era coproprietar al tuturor bunurilor CAP - ului } au făcut obiectul unor dosare penale, mai ales în perioada 1980 - 1989. Această metodă de organizare a muncii,în echipă și subechipă, a dispărut odată cu apariția combinelor de cereale autopropulsate produse la "Semănătoarea " Bucuresti. Apariția combinelor autopropulsate a dus la dispariția cosașilor, a secerătorilor și legătorilor. De asemenea s-a înlăturat transportul din câmp a clăilor de grâu și au dispărut din peisajul sătesc " Ariile "- adică locurile de treierat cu Batoza { și de colectare a cotelor }.

#### Etapa lucrului individual, pe culturi și parcele[76]
După apariția combinelor s-a trecut la reorganizarea muncii în sectorul vegetal, renunțându-se la lucrul în echipe și trecându-se la sarcini individuale, în care fiecare lucrător, primavara - dupa semănat, lua în primire suprafața stabilită fiecărei familii { dupa numărul brațelor de muncă }. Normele de producție și evidența zilelor de muncă au dispărut, plata colectiviștilor facându-se în cote procentuale din producția realizată. Toamna, în tarla exista cântar și, în prezența funcționarilor CAP-ului { magazioner, brigadier etc. } se cântărea producția { aceasta se corecta cu un procent de umiditate discutabil } și se achita direct cota procentuală ,care avea limite între 10 și 20 %, funcție de cultură . Pentru cartofi procentul avea limita minimă, respectiv 10%, în timp ce porumbul se încadra în cota maximă de 20% . Pentru sfecla de zahăr se primea o cotă de zahar, functie de productia livrată. Referitor la grâu acesta reprezenta o cantitate fixa, de circa 180 kg./ fiecare membru CAP, cantitate stabilită după așa zisele norme știintifice de alimentare a populației. În general primeau de lucru { "porție " } chiar și navetiștii de la oraș, aceștia având probleme fiindcă nu reușeau să efectueze lucrările la timp. Dacă înainte tarlaua semănată avea uniformitate și continuitate, începind cu anii 70 apar petice prășite la timp, iar altele pline cu buruieni și rapiță înflorită în galben fiindcă nu erau prășite,sau prășite cu întârziere și de mîntuială . Conducerea CAP-ului privea neputincioasă și nu știa ce să facă . Uneori trimiteau scrisori de informare la locurile de muncă ale " puturoșilor", însă fără rezultat . Prin divizarea muncii, pe parcele și pe fiecare lucrător în parte, s-a pierdut controlul asupra calității și implicit asupra productivității muncii, iar cointeresarea materială slabă a descurajat orice inițiativă organizatorică și muncă de calitate în acest domeniu.

#### Activitatea din zootehnie și cultura viței de vie[77]

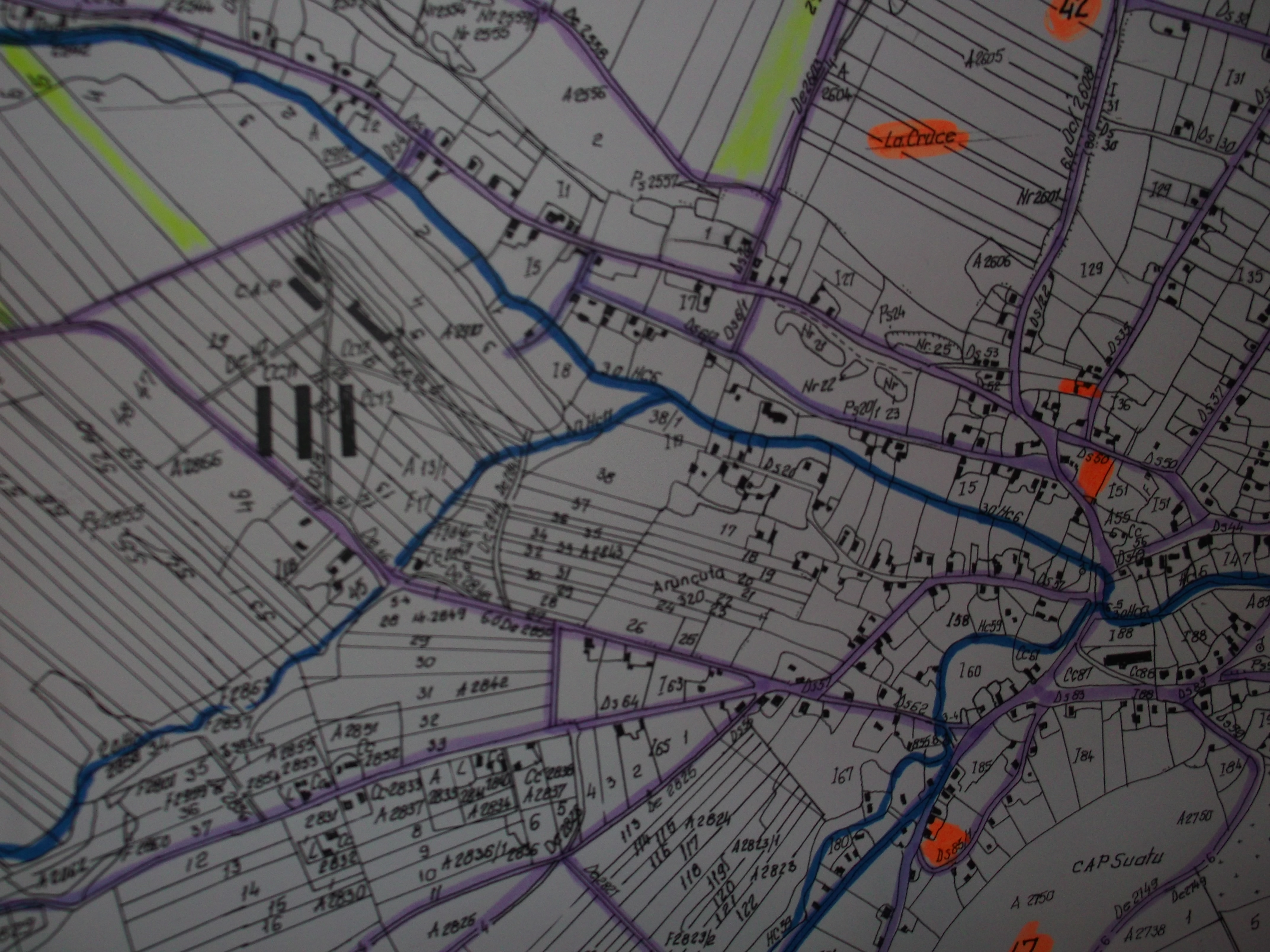
Schița de amplasament a CAP Aruncuta - sectorul zootehnic

Imediat după înființare - pe un teren destinat activității zootehnice de circa 12 hectare, în anul 1961, proaspeții colectiviști au construit din piatră, în partea de vest a satului, pe un teren înclinat și în apropierea unei surse de apă pentru animale, trei grajduri mari pentru bovine și cabaline, respectiv două corpuri de clădire din piatră pentru porcine și păsari, la care se adaugă o amenanjare provizorie { saivan } pentru turmele de ovine conform schiței alăturate [ construcțiile apar în partea stînga a schiței, sub forma unor dreptunghiuri negre, mărginite de cele două pâraie la nord și est ]. Suprafața construită a fiecarui grajd de bovine era de circa 900 mp., avînd urmatoarele caracteristici : lungimea = 75 m., lățimea = 12,0 m. Fiecare grajd era împărțit astfel : animalele erau așezate pe două rînduri, în partea de est și vest a grajdului, iar la mijloc era un culoar de trecere a căruțelor pentru furajare și curățarea de bălegar a grajurilor, avînd lățimea de circa 4 m. În vara anului 1962 "colhoznicii" au construit exact în centrul satului, din piatră { exploatată manual în cele 3 cariere din sat }, o magazie pentru uscat și depozitat cereale de circa 500 mp.,- care există și în prezent - la următoarele dimensiuni: lungime = 55 m, lătime = 10m. Lucrarea a fost executată de săteani, " meșterul " fiind un " colhoznic " care a învătat zidăria în perioada prizonieratului de 7 ani la ruși. După 1980 în cele trei grajduri a fost introdusă apa potabilă " la iesle ", în baza unei investiții realizată la izvorul Ciurgău - Cremeniș, situat în partea de vest a grajdurilor la o distanță de 1,5 km. Apa a fost adusă prin cădere, diferența de nivel fiind de circa 21 m. În primavara anului 1992 un " binevoitor " a întrerupt sistemul de alimentare și distribuție a bazinului de la izvor, prin tăierea țevilor de alimentare și distribuție. În prezent investiția realizată de CAP -iști { bazinul de alimentare cu apă } este folosită de o pescărie privată, înființată în toamna anului 2011 la circa 200 m. sud - est de izvor. La începutul colectivizării din 1961 s-au început și lucrările de amenanjare a unei culturi de viță de vie, în partea de sud - est a satului, în zona numită " Dealul Lutului ", pe o suprafața de circa 50 hectare de viță nobilă, în baza unui credit de la Banca Agricole . În timpul operațiilor de terasare săteanul Șimon Dănilă a găsit, într-o cană de cositor, un important tezaur monetar aflat în prezent la Muzeul din Gherla. Tezaurul a fost îngropat în jurul anului 1706 - 1710, la o adâncime de circa 40 cm. de la sol { " la al doilea rînd de hârleț " cum a declarat acesta în fața organelor de miliție }. Tot prin creditare - pe dealul care desparte Aruncuta de satul Soporu de Câmpie numit " Dealul Soporului " - era prevăzut realizarea unei plantații pomicole, de circa 60 hectare, în colaborare cu CAP Soporu de Câmpie, lucrare care nu s-a mai realizat .

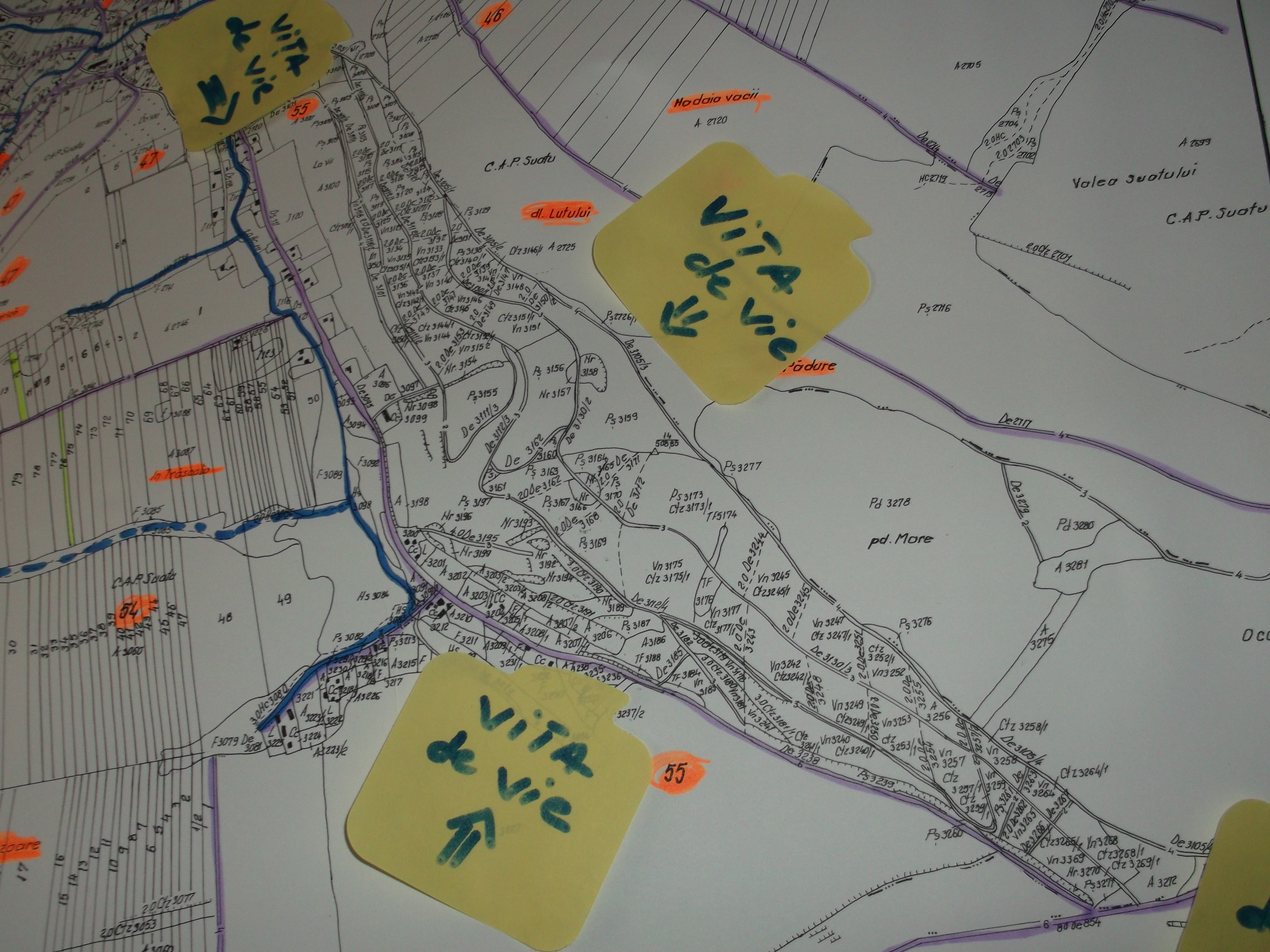
Schița cu amplasamentul viței de vie de pe "Dealul Lutului "

Activitatea viticolă la început a fost foarte bine organizată, existând o brigadă specializată, CAP - ul avind beciuri pentru păstrarea vinului chiar la baza dealului cultivat { așa cum este schițat, având numarul cadastral, Cc - clădire construită, nr. topo 3098 și 3098 }, iar vinul era păstrat în butoaie de lemn cu o capacitate cuprinsă între 200 - 1000 litri. În anul 1975 brigada de specialitate se desființează, iar vița de vie parcelată și distribuită fiecărui cooperator " pentru lucrul în parte " . Noua soluție organizatorică a rezistat pînă la începutul anilor 80, după care această cultură n-a mai prezentat interes pentru conducerea colhozului și a fost lăsată în paragină, ulterior fiind distrusă de turmele de animale lăsate să pască în voie .
Sistemul de prelucrare a materiilor prime de origine animală a CAP -ului, în speță laptele, acesta parcurge un circuit integrat și eficient pentru acea perioadă, în sensul că laptele de vacă era prelucrat și transformat în smântână, CAP -ul avind în dotare aparatură specifică ,iar cel de ovine era prelucrat în telemea direct de către ciobani .

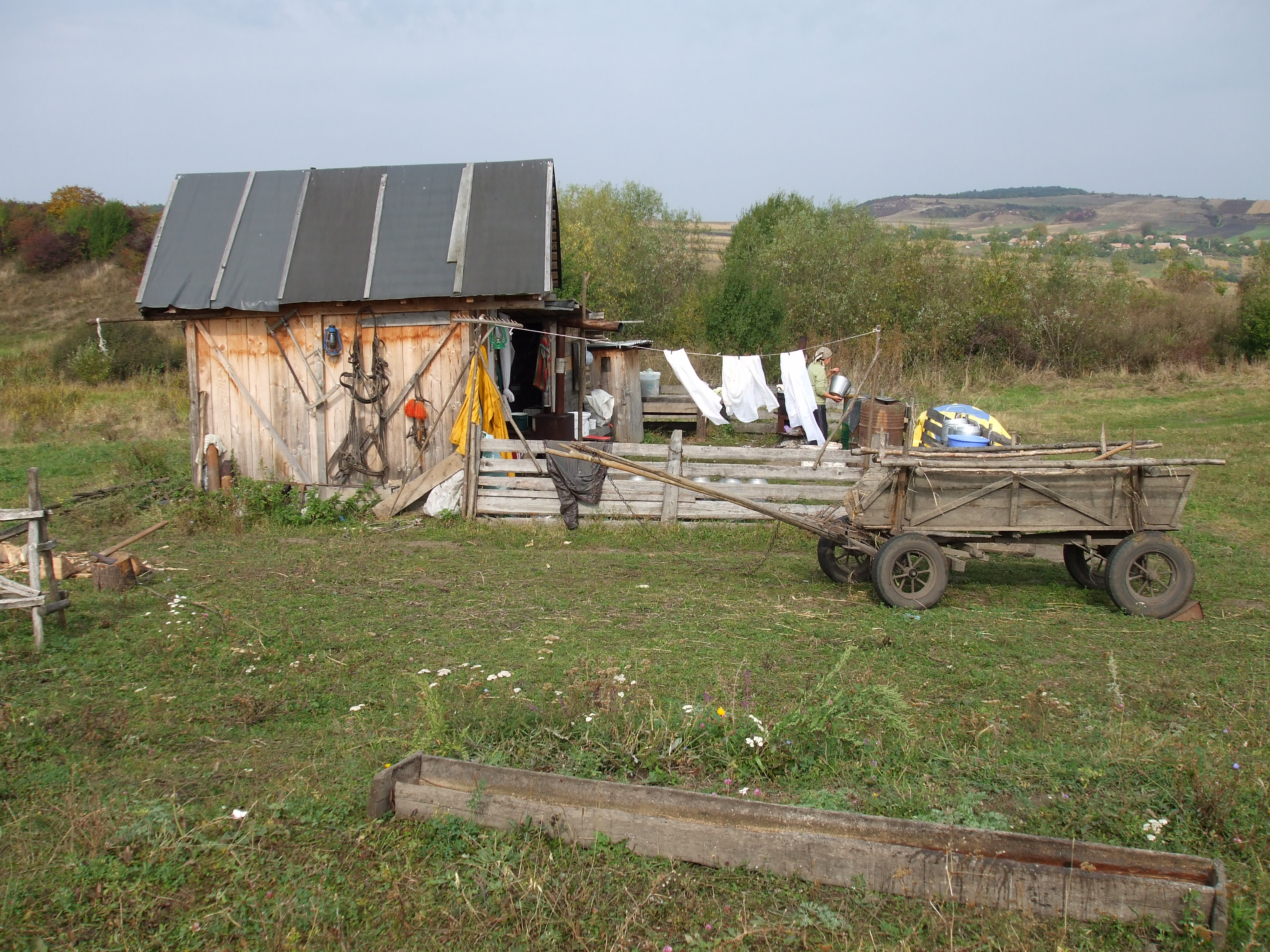
Stâna de oi, folosită de CAP-iști pentru "fabricat telemea sărată "

La stâna din afara satului, aflată pe pășune, cei trei ciobani preparau telemea din laptele obținut, pe care o păstrau câte-va zile în apa sărată { saramura era preparată și verificată cu ajutorul unui ou de găină. Dacă acesta plutea deasupra apei înseamna ca apa era suficient de sărată pentru a se păstra telemeaua }, dupa care era ambalata în butoaie de lemn de circa 50 kg si livrata spre vinzare magazinelor de stat. Ciobanii aveau un Contract cu CAP -ul prin care trebuiau să livreze cîte 9 kg. telemea pentru fiecare ovină . Daca nu se încadrau în productia stabilită ,diferența era imputată celor 3 ciobani la pretul de livrare, respectiv 18 lei/kg. În general se încadrau în norma de producție și chiar obțineau venituri suplimentare prin valorificarea derivatelor din lapte { urdă, zer etc.}.

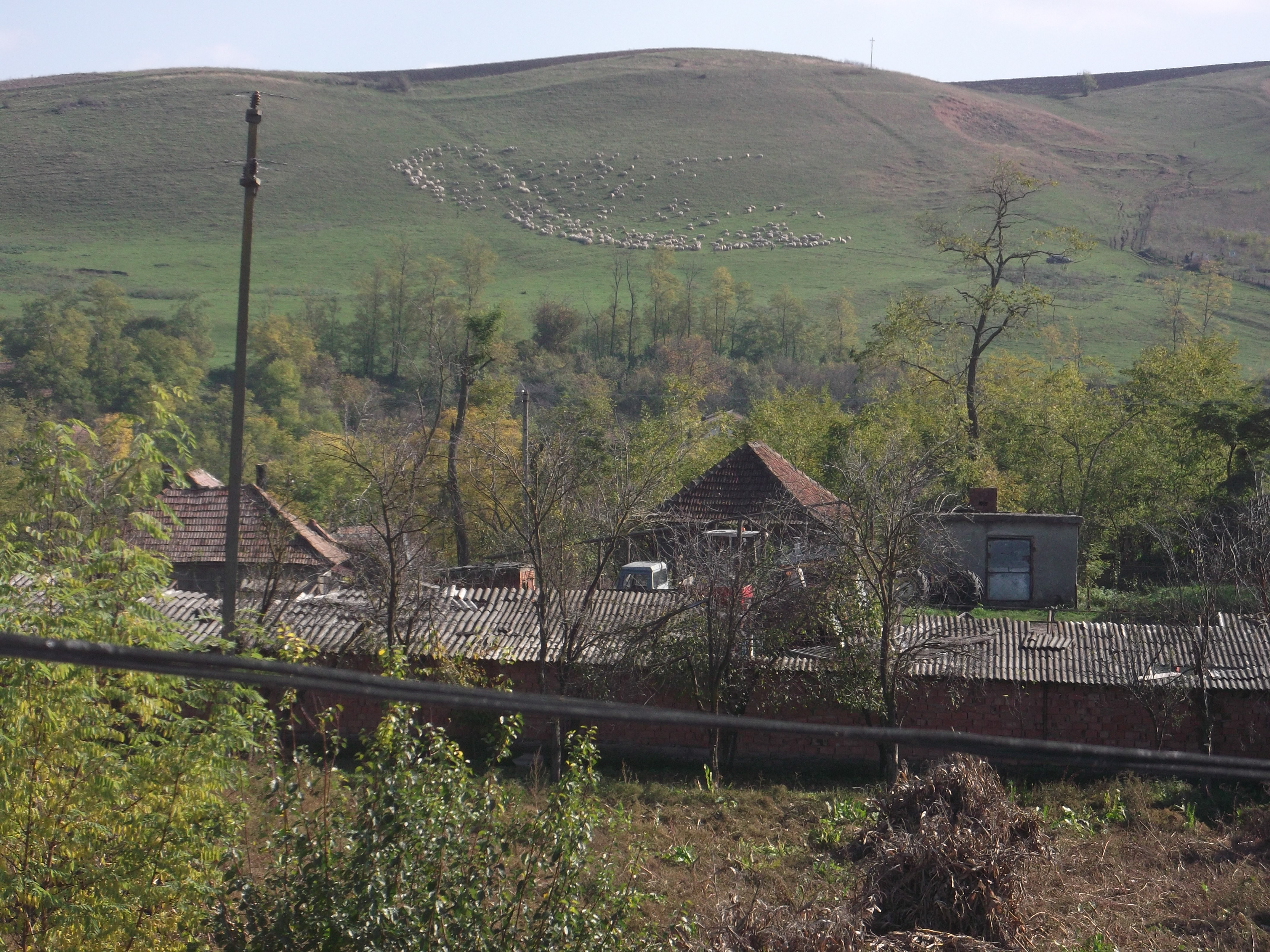
Pașunatul ovinelor

 După 1970 ,odată cu dezvoltarea transportului rutier, laptele obținut de colectiviști nu mai este prelucrat în sat ci transportat la o fabrică specializată din Cluj, însă prețul obținut era prea mic și nu contrabalansa cheltuielile. Producția zilnică de lapte era cuprinsă între 650 - 700 litri, la un efectiv mediu de 280 - 300 vaci cu lapte, ceea ce înseamnă o producție zilnică de circa 2, 5 litri pe cap de vacă furajată } datorita furajării necorespunzatoare, unei mortalități ridicate generate și de indiferența colectiviștilor fața de avutul comun. Deseori, în special primăvara, o parte din vacile cu lapte nu se mai puteau ridica la iesle din cauza lipsei de calciu, urmare unei furajări deficitare. Plata celor care lucrau în zootehnie era masurată în zile muncă ce echivala cu o norma de producție, astfel că un " colhoznic " realiza circa 365 - 400 zile normă / an la un program zilnic de lucru de 14 - 16 ore { practic pleca de acasă dimineața la ora 5 și se reîntorcea la prânz pentru a lua masa, dupa care pleca din nou la ora 16 și revenea acasă în jurul orei 21 }. Dupa 1980 sistemul de plată se modifică, personalul din zootehnie beneficiind lunar de o sumă fixă ,cuprinsă între 600 - 800 lei { circa 1/2 din salariul minim pe economie pentru acea vreme }, la care se adauga și anumite cantități de produse agricole { grâu ,porumb ,cartofi ,zahar etc. }, stabilite anual funcție de producția realizată și care asigurau minimum necesar subzistenței.

#### Statistici privind eficiența muncii în colectiv { 1961 - 1989 }[81]

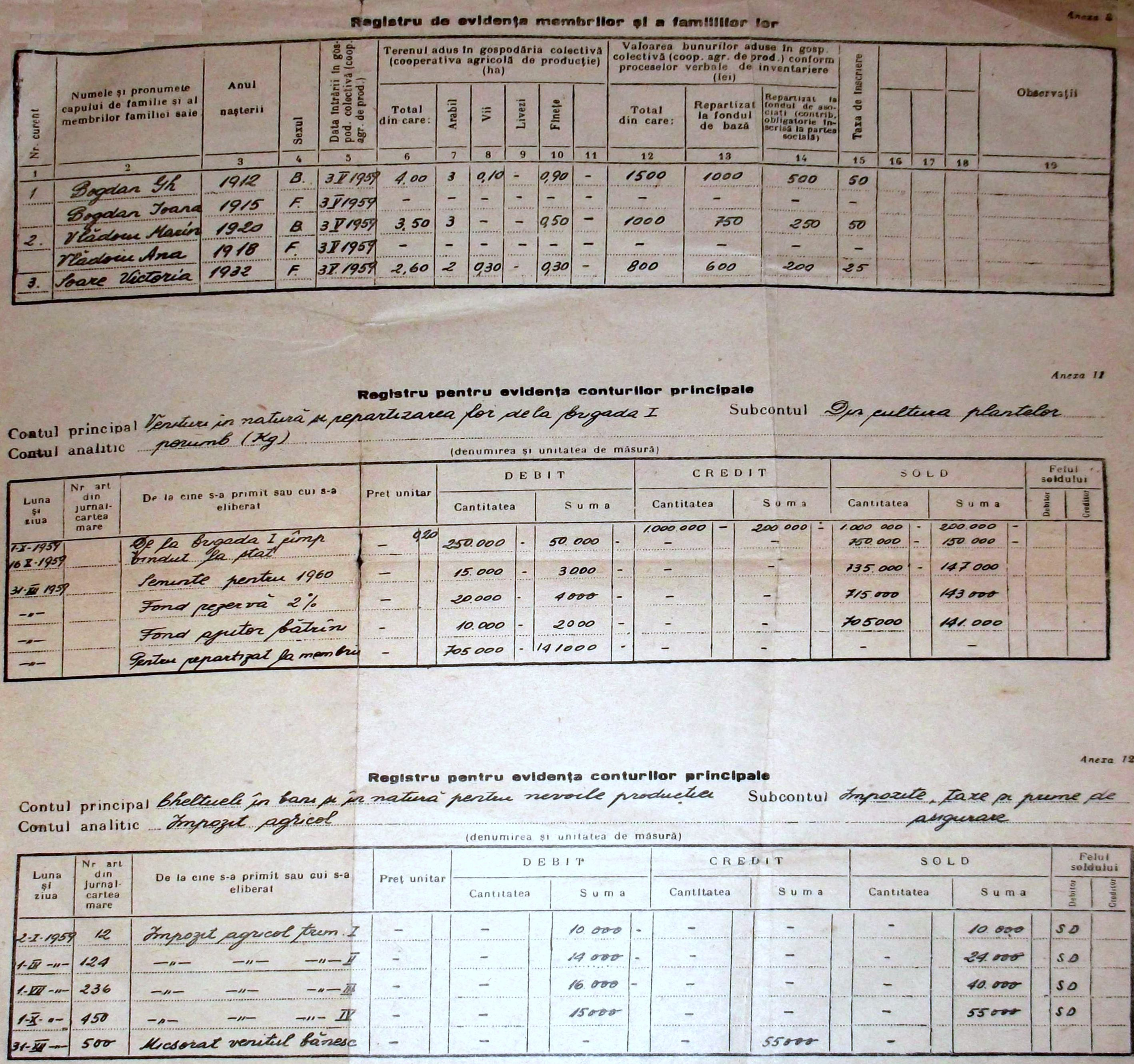
Aruncuta - Documente contabile privind urmărirea producției la cultura porumb în 1959, modul de repartizare și impozitare

Din fericire avem un document contabil din anul 1959, în care sunt prezentate realizările obținute de brigada I-a [ circa 100 persoane ] la cultura de porumb, precum și o parte din membrii cooperatori { 3 familii, soț și soție }. Conform acestui document producția realizată de întreaga Brigadă este de 1.000.000 kg { 1.000 tone } în valoare de 200.000 lei, la un preț unitar de 0,2 lei / kg. porumb. Este interesantă repartizarea producției din 1959 :
- 25 % din producția obținută este livrată la stat ;
- semințe pentru cultura anului viitor { 1960 } = 1,5 % din producția realizată;
- Fond de rezervă = 2% ;
- Fond ajutor batrîni = 1% ,
- Diferența de 70,5% din producție este repartizată membrilor cooperatori.

Impozitul pentru venitul realizat reprezintă 27,5 % din valoarea productiei realizată { 200.000 lei }. Modul de repartizare ne indică că întreaga muncă realizată a fost manuală. Ponderea mare a producției destinată membrilor cooperatori dovedește interesul partidului de a demonstra avantajele colectivizării raportat la proprietatea privată. După 1962, cînd se încheie procesul de colectivizare, procentele se inversează, respectiv membrii cooperatori primesc 10 - 20 % din productia realizată, iar statul peste 70 % din producția realizată. Este perioada în care ,datorită slabei cointeresări materiale, începe migrația sătenilor la munca industrială din orașe, inițial în construcții { la celebrele TLCL -uri, îmbarcați în camioane cu prelată și bancuțe improvizate }, apoi și în industrie . 
Despre eficiența muncii în colectiv se cunosc puține date reale, statisticile vremii raportînd producții fictive cu scopul de a nu deranja linia vădit greșită a politicii partidului în domeniul agricol. În toamna anului 1989, într-un reportaj destinat activitatilor agricole, televiziunea nationala prezenta producțiile bune ale anului agricol, menționind recolte record la cultura cartofului în judetul Cluj, satul Aruncuta . În realitate recoltatul cartofului încă nu începuse { " ma uitam la televizor și- am ramas perplex fiindca eu participam în fiecare an ,alături de mama, la " scosul cartofului " - povestește G.T din Cluj " }. Aceste " productii record ", folosite de propaganda de partid, aveau la bază simple estimări ale funcționarilor de la Direcția Agricolă și comunicate conducerii județene a Partidului Comunist, care însa raporta mai departe ca fiind realizări efective.

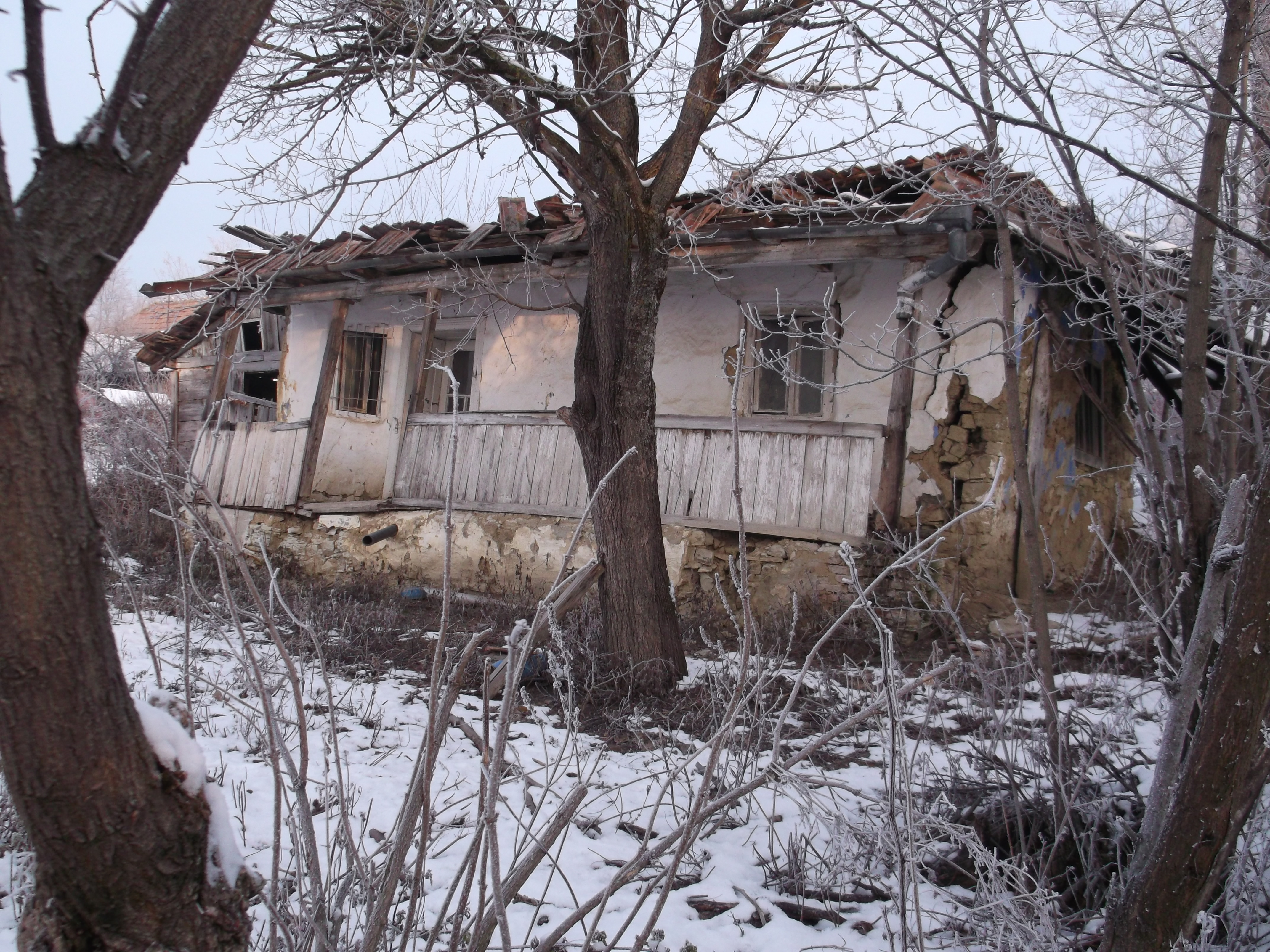
Sărăcia sătenilor s-a accentuat după 1990 și îmbracă diverse forme

Producția medie zilnica de lapte / cap de vaca furajată era de circa 2,5 - 3 litri ,în condițiile în care costurile de productie erau acoperite doar cu o productie medie de 7 -8 litri / cap de vacă furajată . La grîu, combinele autopropulsate C - 12 si C - 14 realizate de Semănătoarea București avea pierderi la recoltare între 20 - 25 % astfel ca producția reală era între 1.500 – 2500 kg / hectar, în condițiile în care producția minimă pentru recuperarea cheltuielilor impunea producții între 3500 – 4000 kg / hectar . Pentru continuarea activității CAP - urile beneficiau de credite, a căror grad de îndatorare creștea de la an la an, obligind partidul să anuleze aceste datorii . Ultima anulare a datoriilor a fost realizată în anul 1988, însăși Nicolae Ceusescu, exasperat de situație, afirmînd că este ultima dată cind le mai iartă { " colhoznicilor " } datoriile. După evenimentele din 1989 creditele aflate în sold au fost preluate de Banca Agricolă, care ulterior și-a constituit provizioane, șansele de recuperare fiind practic zero odată cu apariția Legii 18 / 1991 privind reconstitirea dreptului de proprietate asupra terenurilor.

#### Protecția socială a colectiviștilor

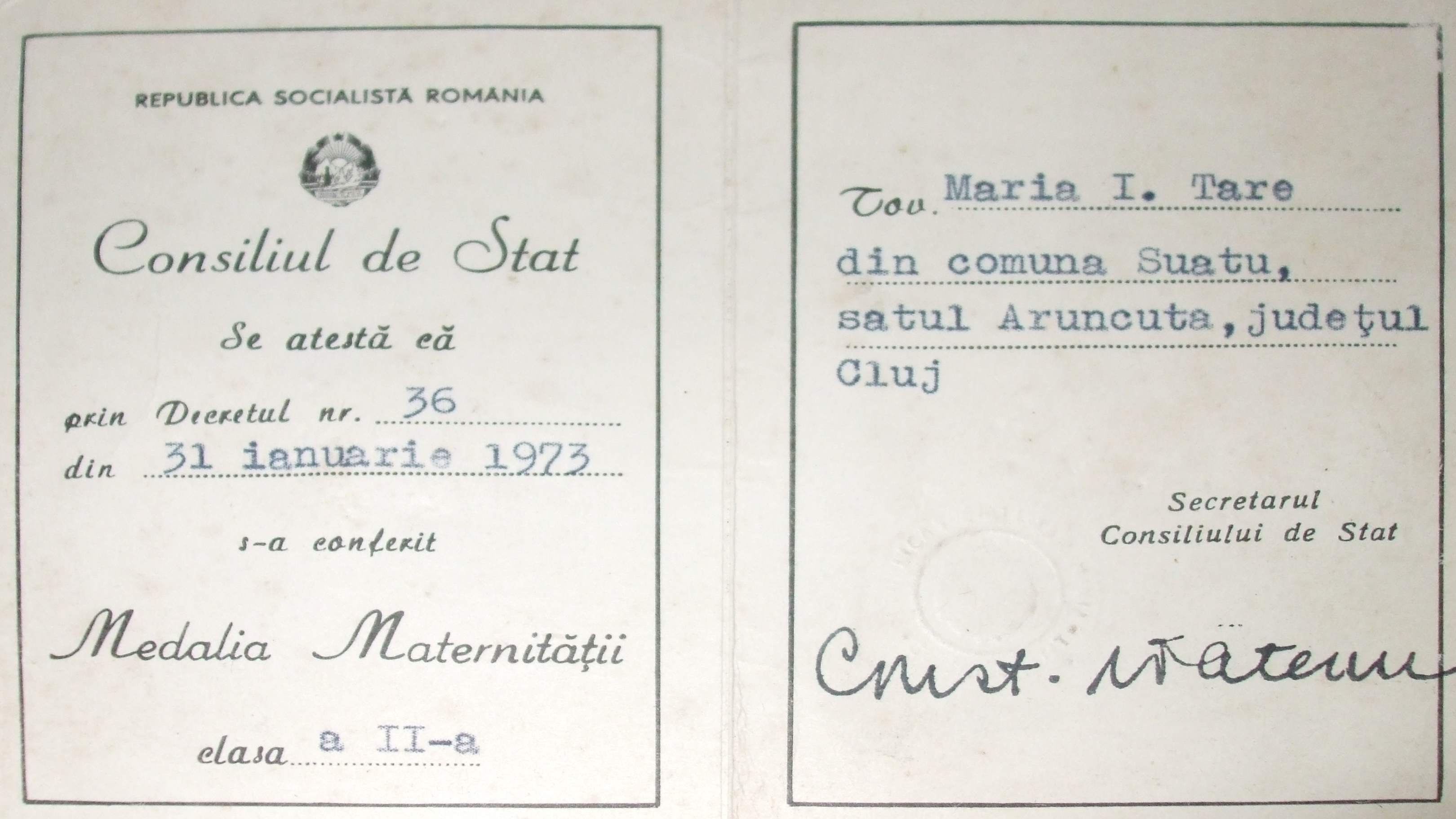
Document - model de cinsim, acordat unei vaduve cu 7 copii minori care nu a primit niciodată nimic { nici un leu } de la CAP sau de la statul român pentru creșterea acestora

În timpul socialismului protecția socială a " colhoznicilor " a fost inexistentă, respectindu-se principiul mult aclamat de Ceaușescu " Nici muncă fără pîine, nici pîine fără muncă ". Singura atenție acordată femeilor colhoznice cu mulți copii a fost Decretul 36 /31.01.1973 prin care { o parte dintre acestea } au primit "Medalia maternității", practic o bucată de hirtie cu valoare simbolică și de proastă calitate. Pentru așa zisă medalie a maternității clasa II - a, femeia din colhoz trebuia să nască și să crească cel putin 7 copii, iar pentru medalia de clasa I-a cel puțin 10 copii. De altfel, pentru copiii colhoznicilor statul român nu a acordat nici un leu alocație. Pentru a beneficia de alocatia lunara de 110 lei/copil { echivalent a 6 doari SUA } trebuia să fii angajat la stat și nu la colectiv.
Acesta a fost încă un motiv pentru care țăranul a abandonat satul și s-a angajat salahor pe șantier pentru a beneficia de " alocația pentru copii ". Odată cu ieșirea la pensie colhoznicul primea " pensie de colectiv ", în jur de 200 lei / lună, adică echivalentul a 11 dolari SUA, la care se mai adăuga la sfîrșitul fiecărui an, din partea colhozului, circa 4 - 5 săculeți de porumb știuleți și 80 – 100 kg. grîu reprezentînd așa numitul "ajutor pentru bătrîni". Pensia mică îl obliga să lucreze în continuare ,dacă avea puțină sănătate, chiar și pînă la 75 - 80 ani în folosul colhozului. Uneori moartea îl prindea cu un sac de cereale în spate sau conducînd un atelaj de cai sau boi. De altfel țăranii nu aveau încredere în medicamente și nici în medici, fiind obișnuiți să " coabiteze " chiar și cu bolile cronice. Lipsa brațelor de muncă în colhoz s-a resimțit puternic dupa 1980 cind elevii au fost obligați să efectueze ,în mod gratuit, munci necalificate în agricultură prin așa numită "practică agricolă ", de circa 2 - 3 săptămîni la începutul fiecărui an școlar, iar după 1985 chiar și personalul din întreprinderi era trimis la cules de porumb, în mod organizat și îmbarcat pe autobuze cu rute bine stabilite de organizația județeană de partid. Dezechilibrul din agricultură a fost generat de mai mulți factori, inclusiv de modul de organizare și conducere a CAP - urilor, respectiv de slaba cointeresare materială a lucrătorilor, factori care au limitat dezvoltarea acestui important domeniu de activitate.

### Desființarea muncii în colectiv și lichidarea CAP-urilor în 1990[82]
După evenimentele din 1989 țărănimea, fără să fie corect informată, a fost pusă în fața faptului împlinit : desființarea CAP - urilor și restituirea terenurilor agricole prin Legea 18 / 1991. Nu s-au făcut așa zisele " studii de impact ", în fond toate deciziile luate după 1989 au fost luate fară a se efectua calcule elementare de eficiență economică sau consecințele pe termen lung ale deciziilor luate, juridicul prevalînd asupra economicului în toate domeniile, chiar și în cadrul legilor economice scoase pe bandă rulantă de noua putere.În anul 1990 CAP - ul din Aruncuta " s-a rupt " de Suatu, numindu-și o conducere provizorie . Aceasta, cu ajutorul SMA -ul din localitate, a continuat lucrările și în campania de primavară a anului 1990, însă nu au reușit să culeagă decit parțial roadele, majoritatea culturilor fiind recoltate de săteni și duse în propiile hambare.

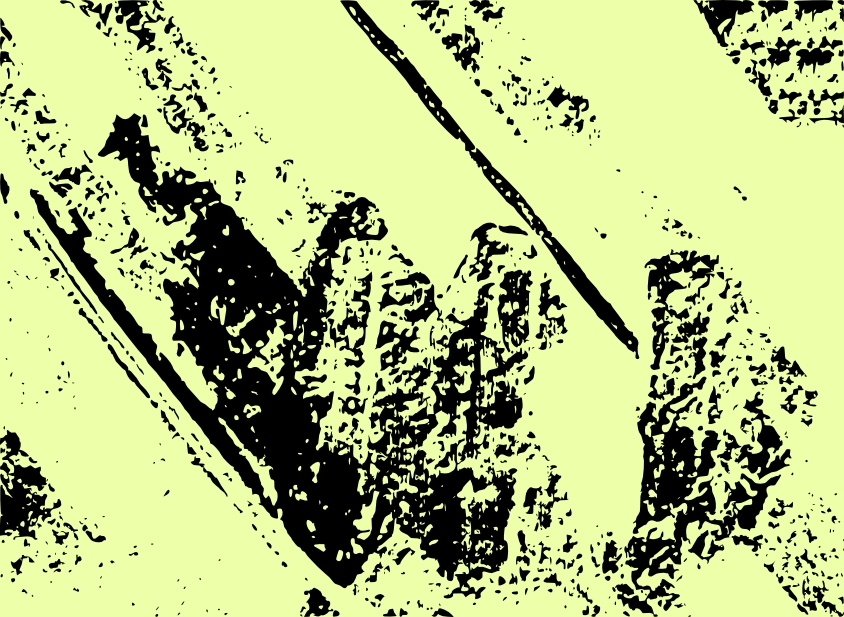
Locul unde au fost cele 3 grajduri de bovine, lichidate de săteni în 1991 { se observă conturul fundației din piatră} - prelucrare vectorială după o imagine din satelit

 În septembrie 1990, în cîte - va zile cele 400 bovine { vaci cu lapte și tineret bovin } au fost " transferate " sătenilor, iar turma de ovine în martie 1991. În patrimoniul colhoznicilor mai erau două tractoare cu remorcă și un IFRON ce au fost vîndute la licitație, iar banii depuși la Banca Agricolă pe două Carnete de Cecuri. Banii depuși, în sumă de 60.000 lei { echivalentul a doua tractoare în anul 1990 } au fost restituiți în numerar președintelui de colectiv { însoțit de casier } în 1994, pentru a fi repartizați sătenilor drept profit din lichidare. Urmare a inflatiei galopante între perioada depunerii și cea a ridicării numerarului, valoarea acestora era nesemnificativă astfel ca aceștia au decis sa fie folosiți pentru aducerea gazului în sat, lucrare nefinalizata. Grajdurile din patrimoniul CAP -ului au fost vindute la licitatie unor persoane din afara satului, dar care nu au avut banii necesari, astfel ca satenii " { 49 familii de colhoznici și 23 tractoriști } au rupt tirgul " și, în cotombrie 1991 au trecut la demolarea completă a grajdurilor, operație care a durat 3 zile { fiecare colhoznic a primit cîte - va tigle, un gemuleț mic - așa cum sunt la grajduri și bucăți de scîndură }. Referitor la restituirea terenului, în Aruncuta, acesta s-a făcut pe vechile amplasamente, în baza Legii fondului funciar nr. 18/1991, a evidenței din Registrul Agricol al anului 1960 și a cereilor depuse la intrarea în colectiv. Dupa 1989 ,prin divizarea excesiva a terenului agricol, agricultura românească a devenit necompetitivă și nu poate rezista concurenței acerbe pe piața produselor agricole. Pentru comasarea terenurilor, în primă etapă, se impun soluții organizatorice și noi măsuri legislative care să conducă la eficiența impusă de factorii concurențiali, respectiv industrializarea activităților agricole.

#### Situația existentă și alternative de dezvoltare în viitor[83]

Reintoarcerea la munca agricolă cu tracțiune animală, rezultat al legislației și politicii prețurilor după 1989

După 1990, urmare a inflației galopante, valoarea puținelor economii ale sătenilor s-au dus " pe apa sâmbetei ". Banii adunați cu greu se evaporau la lucrările agricole { arat, discuit, semănat, recoltat etc.}, iar animalele erau valorificate cu greu și la prețuri care descurajau activitatea de creștere și îngrășare animale. Prin prăbușirea industriei ușoare țăranul nu mai poate valorifica lâna și pielea animalelor, iar privatizarea fostelor fabrici de lapte și lipsa concurenței a condus la o mare discrepanță între costul litrului de lapte și prețul obtinut de la noii patroni. La toate acestea s-a adaugat imposibilitatea obținerii de credite ca urmare a dobânzilor exorbitante { în 1994 acestea au ajuns la 130 % }, respectiv a creșterii prețurilor la utilajele agricole și a pieselor de schimb, a carburanților, lubrefiantilor etc. La cele de mai sus s-a adaugat o politica de încurajare a importurilor care a condus la falimente în lanț ale producătorilor interni.Pentru alternative de dezvoltare în viitor se impune crearea unui cadru legislativ care să cuprindă activitatea cadastrală, un sistem de creditare cu garanții de stat pentru agricultorii cu potential si ale caror produse sunt destinate vînzării și nu consumului propriu, un sistem fiscal diferentiat pe categorii de activitati și simplificat pentru agricultură, facilitati fiscale pentru dezvoltarea activităților industriale în zona rurală etc., eliminarea evaziunii fiscale în comertul cu produse agricole și alimentare care distorsionează mediul de afaceri, facilitati pentru salariatii care desfasoara munca în mediul rural prin reducerea impozitelor si contributiilor datorate la stat etc.

## Monumente istorice

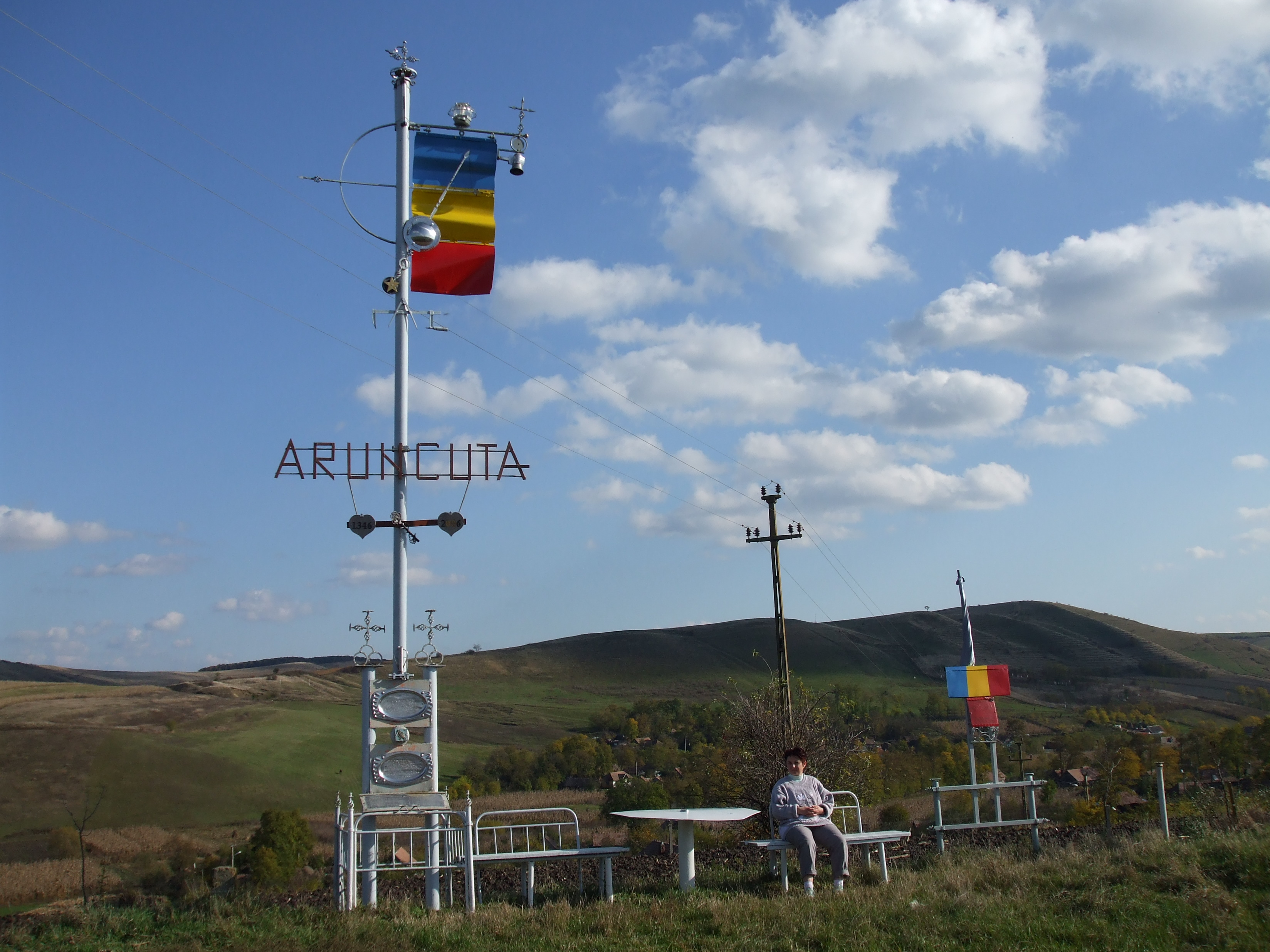
Monument atestare documentară - 660 ani,Click (aici) pentru imagine interactivă.

- Biserica greco-catolică din Aruncuta, ridicată în stil neoromanic, în formă de navă, cu coiful turnului în stil baroc, înaltă de 21 metri, cu masiva sculptură de lemn a iconostasului și picturi interioare deosebite, infățișând celebre scene biblice.
- Troița comemorativă din fața școlii, realizată în anul 1920 de prof. Romul Giurgiu din Aruncuta, în memoria eroilor din primul război mondial. Conform ziarului "Unirea Poporului", nr.39 /27.09.1942 , pag.2 {tipărit la Blaj} , troița "din fața școlii" a fost sfințită de preotul  Vasile Popa în data de 15 august 1942 {"de Sfânta Maria"}, fiind organizată o serbare în jurul acesteia {"Serbarea din Aruncuta"},la care au participat și locuitori din satele învecinate.
- Troița la intrarea în sat, realizată în anul 1928 de Ioan Chiorean, primarul comunei Aruncuta, și soția Donuța Deac din Mociu. În octombrie 2012 vandalizată de C.C.din Aruncuta (distrus suporturile metalice de lumânări cu clește, șurubelnița și ciocan), elev clasa VII - a la Școala generală Suatu
- Monumentul dedicat eroilor din primul și al doilea război mondial din fața bisericii, realizat în 1981, la inițiativa preotului Grigore Cristurean și finanțat de sătenii din Aruncuta. Monumentul este amplasat chiar în fața bisericii și imită celebra opera "Coloana infinită" a lui Constantin Brâncuși.
- Obeliscul de la cimitirul evreiesc din Aruncuta, simbolizând crucea lui David și basorelieful "Zidul plângerii din Ierusalim", realizat în 22 iunie 2005 de către Gheorghe Tare, cu sprijinul Comunității Evreiești din Cluj.
- Monumentul dedicat împlinirii a 660 ani de la prima atestare documentară a localității Aruncuta, realizat de către Gheorghe Tare la data de 18 noiembrie 2006. Monumentul conține circa 15 simboluri reprezentative pentru istoria satului, majoritatea cu tentă creștină și patriotică. De asemenea, pe monument sunt amplasate trei placi inoxidabile cu înscrisuri pivind istoria localității și aspecte de morală civică, universal valabile, reprezentate prin cele zece porunci din Vechiul Testament (Exodul 20.2.-17). În octombrie 2012 monumentul a fost vandalizat de C. C. din Aruncuta, elev în clasa VII - a la Școala generală din Suatu . Acesta, ajutat de elevii F.P și F.O.a distrus suporturile metalice de lumînări de la monumentul metalic al eroilor de la intrarea în sat, "ajutat" de clește, șurubelniță și ciocan, a distrus lampa solară aflată în suportul metalic sudat, respectiv a distrus steaua din cupru cu autorul și data realizării monumentului eroilor pentru a sustrage imitația metalică a Coloanei infinitului a lui Brâncuși . De asemenea a distrus suportul de la macheta bisericii din 1714, aflată pe masa metalică de la monument, în întenția vădită de distrugere sau sustragere. Toate piesele distruse au fost aruncate în jurul monumentului la vederea unui sătean, care i-a surprins și identificat.

## Personalități
- Zugravul (pictorul) Filip din Aruncuta, care în anul 1764 a împodobit biserica de lemn din Geaca - Cluj cu pictură aplicată pe pânză [84]. Este posibil ca acesta să fie intermediarul dintre săteni și celebrul Ștefan Zugravul din Rășinari - Sibiu,care a realizat în 19 dec. 1760 pictura Deisis din Aruncuta, achitată de săteanul Gherman Macovei și soția Todora, pictură aflată în prezent la Muzeul Mitropoliei Ortodoxe din Cluj.
- Alexandru Iuri, Iosif Gherman (într-o scrisoare, scrisă în latină și semnată în 27 iunie 1862, acesta apare sub numele Iosephu Germanu - paroch locale gr.- cath.)[85] și Teodor Giurgiu, preoți greco-catolici care au organizat și supravegheat învățământul românesc din Aruncuta, perioada 1801-1910. Despre preotul Teodor Giurgiu ("Todoru")știm că acesta provine dintr-o veche familie de nobili români, familia Gyorgy (Giurgiu) de Hargaspatak (Strâmbu, jud.Maramureș ) cu diplomă nobiliară de la Sigismund Racokzy, dată la Clusiu (Cluj - Napoca) în 10 iulie 1607, originară din Kozma (Cozma, jud. Mures). Preotul Teodor Giurgiu face parte din aceeași familie cu episcopul greco - catolic Ioan Giurgiu Patachi (1682 - 1727), doctor în teologie, consilier imperial, baron și episcop greco-catolic de Făgăraș [86]. și are încă 4 frați preoți, respectiv Dzurdz (Giurgiu) Ioanu cu domiciliul în Ocsa, Iulianu în Harasztos (azi Călărași, jud. Cluj), Nicolae în Kijanto (Chinteni, jud.Cluj )și Danilu în Bulzești (Bulzeștii de Sus, jud.Hunedoara). Familia Giurgiu, prin Pachomiu Georgiu de Horgaspatak, a fondat Mănăstirea Strîmbu (Jud.Maramures) în anul 1785 [87].
- George Roman din Aruncuta, dascăl și revoluționar — în seara zilei de 25 martie 1848 a redactat cea de-a doua proclamațiune de la Blaj, concepută de Simion Bărnuțiu, Președinte Comitetul Națiunii Române [88]
- Vincențiu Pandrea (n. 1888 – d. 1970), patriot, preot greco-catolic în Aruncuta, protopiatul Cojocna-Cluj, perioada 1911 - 15 septembrie 1923. După intrarea Regatului României în primul război mondial a fost arestat de autoritățile austro-ungare și internat în Lagărul de la Sopron (între 8 septembrie 1916 și 10 iunie 1917).[89]
- Romul Giurgiu, fiul preotului Teodor Giurgiu, patriot, dascăl exigent și director la Școala din Aruncuta, perioada 1900-1935. A construit în 1920 prima troiță din sat în memoria celor 37 săteni, martiri în primul război mondial. - Tineri din sat, înrolați în armata austro-ungară din primul razboi mondial,

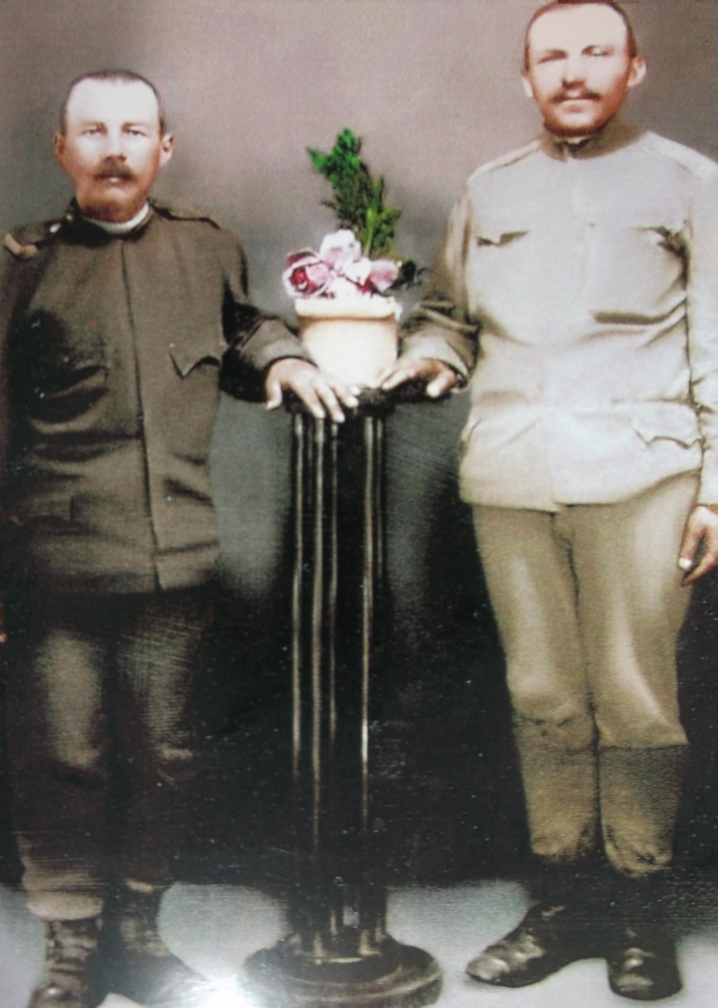
- Tineri din sat, înrolați în armata austro-ungară din primul razboi mondial,

- Ioan Chiorean (1885-1947), un om simplu, bun gospodar, participant activ la primul razboi mondial (1914 - 1918) de unde s-a reântors cu o mîna lipsă (distrusă de un obuz). Dupa unirea Transilvaniei cu România (1918) obține mai multe mandate de primar al comunei Aruncuta, cea mai mare realizare a acestuia fiind impulsionarea sătenilor, în calitate de primar, la construirea actualei biserici din sat în anul 1928 și reorganizarea pe baze moderne și extinderea învățământului românesc din sat, alaturi de dascălul Romul Giurgiu. În anul 1947 deoarece avea în proprietate o masină de treierat grâu (Batoză )a fost asimilat claselor exploatatoare (chiabur )și întrucît era și un adversar al ideologiei comuniste este anchetat de Securitate, motivul oficial fiind acela că nu ar fi eliberat chitanțe la valoarea reală a uiumului perceput la prestațiile cu batoza. Reântors în sat, dupa un interogatoriu dur, moare în ziua urmatoare [90]. Piatra funerară a fostului primar, executată din piatră cioplită,se află chiar în fața bisericii din sat, într-un spațiu ingrădit . Casa din caramidă ,construită de acesta în anul 1930, încă se mai pastrează în forma inițială și este bine conservată.
- Ion Moina, atlet, profesor, campion balcanic la 100 m [91]. Părinții celebrului atlet sunt originari din Aruncuta și Soporu de Câmpie (mama acestuia s-a născut in Aruncuta, numele de fată fiind Sărmășan Susana și a locuit pe actualul amplasament al casei de la nr. 312,vecini cu fam. Tare Vasile), iar tatăl acestuia s-a născut în Soporu de Câmpie și a lucrat o perioadă la spitalul din Mociu, unde de altfel s-a și născut celebrul sportiv. Vechiul stadion municipal din Cluj i-a purtat numele.
- Liviu Victor Pandrea, fiul preotului Vincențiu Pandrea, născut în Aruncuta la data de 2 august 1915, preot greco-catolic, deținut politic timp de 6 ani, scriitor. Profesor dr. Liviu Victor Pandrea a fost declarat Om international al anului 1997-1998 din partea International Biographical Center of Cambridge (Anglia), fiind distins și cu Certificatul de Merit, acordat de același prestigios institut [11]. A murit la Cluj-Napoca, la 25 martie 1999.
- Vasile Trifu, ziarist. S-a născut în Aruncuta, la data de 1 februarie 1928, ca fiu al unor țărani săraci {într-o căsuță mică din chirpici, acoperită cu paie de grâu, situată la circa 200 m. nord  de fostul Castel nobiliar din sat}. A absolvit primele 5 clase elementare la școala din sat , iar în anul 1950 Facultatea de Ziaristică din București. Timp de 38 de ani (între 1950 și 1988) a lucrat ca reporter, șef de sector, secretar de redacție, redactor șef la ziarele "Făclia" din Cluj-Napoca și "Tribuna Sibiului". După moartea soției,în anul 1995 ,Vasile Trifu, se dedică poeziei . În prima strofa a poeziei "Pădure, dragă pădure..." ,dată spre publicare ziarului Făclia din Cluj-Napoca si republicata in ziarul Tribuna din  17.07.2019, Vasile Trifu descrie,cu nostalgie ,locul în care s-a născut și dealul {"spre răsărit",față de casuța în care s-a născut și a copilărit }în care se află cimitirul nobiliar din sat, plin cu brazi ...  Din pacate, în jurul anului 1960, sătenii au distrus acel deal, prin taierea tuturor brazilor, astfel că frumsețea acelui deal a rămas doar în memoria {citez }:

"Bătrânilor cu tâmpla argintie
Va amintiți cum, în copilărie,
Un deal ne străjuia spre răsărit
Cu ulmi, aluni și brazi împădurit?
..................................................
Acum, pe dealul unde altădată
Sălășluiai frumoasă, rămurată,
Te-ntâmpină doar solul argilos,
Crăpat, uscat și fără de folos."
...................................................
Din păcate ,Vasile Trifu, nu mai reușește să-și publice volumul de versuri. Se stinge din viață la Cluj-Napoca, în data de 27 martie 1997. 
- Gherasim Bogatean (n. 1944, in Aruncuta), profesor universitar la Institutul Politehnic Cluj, autor a numeroase lucrari tehnice de specialitate .
- Nichita Corpodean (n.13.03.1935 în Aruncuta, d. 21.11.2011), profesor și director la Școala generală de 8 clase din sat peste 25 de ani (1962 - 1978), dascăl corect, bun organizator si orator desăvîrșit, adept al unei discipline de fier. A fost împuternicit de părinți să folosească orice mijloace,inclusiv bătaia, pentru a ajuta elevii din sat să învețe ("să scape de colectiv"), obligație de care s-a achitat cu cinste[92].Pictorii Alexandru și Mihai Cherecheș în anul 1976, la Expoziția de Artă din Arad,.

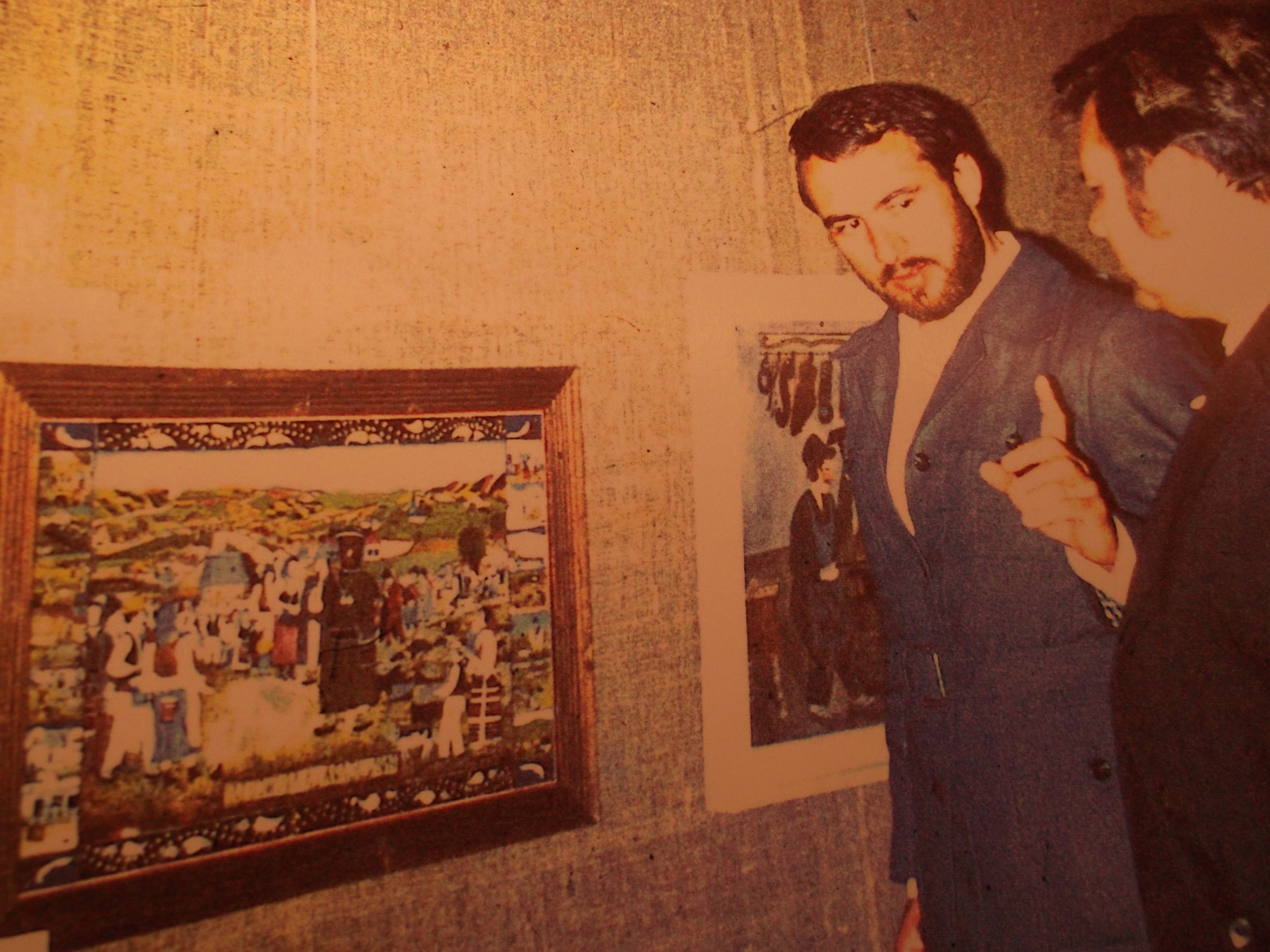
Pictorii Alexandru și Mihai Cherecheș în anul 1976, la Expoziția de Artă din Arad,

- Alexandru Cherecheș (n. 26 iulie 1944), pictor pe sticlă[93]. Participant cu expoziții personale și colective la numeroase expoziții interne și internaționale, din care mentionam Cluj-Napoca, București, Canada, Suedia,Germania. Pictează începând cu anul 1960, fiind autorul a peste 400 tablouri. La expoziția republicană din anul 1979 obține premiul I. În anul 1985 s-a stabilit în SUA împreuna cu familia, unde are propriul Atelier de pictură[94];

Bibliografie și reprezentare grafică: Arta plastică de amatori,Editura Meridiane București,1982 ; Pictura populară pe sticlă, Editura Meridiane București,1982,pag.172,autor: Iuliana Dancu și Dumitru Dancu ; Stare de dor, Editura Sport - Turism Bucuresti,1983,pag.225,autor Ioan Nemțoiu; Arta plastica de amatori și arta populară, Editura Meridiane Bucuresti,1983; Word Enciclopedia of Naive Art, Ed. Frederick Muller, London (Anglia),1984,pag.176; Dicționarul artei naive din Romania, editura Timpul, Reșita, 2001,pag.29.
- Mihai Cherecheș (05 februarie 1946 - 20 august 2020), pictor[93], de profesie geolog. A evocat tradiția satului ardelean în celebra pictură " Păpălugara la Aruncuta", realizată în 1976 și care s-a bucurat de mult succes la manifestarile de arta românească din anul 1979 de la Manheim - Germania. Bibliografie și reprezentare grafică: Pictura populară pe sticlă, Editura Meridiane București, 1982, pag.171, autor: Iuliana Dancu și Dumitru Dancu; Arta plastică de amatori și arta populară, Editura Meridiane București, 1983; Word Enciclopedia of Naive Art, Ed. Frederick Muller, London (Anglia), 1984, pag.177;
- Maria Cherecheș - căs.Pântea (n.28.06.1957, Aruncuta), pictor pe sticlă. Debut artistic în anul 1980 . Bibliografie și reprezentare grafică: Pictura populară pe sticlă, Editura Meridiane Bucuresti, 1982, pag.170, autor: Iuliana Fabritius-Dancu și Dumitru Dancu ; Arta plastica de amatori și arta populara, Editura Meridiane Bucuresti, 1983;
- Mircea Corpodean (n. 25 mai 1947), pictor pe sticlă și sculptor [93]. Expozitii personale și colective în Cluj, Arad, București, Suedia (1978), Germania (1979), etc. Deține lucrări în diverse colecții particulare și în colecția Muzeului de Artă din Pitești [95]. Premiul III la Expozitia republicana din 1979 si Premiul pentru valorificarea tradițiilor populare de la Arad - 1978. Picteaza din anul 1973. Bibliografie si reprezentare grafică: Arta plastică de amatori, Editura Meridiane București,1982 ; Word Enciclopedia of Naive Art, Ed. Frederick Muller, London (Anglia), 1984 ; Albumul L'art naive de Natalia Bradskaya, Editura Parkstone, New York, 2000,pag.173 ; Dicționarul artei naive din Romania, editura Timpul,Reșița, 2001, pag.29.
- Luca Mihu ( 25.10. 1949 - 16.06.2023 ) pictor. A absolvit Institutul de Arte Plastice Nicolae Grigorescu din Bucuresti, devenit bursier Fr. Storck între 1986 și 1988 . În perioada 1986 - 1996 a fost profesor de pictură în București, devenind în anul 1991 membru al Uniunii Artiștilor Plastici din România . A avut patru expoziții personale, obținând mai multe premii importante pentru lucrârile prezentate [96]. În prezent locuiește în Bucuresti și este specializat pe pictură religioasă. Are probleme de sănătate (ambele picioare amputate), fiind lovit de un autoturism în anul 1996, în timp ce traversa regulamentar o trecere de pietoni[97].

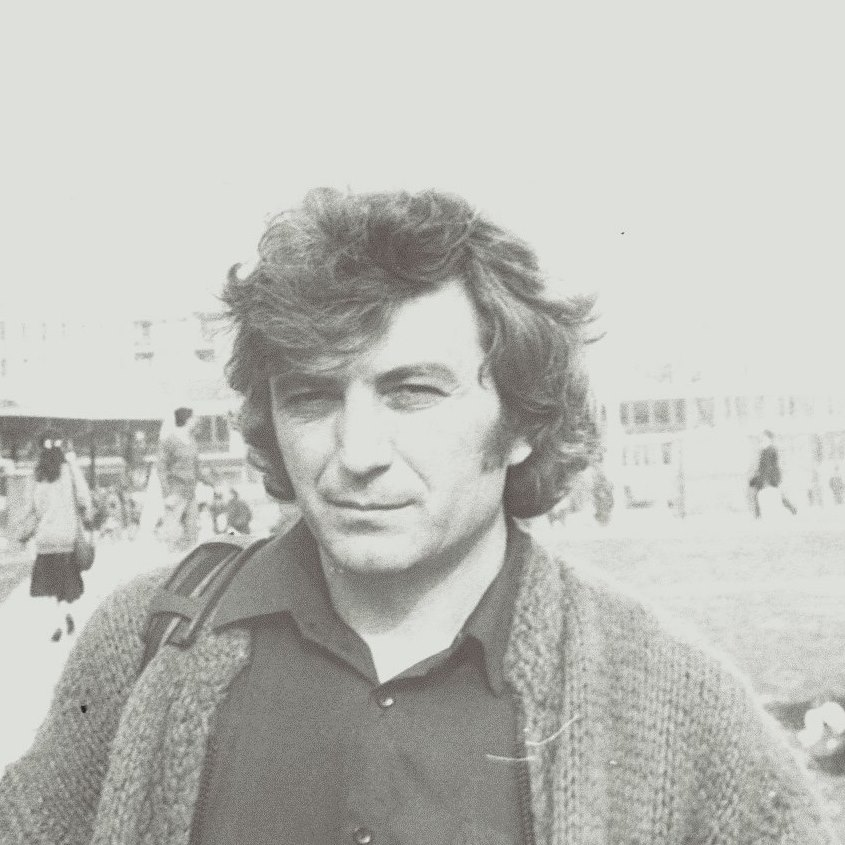
Criticul literar Al.Cistelecan

- Alexandru Cistelecan (n. 1951), critic literar de poezie, traducător, profesor universitar la Universitatea Petru Maior din Târgu Mureș, membru al Uniunii Scriitorilor din România; activitate publicistică la numeroase ziare și reviste cu studii și cronici literare. A publicat un numar de 18 cărți, din care 7 individual și 11 în colaborare. La acestea se adaugă traducerea din italiană a doua cărți cu tematică religioasă. În perioada 1987-2005 a câștigat 13 premii literare pentru critică și istorie literară, publicistică etc., printre care Premiul George Călinescu în anul 1987 și Premiul pentru critică și istorie literară al Uniunii Scriitorilor din România în anul 2000.[12]
- Doina Cherecheș (c. Moldovan, n. 1953), campioană națională de parașutism (1972).
- Valeria Cherecheș (c. Nicula, n. 1954), aviator.
- Grupul de economiști, absolvenți a școlii generale din sat în perioada 1967 - 1970, alcătuit din Mărioara Tușa (căs.Inclenzan), Petre Inclenzan, Maria Inclenzan,  Valentin Tușa si Gheorghe Tare, specialiști recunoscuți, cu atribuții de conducere în domeniul bancar, financiar-contabil și fiscal, respectiv în publicistica de specialitate.